# Khiva
Ne doit pas être confondu avec Kiva.
Khiva (Xiva en ouzbek ; خیوه en persan) est une ville d'Ouzbékistan, située dans la province du Khorezm, non loin de la frontière turkmène. Fondée entre le Ve et le IVe siècle av. J.-C., dans une oasis à 469 kilomètres de Boukhara, elle est mentionnée, au Xe siècle, dans les écrits des géographes Al-Muqaddasi et Istakhri.
Son existence étant moins liée que d'autres villes du Khwarezm à l'Amou-Daria, son histoire fut moins affectée par les changements de lit de ce fleuve.
Prospère par son positionnement sur la route des caravaniers vers la Caspienne, elle devient la capitale d'un influent khanat de Khiva, du début du XVIe siècle jusqu'à la disparition de cet État, en 1920.
Sa vieille ville, Itchan Kala (littéralement forteresse intérieure) est classée au patrimoine mondial par l'UNESCO depuis 1990,.

## Géographie
Khiva est située à 40 km du fleuve Amou-Daria, au bord du canal Palvan-Yap.
Au nord-ouest, elle confine à la région de Kouchkoupir, au nord à la région d’Ourguentch, au nord-est à la région de Yanguiarik, au sud-est au Turkménistan.
La partie sud de la ville est limitrophe du désert du Karakoum.
Les canaux Ak-Yap et Sertchali traversent la ville.
La ville de Khiva compte 95 246 habitants soit un peu plus de la moitié de la population du district dont elle est le chef-lieu. Sa superficie est de 883 hectares.
Le climat est continental, marqué par la chaleur d'un long été, la rigueur de l’hiver court et la rareté des précipitations. La température moyenne est 4,5 °C au mois de janvier et 27,4 °C en juin, mais elle peut atteindre 44 °C. La quantité de précipitations annuelles s'élève à 90–100 mm.

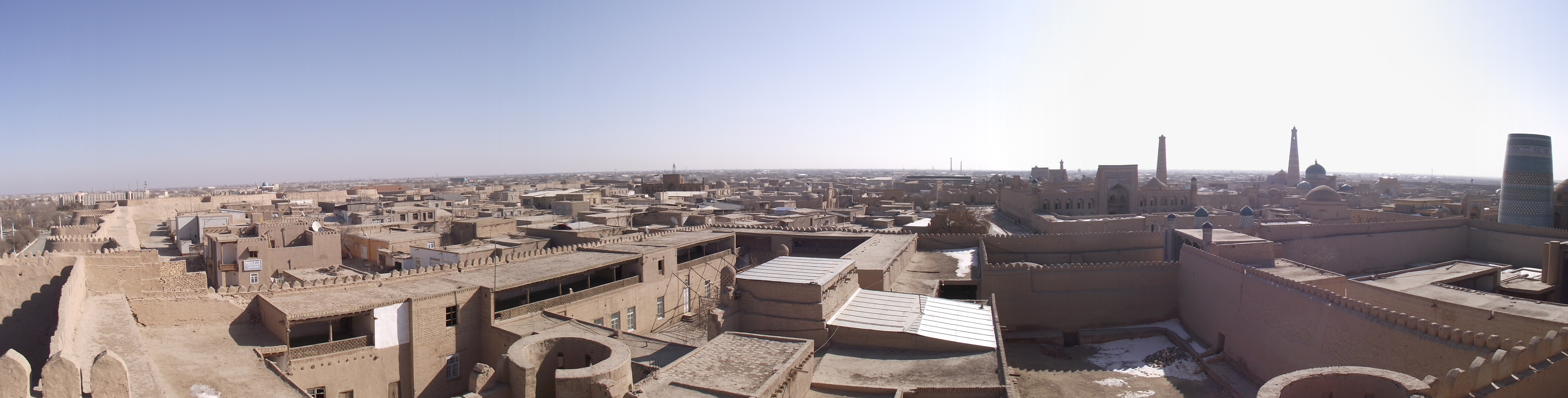

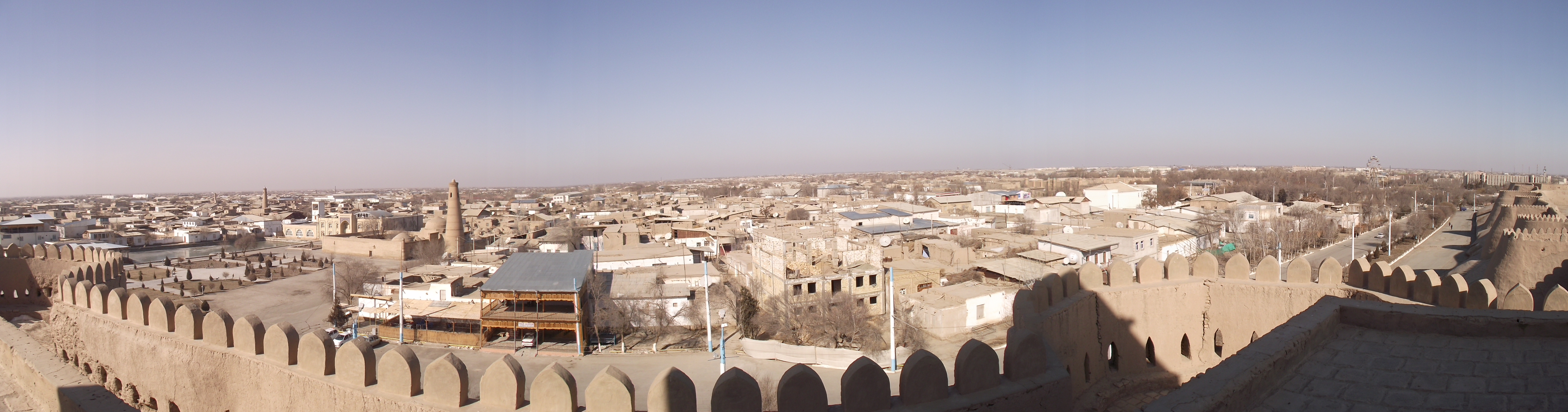

## Histoire
Selon la légende, Khiva fut fondée à l'endroit où Sem (le fils de Noé) creusa le puits de Keivah.

### Antiquité et Moyen-Âge
La région, particulièrement aride, a développé un système d'irrigation complexe à partir du IIe millénaire av. J.-C. et a été visitée par différents conquérants : Perses, Grecs, Arabes, Mongols, Ouzbeks.
À partir de 994, Khiva appartient à la principauté indépendante  du Khwarezm et, vers 1001, le médecin et philosophe Ibn Sina — connu en Occident sous le nom d'Avicenne — décide de s'y installer après avoir quitté Boukhara.
La situation politique et militaire de la région (de l'Asie centrale au Moyen-Orient) est instable. À cette époque, les dynasties d'origine turque et celles d'origine perse sont en conflit permanent, faisant chuter les capitales. Avicenne doit fuir à nouveau, car il ne souhaite pas servir sous les Turcs, ennemis des Persans.

### À partir duXVIesiècle, l'âge d'or du Khanat
En 1511, des tribus ouzbekes fondent un khanat avec l'oasis de Khiva pour capitale.
La consolidation de ce nouvel état khorezmien se fera tout au long du XVIe siècle profitant, notamment, de l'affaiblissement de la ville voisine d'Ourgentch avec le changement de cours de l'Amou Daria. Le khanat de Khiva (1512-1920) devient ainsi, avec ceux de Boukhara et de Kokand l'un des trois khanats ouzbeks héritiers du khanat de Djaghataï.
Itchan Kala (« Cité intérieure », en turc), qui couvre 26 hectares, est la ville intérieure de Khiva, retranchée derrière des murailles de brique hautes d'une dizaine de mètres, faisant partie de l'ancienne oasis, qui était l'ultime étape des caravaniers avant la traversée du désert en direction de la mer Caspienne et de la Perse.
En 1717, les quatre mille soldats russes du prince Bekovitch-Tcherkasski, qui entendent libérer les esclaves russes de Khiva, sont massacrés aux portes de la ville.

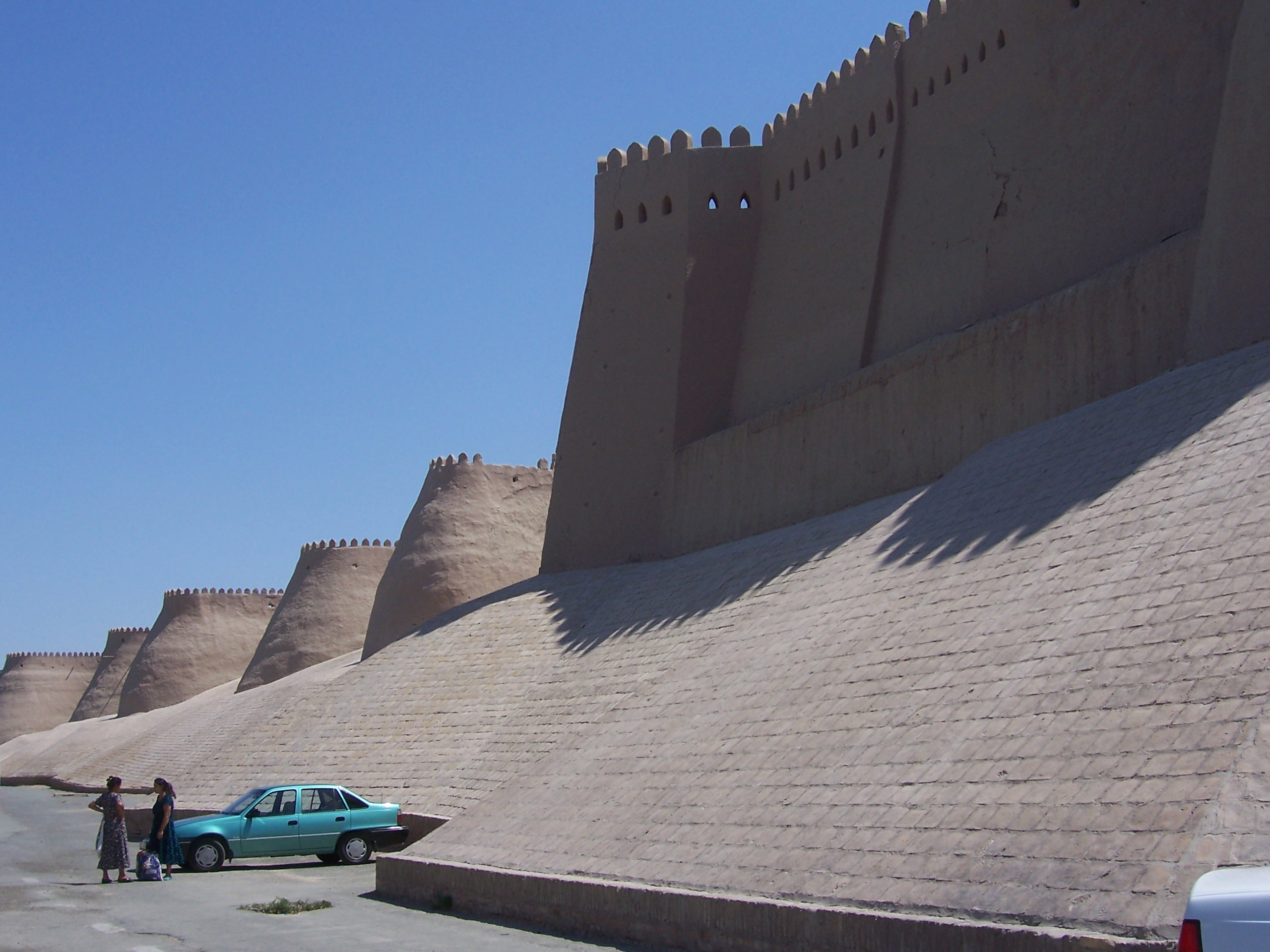
Vue des remparts d'Itchan Kala à Khiva.
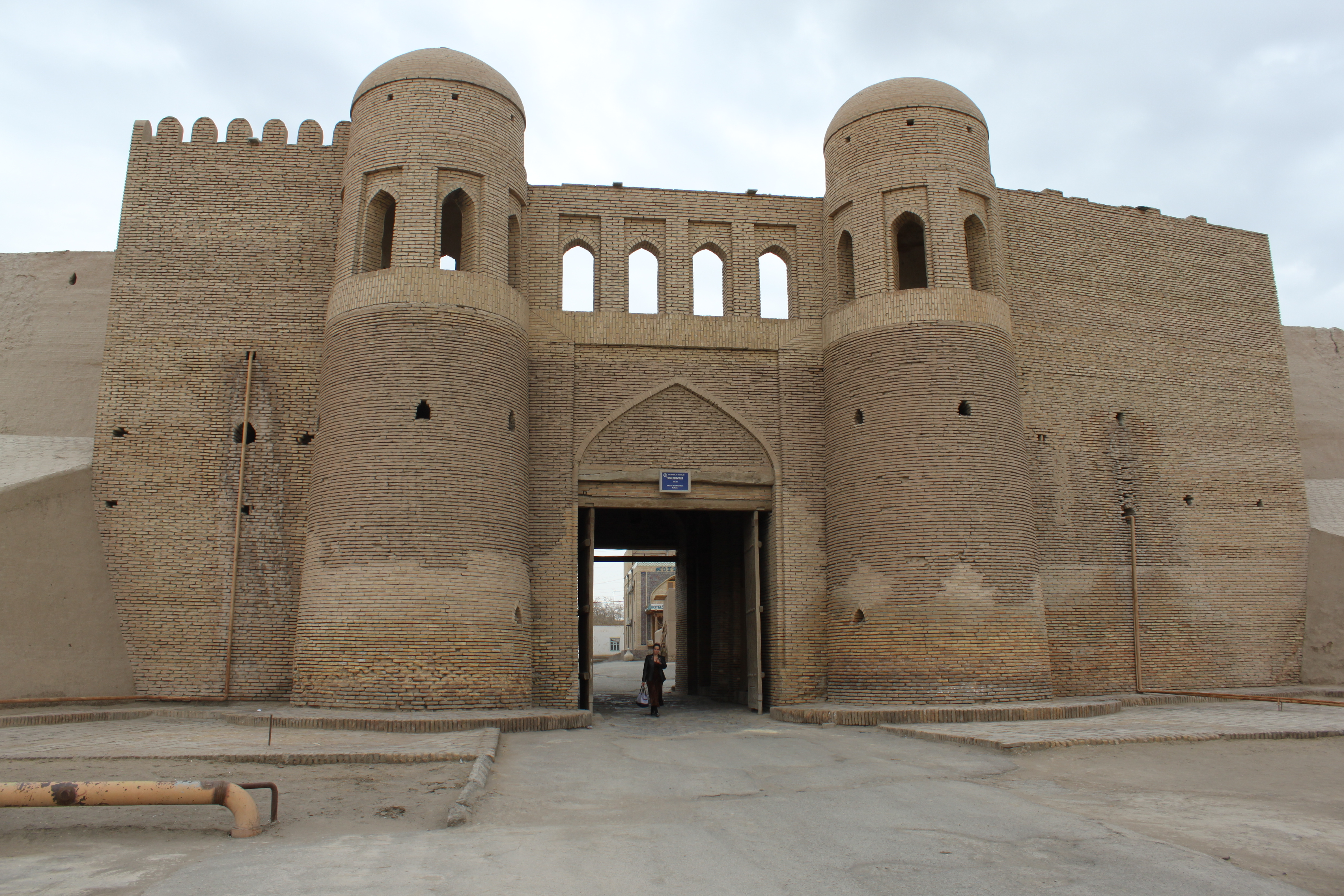
Porte Sud (Tach Darvoza) d'Itchan Kala.
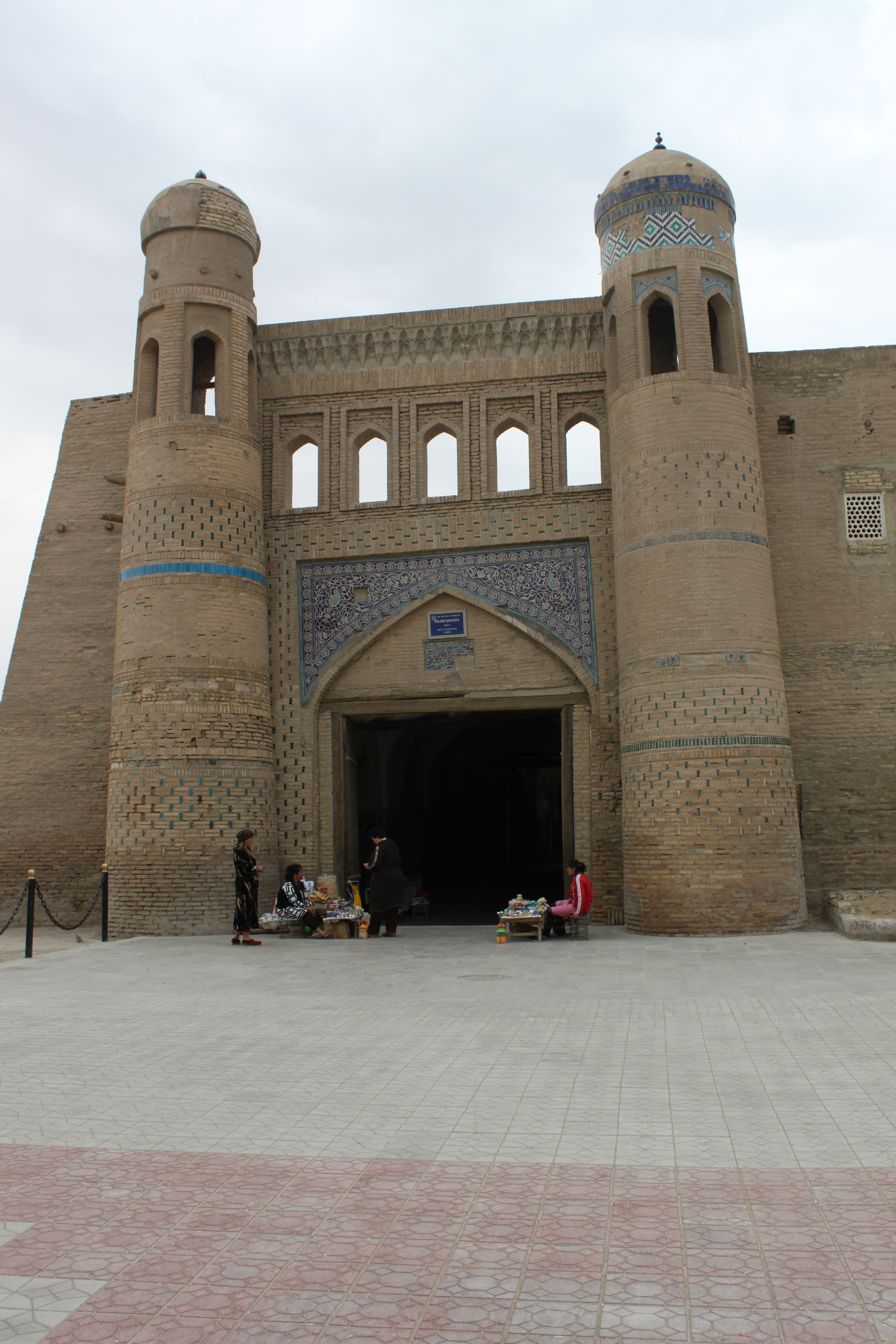
Porte Est (Palvan Darvoza) d'Itchan Kala.
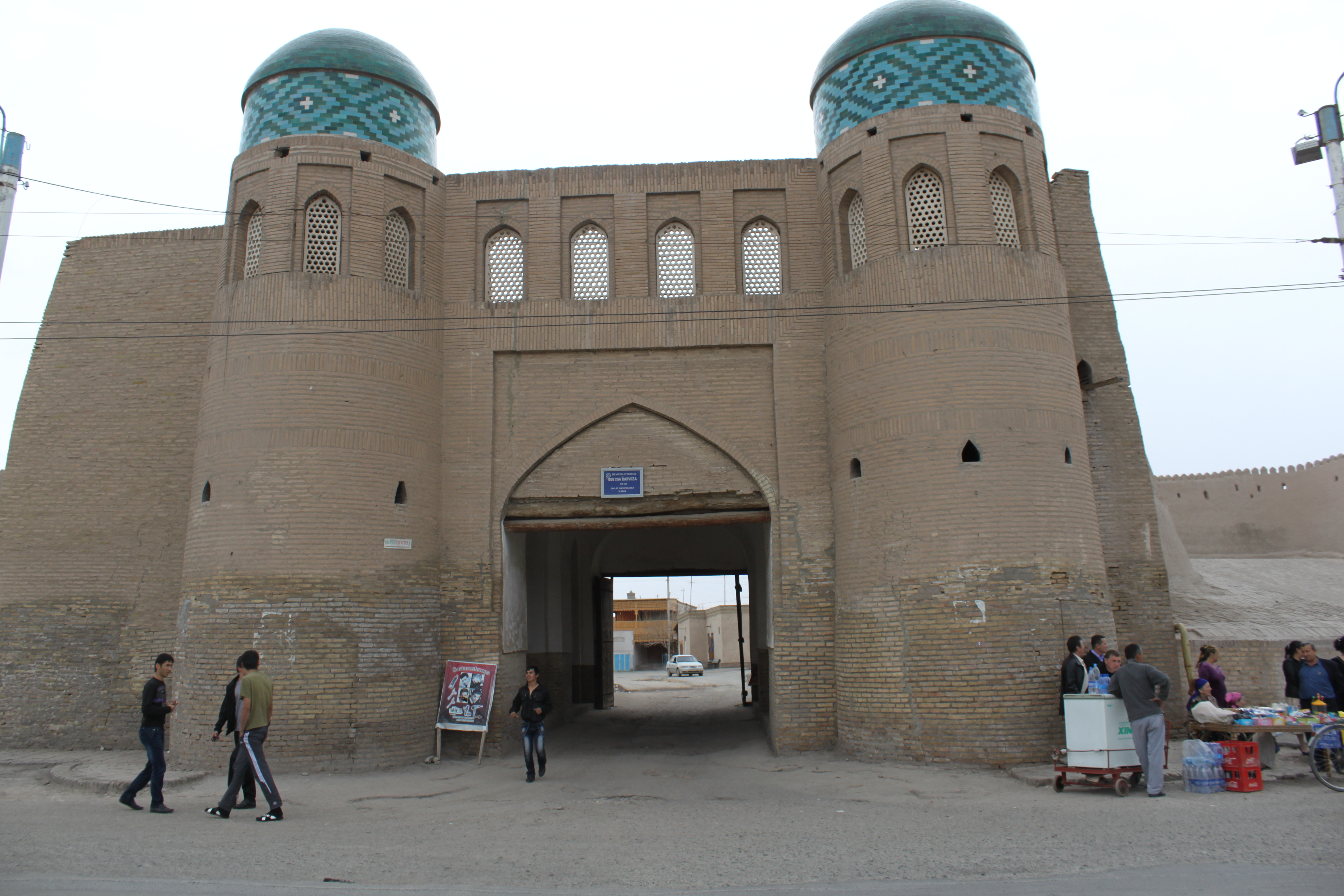
Porte Nord (Baktcha Darvoza) d'Itchan Kala.
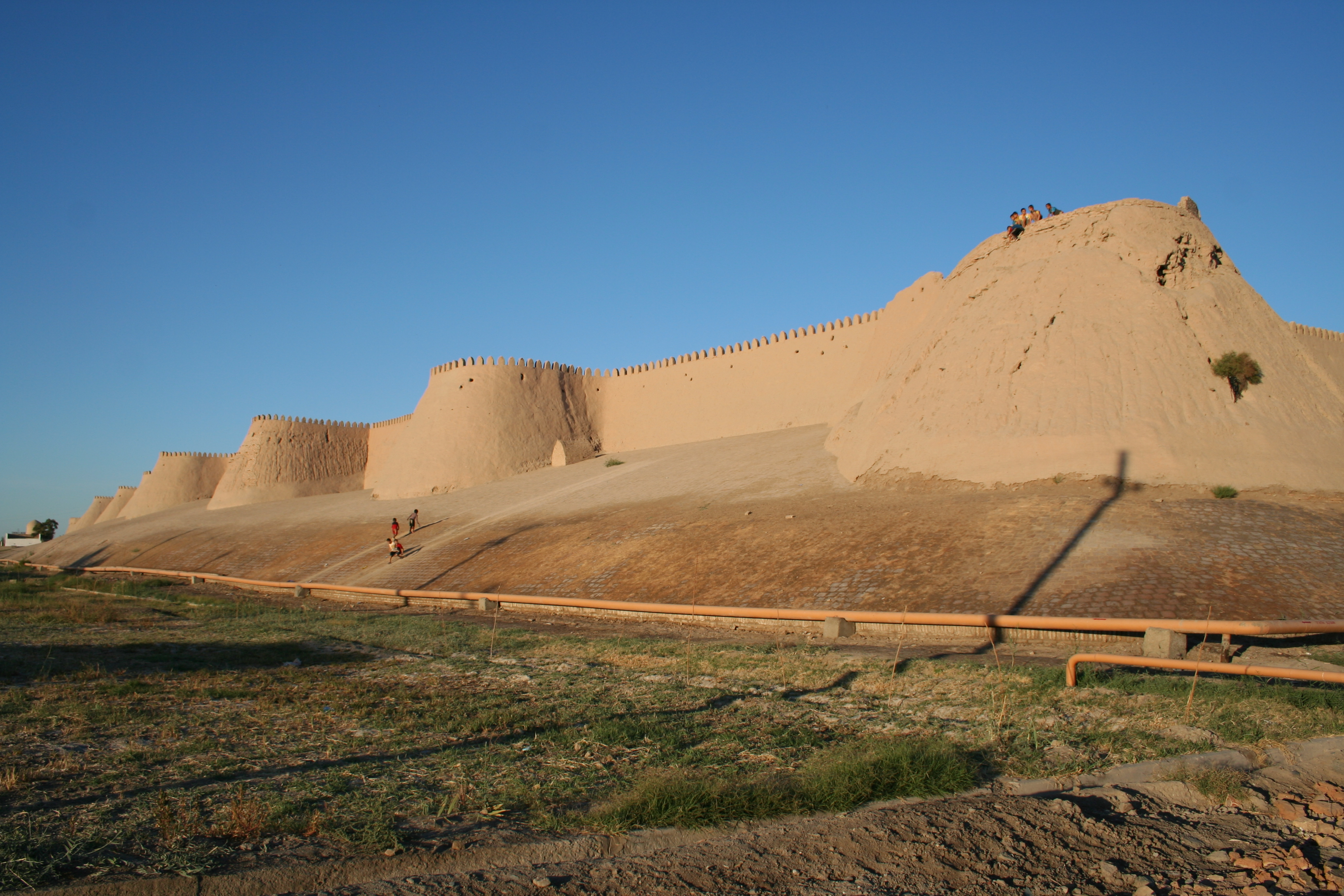
Autre vue des remparts d'Itchan Kala.

### De la Russie tsariste à la République d'Ouzbekistan
L'ukase de juillet 1867, créant un nouvel oblast du Turkestan, marque une nouvelle avancée de l'empire russe en Asie Centrale. Au début de l'année 1873, c'est le premier gouverneur général de cet oblast, le général Von Kaufmann, qui réussit à obtenir la capitulation du Khan et à prendre la ville. Au mois d'août de la même année, le traité de paix de Guendeman établit un protectorat sur le khanat.

### Aujourd'hui
Bien qu'ayant conservé peu de monuments très anciens, Itchan Kala constitue un exemple cohérent et bien préservé d'architecture musulmane d'Asie centrale avec des constructions remarquables, comme la mosquée Djouma, les mausolées et les médersas, ainsi que les deux magnifiques palais édifiés au début du XIXe siècle par le khan Alla-Kouli.
Depuis 1990, le quartier d'Itchan Kala de Khiva fait partie du Patrimoine mondial de l'UNESCO.

## Économie et administration
La plupart des organisations et des administrations publiques, y compris le khokimiat (mairie), les tchaïkhana (maisons de thé), les hôtels, les banques ou encore les bureaux de poste, se trouvent dans les rues Najmiddin Koubro, Amir Temour ou Ferouz. Les établissements médicaux comme l’hôpital central, la maternité, la polyclinique pédiatrique, le collège de médecine sont situés à l’ouest de la ville.
La fabrique de tapis, l’usine des produits de céramique, la fabrique de confection, la fabrique des articles de souvenir y fonctionnent. Douze écoles secondaires, cinq centres d’art d’enfants, théâtre de marionnettes, stades, parcs sont ouverts pour accueillir les enfants.
9 villages de territoire de 45 773 hectares appartiennent à la région de Khiva dont la population atteint 116 249 habitants. La surface agricole cultivée occupe 14 321 hectares de ce territoire. Dans le domaine agricole du Khorezm, c'est surtout la culture du coton et du blé qui y est développée. Le canal Palvan, qui provient de l'Amou-Daria, a une grande importance quant à l’irrigation des terres de cette région.
Khiva est aussi une ville d'artisanat. L’association des artisans du Khorezm maintient et développe l’artisanat de la sculpture sur bois et de la céramique. La particularité de l’artisanat de la sculpture sur bois de Khiva est la garniture des portes, colonnes, meubles. Les maîtres sculpteurs utilisent le bois d’orme et d’autres arbres locaux. Pour la conservation de la surface, on emploie l’huile de coton et de lin. La peinture d’art de Khiva est aussi développée. Les maîtres de ce type d’art prennent part aux travaux de restauration des monuments historiques[Lesquels ?] et à la décoration des immeubles modernes.
Ses monuments permettent évidemment une activité touristique importante, faisant de Khiva l'une des destinations les plus visitées du pays.

## Quelques monuments

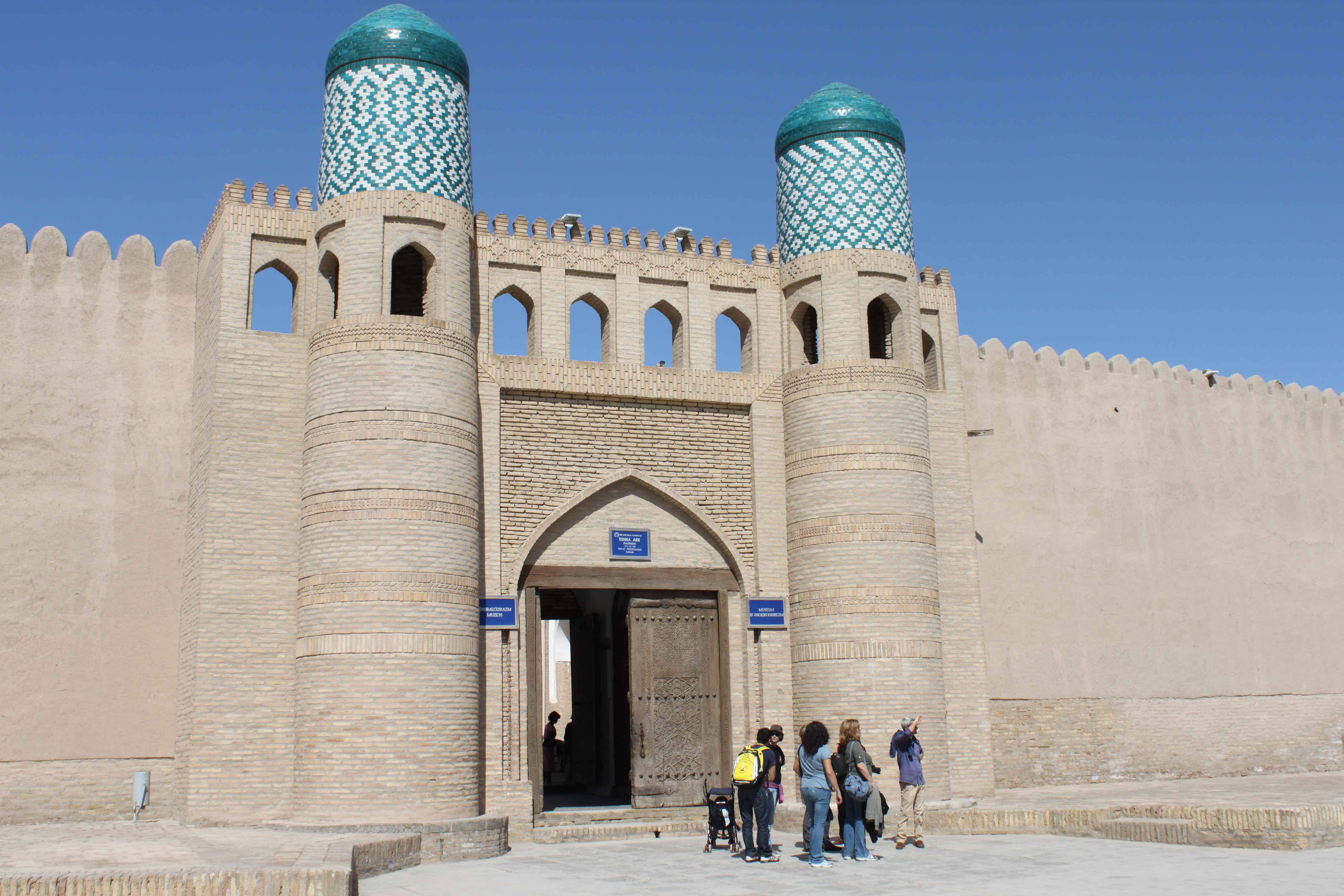
Entrée de Kunya Ark

La plupart des monuments notables de Khiva sont inclus dans le périmètre du quartier d'Itchan Kala.

### Kunya Ark
Kunya Ark (vieille forteresse) a été utilisée comme l’une des résidences des khans de Khiva jusqu’en 1919. La construction de Kunya Ark a débuté en 1686-1688 sous Arang Khan, fils d'Anoucha Khan. Le palais actuel a pris sa structure actuelle à partir du règne d’Altuzar Khan (1804-1806). On distingue tout particulièrement :

#### La mosquée d’été

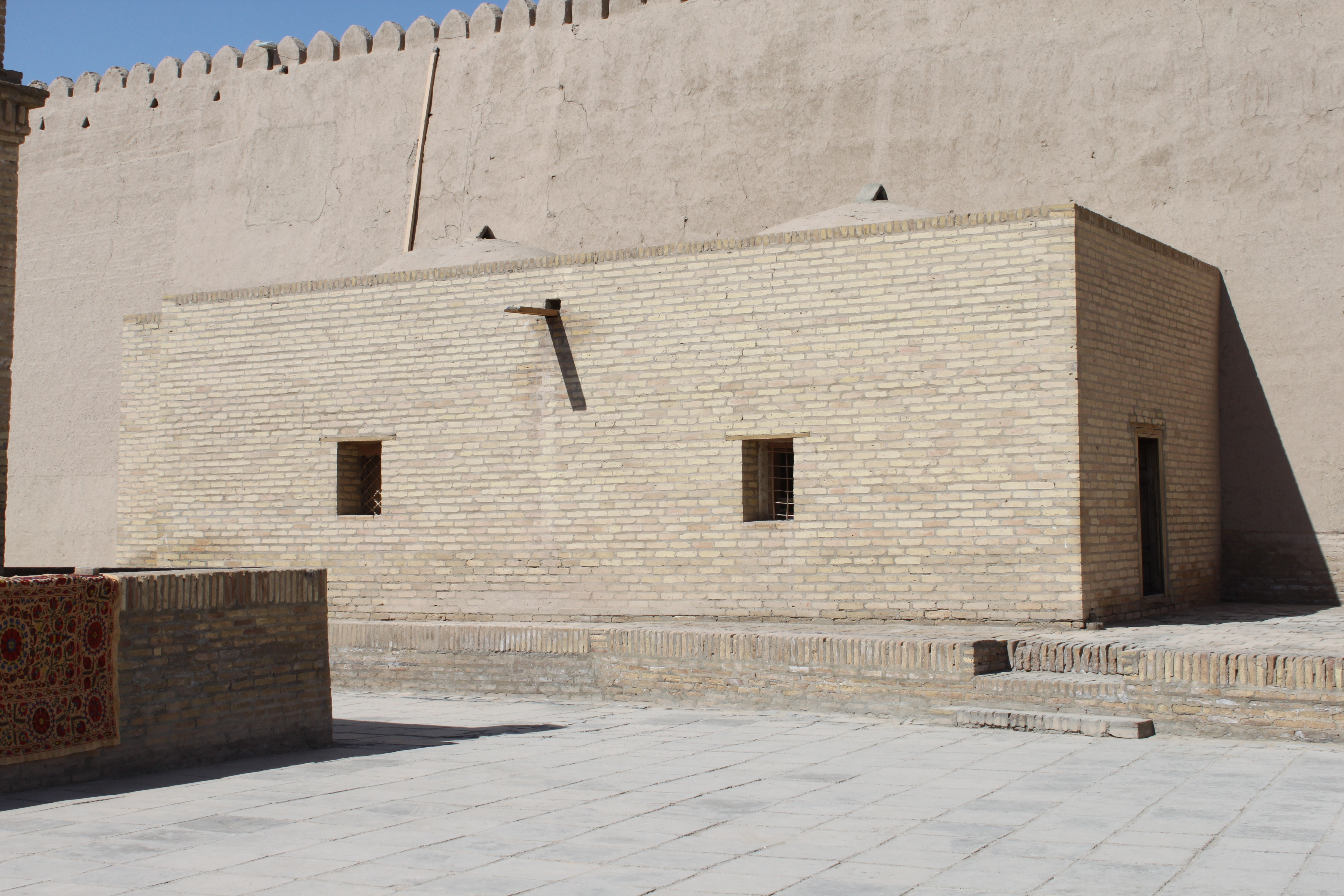
La prison

La mosquée d’été (1838) se caractérise par un iwan imposant, avec six colonnes, dont le plafond est très coloré et les parois recouvertes de céramiques bleues et blanches représentant des motifs géométriques ou végétaux réalisées en particulier par Abdoullah Djin. L’iwan étant orienté vers le nord pour favoriser la fraîcheur, le mihrab est orienté vers le sud et non en direction de La Mecque, comme le veut pourtant la règle habituelle. La mosquée est dédiée à Abou Bakr, deuxième calife et compagnon de Mahomet.

Mosquée d'été
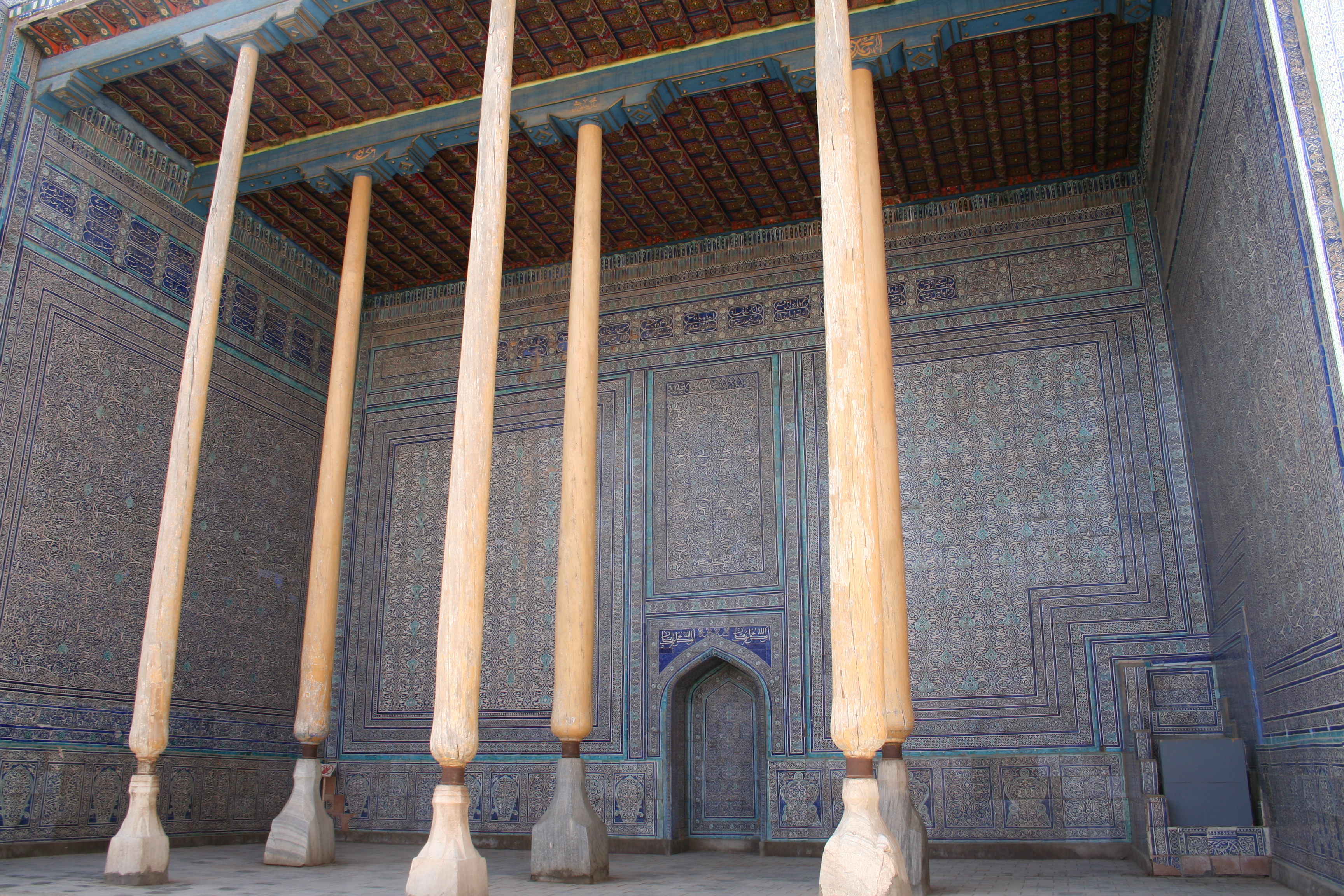
La mosquée d'été.
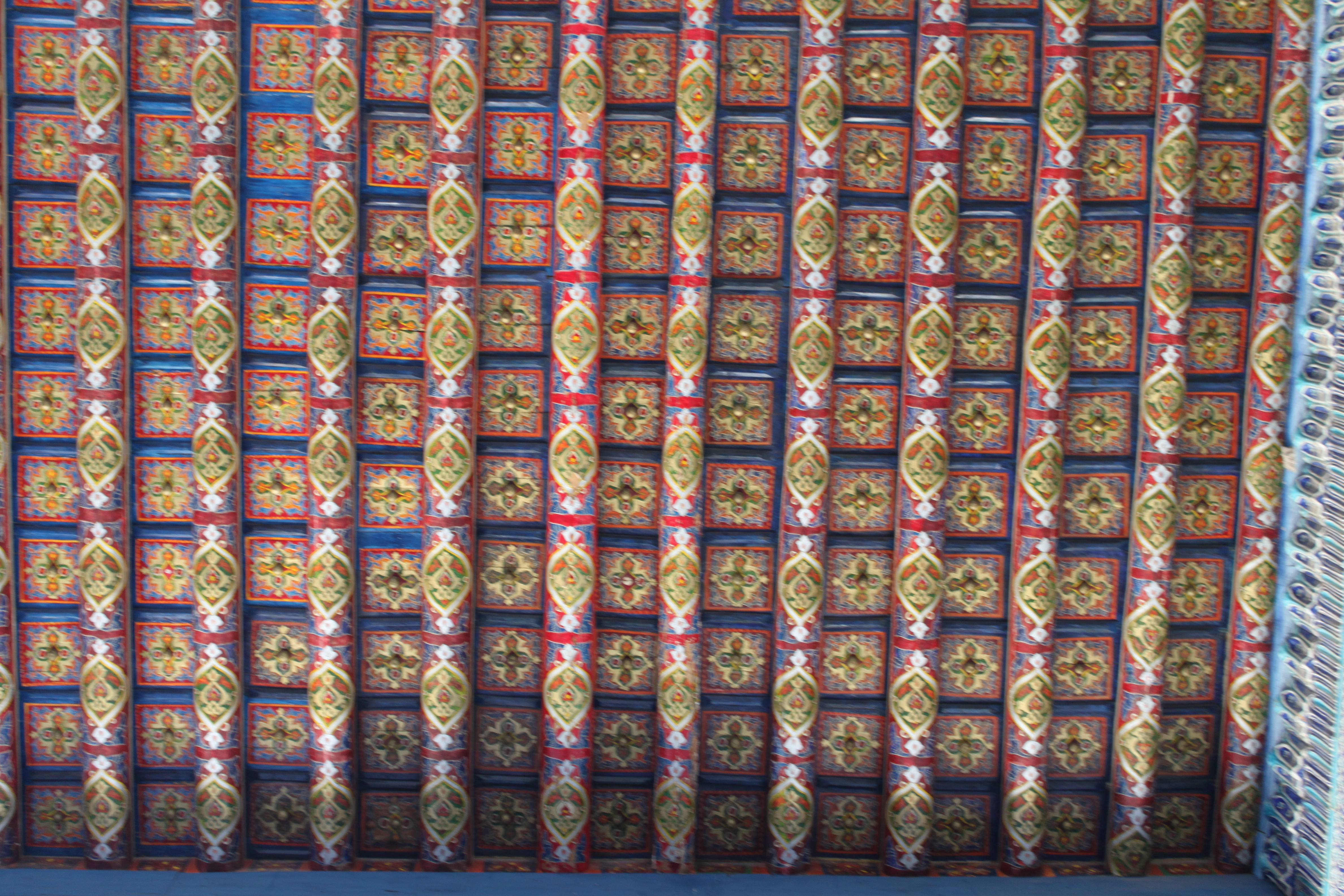
La mosquée d'été : le plafond de l'iwan.
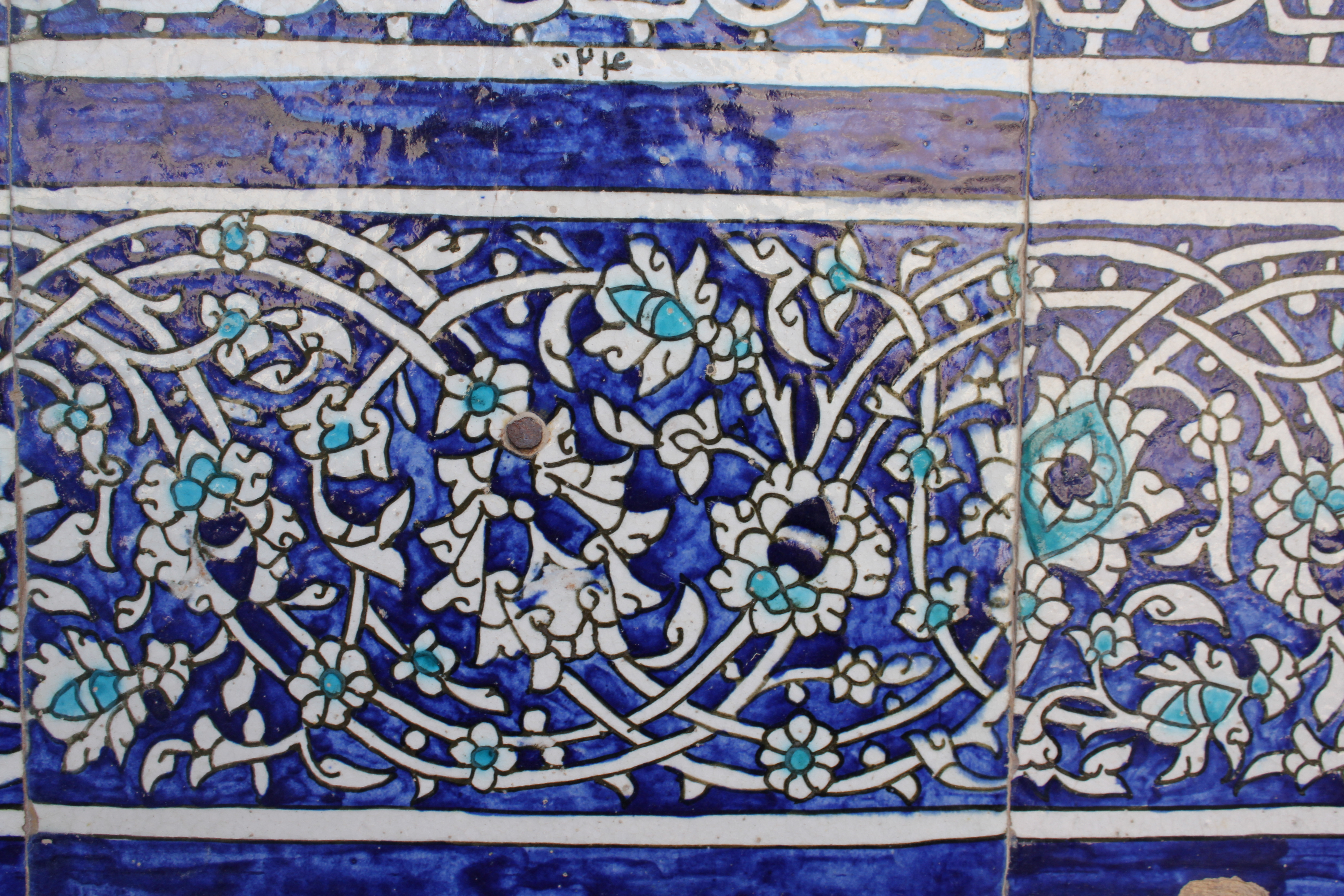
Détail de la mosquée d'été.
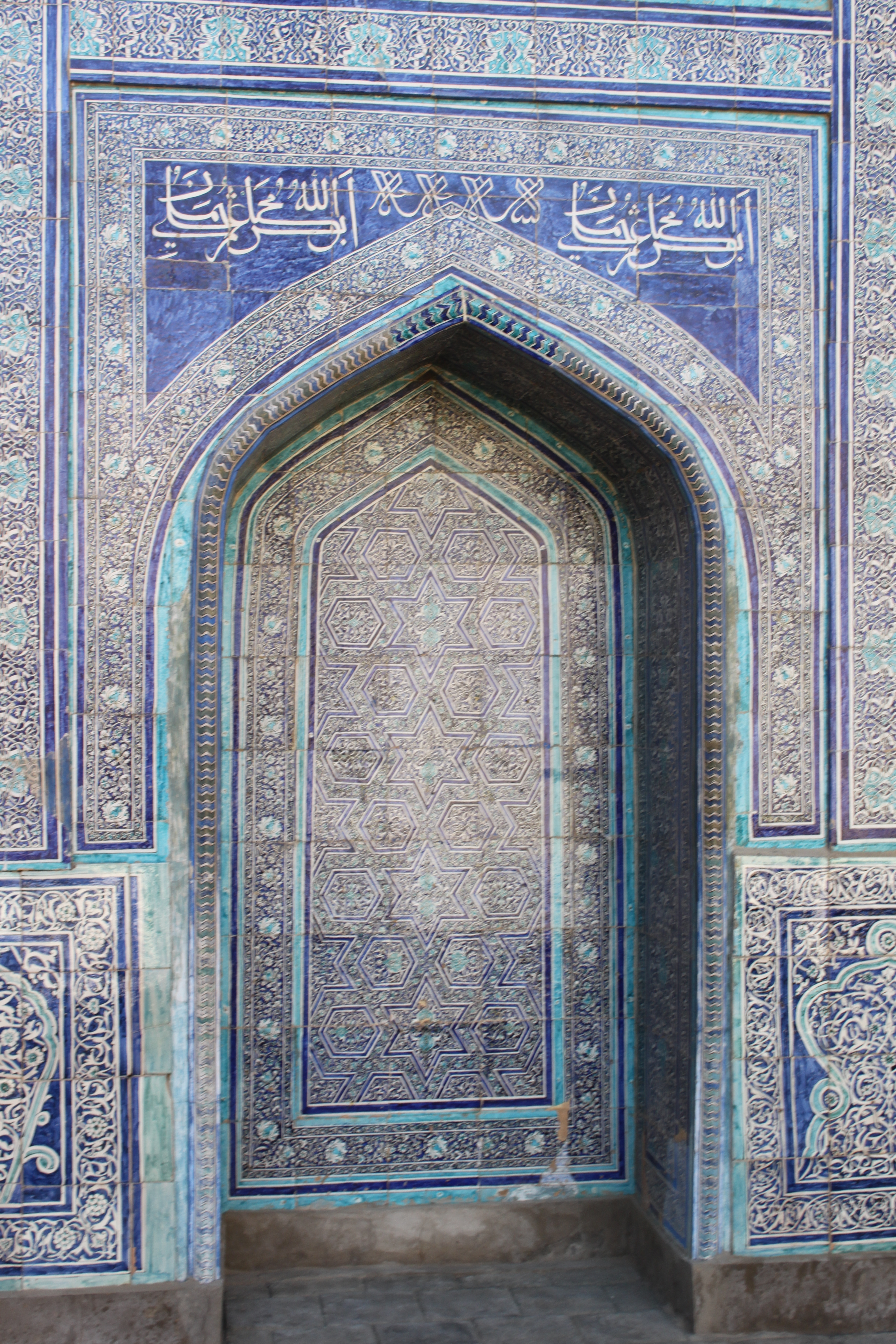
Mihrab de la mosquée d'été.
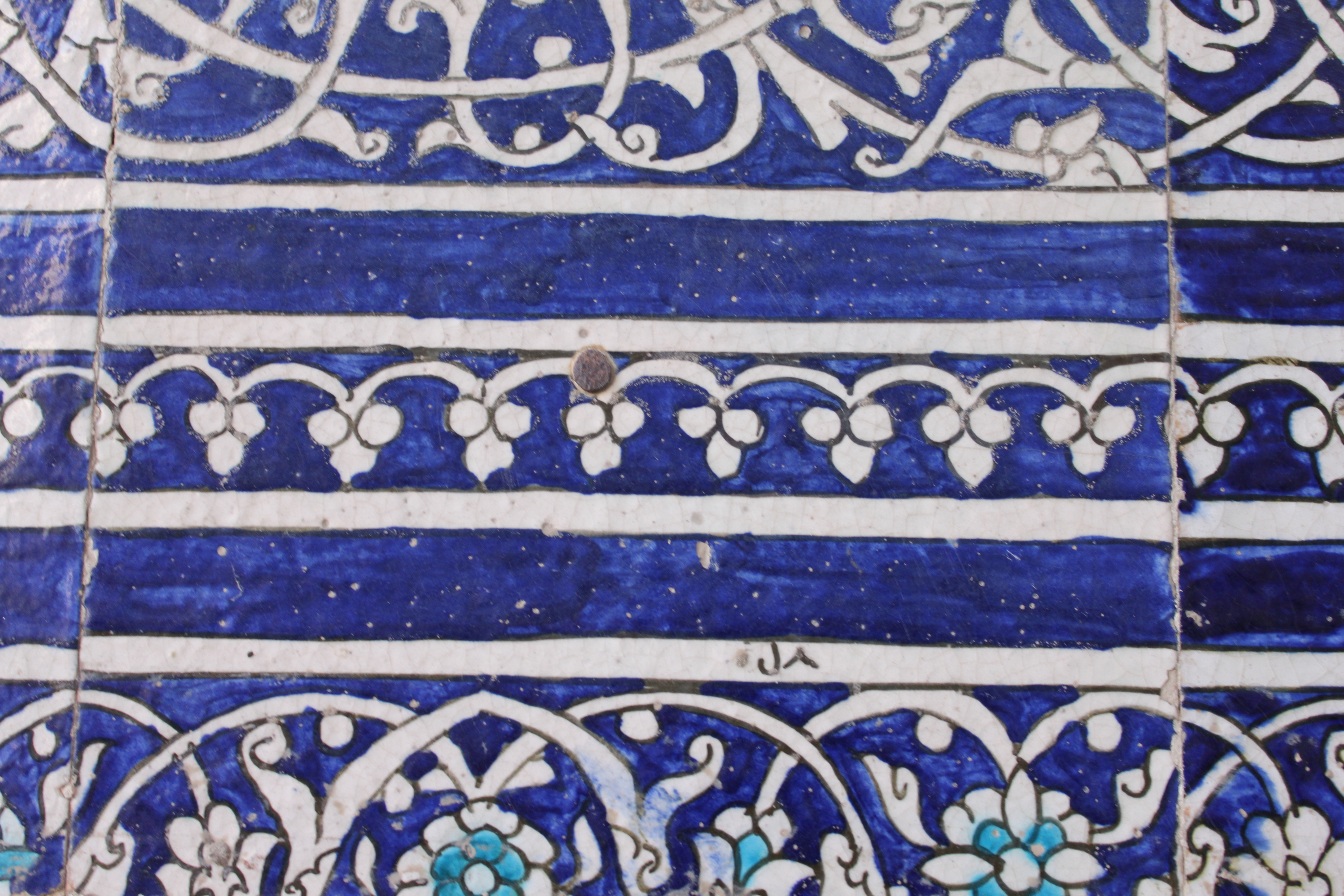
Détail de la mosquée d'été.

#### La prison (Zindan)
La prison (Zindan) se situe à l’extérieur de l’entrée à principale, sur la gauche. Elle comprend aujourd’hui deux salles. Les conditions de détention sont restituées par des mannequins et la première salle présente des outils de torture et d’exécution.

#### La salle du trône (Kourinich Khana)
La salle du trône (1804-1806) proprement dite est constituée d’une grande salle donnant sur un iwan. Elle servait au khan pour ses audiences publiques. Le trône était disposé dans une niche située à droite en entrant dans la salle. Le plafond est décoré de motifs géométriques colorés.
L'aïvan  est soutenu par deux colonnes dont les bases sont en marbre gravé. Le plafond est revêtu de panneaux de bois peint, où les teintes jaunes et rouge dominent. Les parois sont décorées de majoliques où les couleurs bleue et blanche sont prédominantes, à l’époque de Alla Kouli Khan. Les portes donnant accès à la salle du trône sont finement travaillées. L’iwan est orienté vers le nord pour préserver la salle du trône d’une chaleur excessive durant l’été.
Les audiences avaient également lieu, durant l’hiver, dans une yourte installée sur la plateforme circulaire au milieu de la cour intérieure.
La cour est entourée de bâtiments dont certains présentent une loggia.

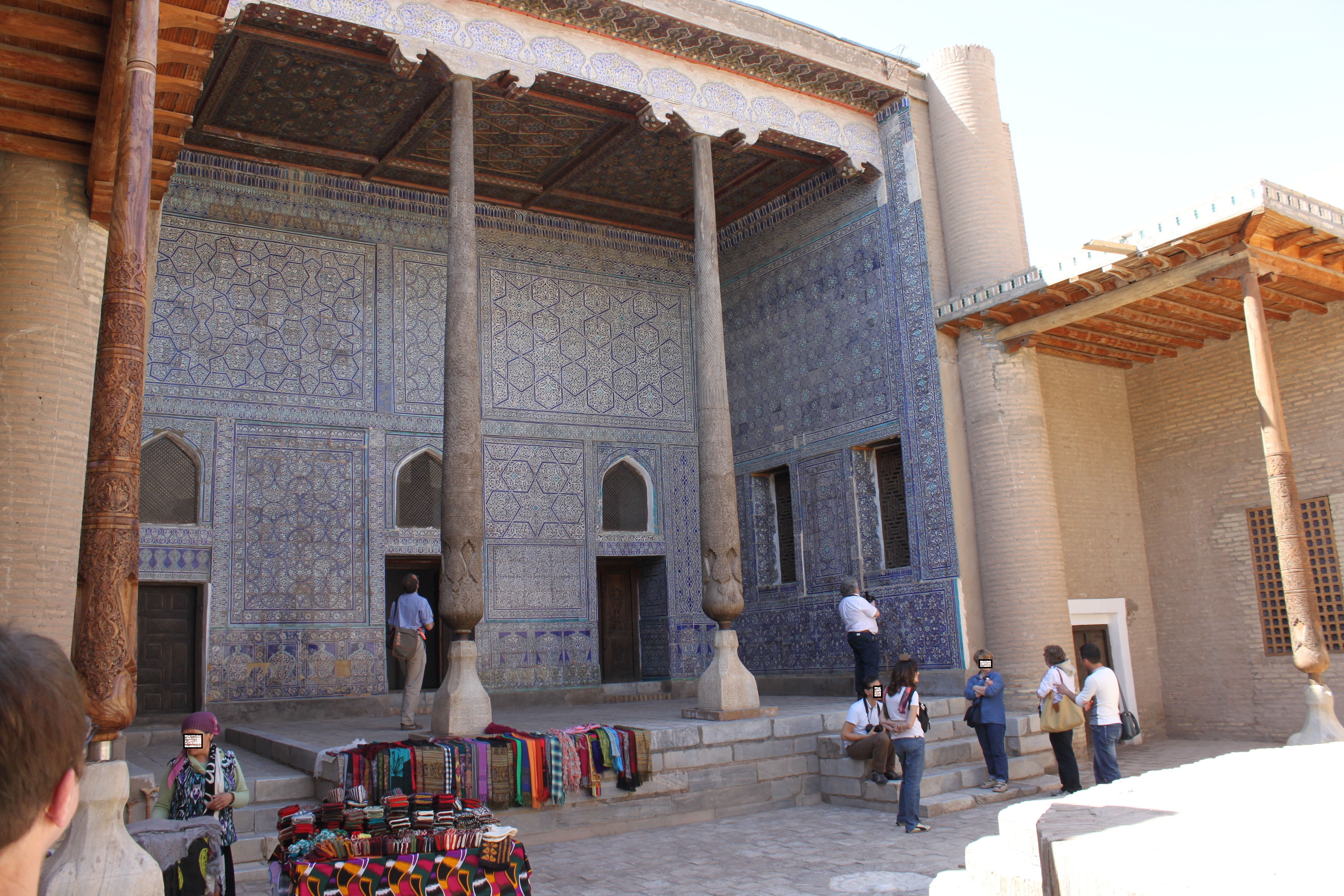
aïvan de la salle de réception.
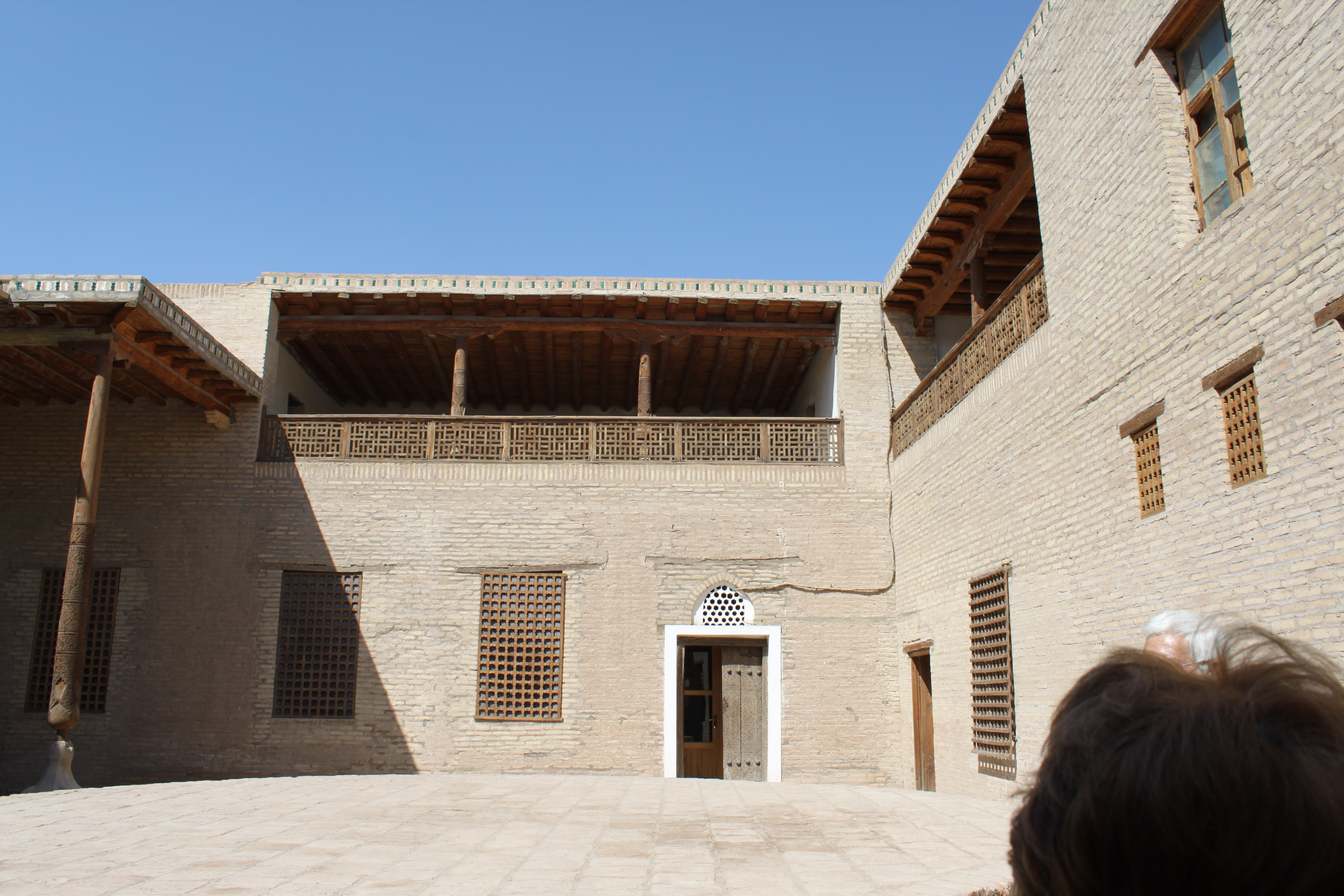
La cour de la salle de réception.
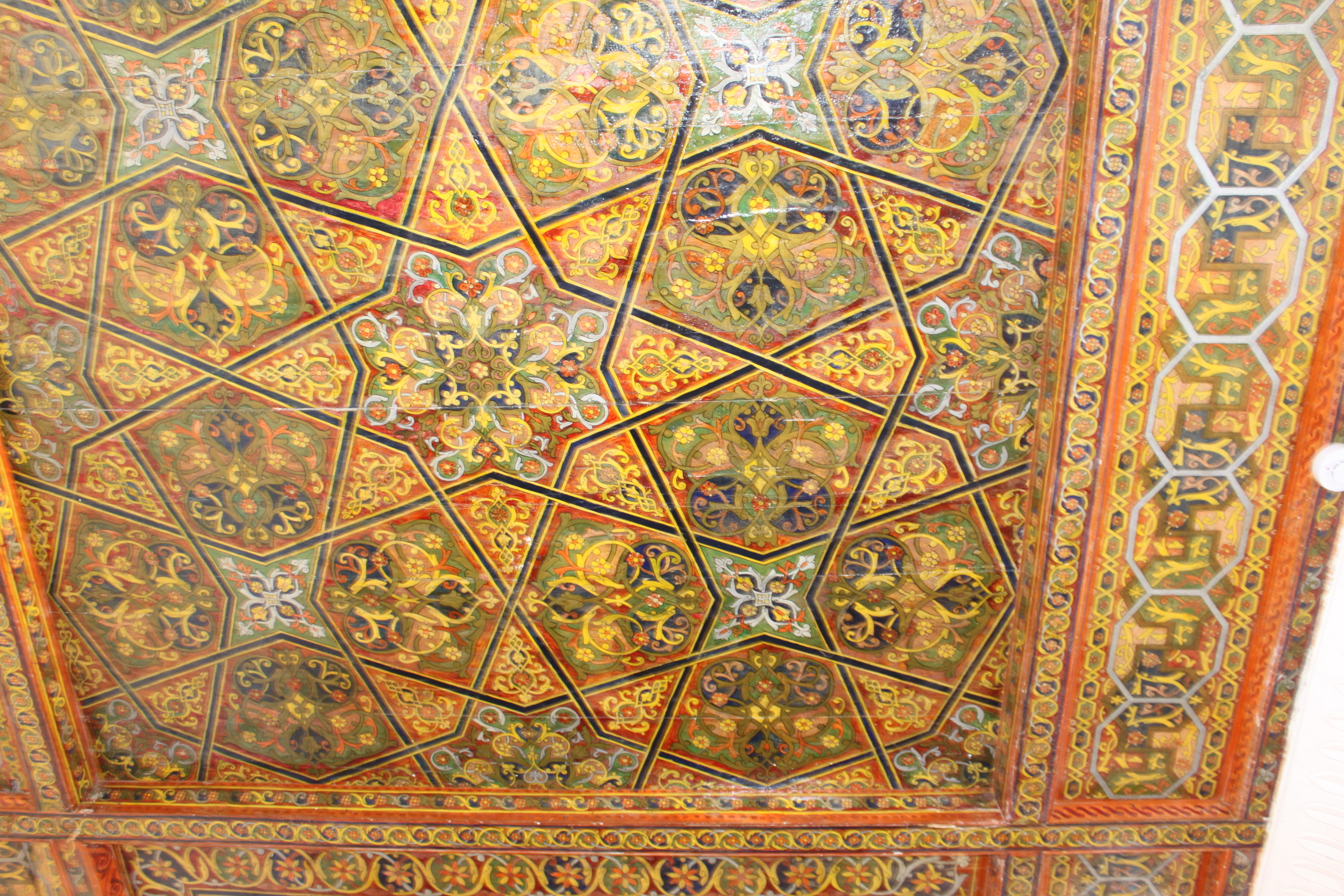
Le plafond de la salle de réception.
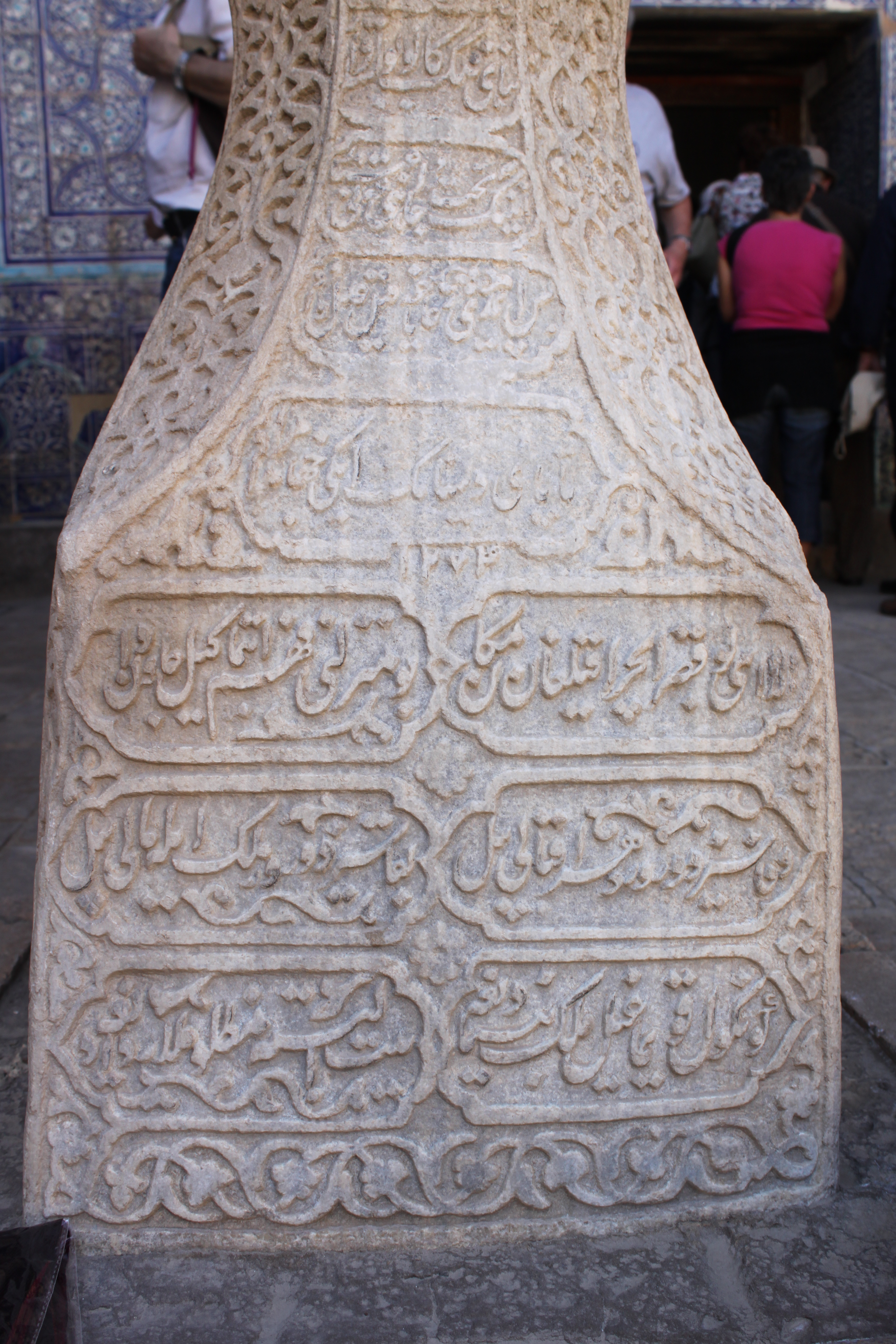
Détail d'une colonne de l'aïvan
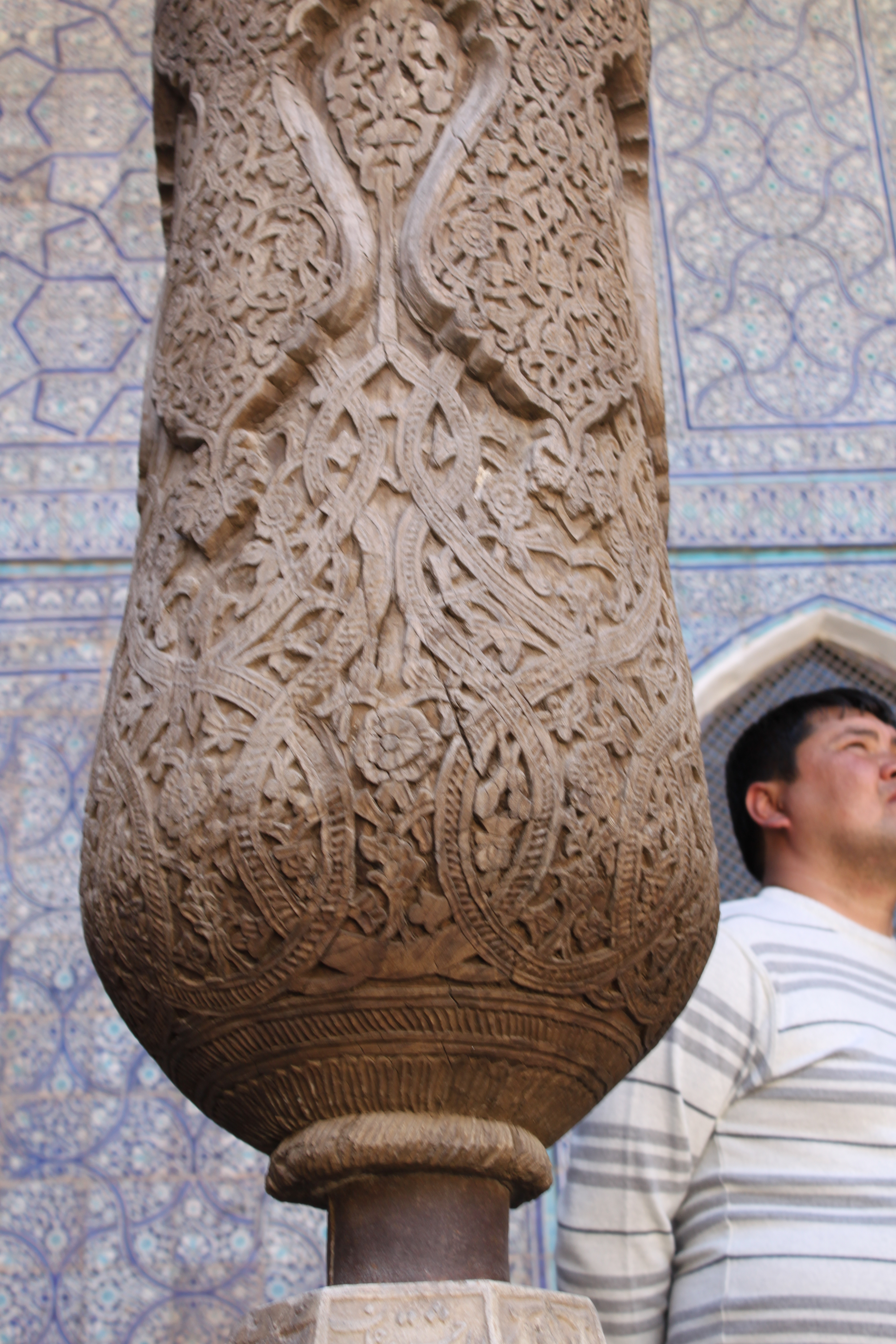
Détail d'une colonne de l'aïvan
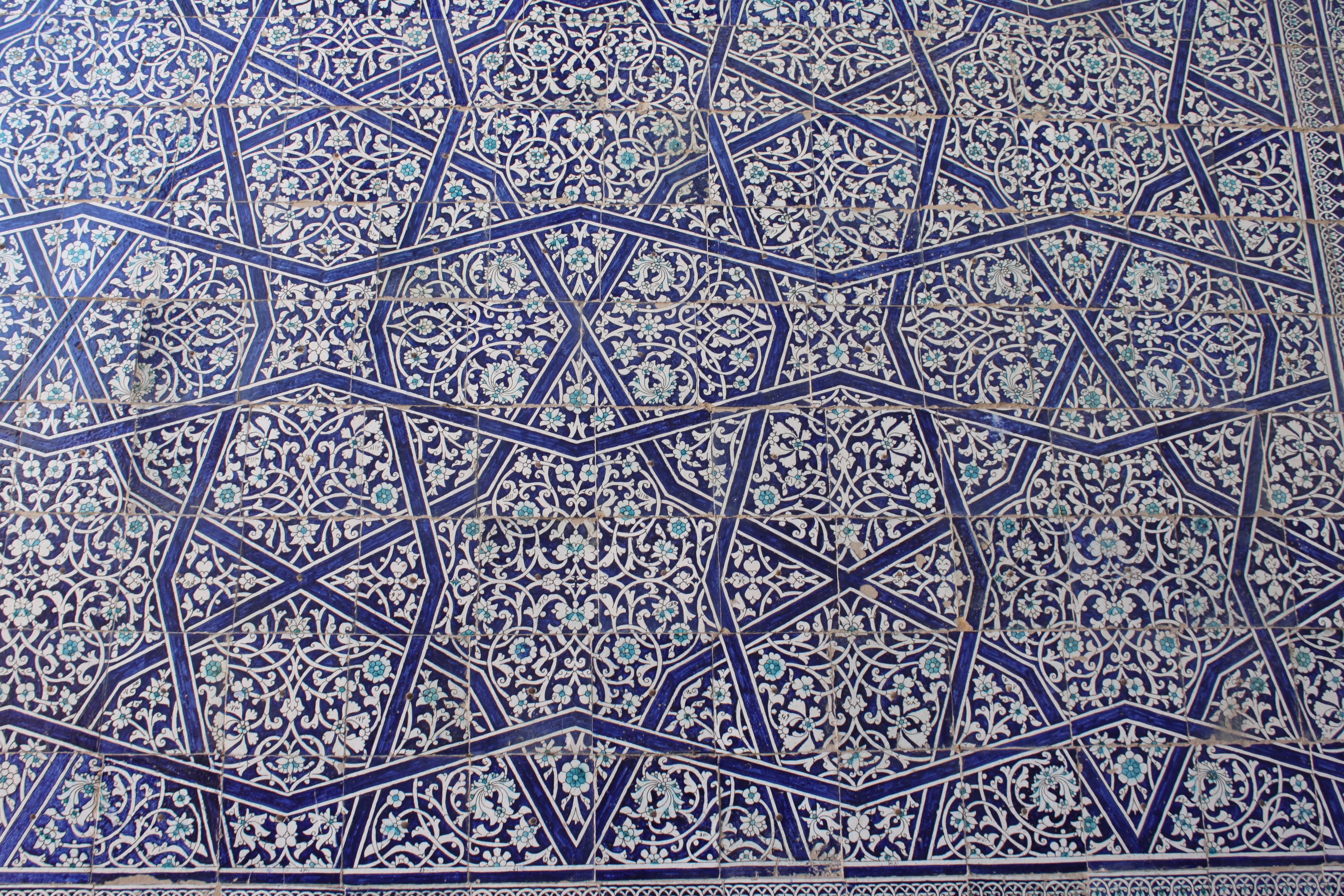
Détail de l'iwan.

#### Le bastion Ak Cheikh Bobo
Le bastion Ak Cheikh Bobo (le Cheikh blanc) est l’édifice le plus ancien de Khiva. Construit au XIIe siècle, il tire son nom d'un personnage vénéré, Moukhtar Vali, le « Cheikh blanc », qui y vécut au XIVe siècle. Le bastion fut utilisé comme tour de garde et arsenal de munitions. Au sommet, il offre une vue panoramique sur la ville et sur les environs.

### Tach Khaouli
Le Tach Khavli, ou palais de pierre (1830-1838), est situé dans la partie Est d'Itchan Kala. Il a été construit par Alla Kouli Khan. Il est resté un lieu de résidence des Khans jusqu'en 1880, quand Mohammed Rahim Khan II revint à Kunya Ark. Il comprend plus de 260 pièces. La décoration a reçu le concours du céramiste Abdoullah Djinn.
Les différentes parties de l’édifice sont construites selon leur fonction et constituent un ensemble compact regroupé autour de trois cours correspondant aux trois fonctions principales : le harem (1830-1832) recouvrant la moitié nord du palais, la salle de réception ou Ichrat Khaouli (1832-1834), située dans le quart sud-est, et la Cour de Justice ou Arz Khaouli (1837-1838) recouvrant approximativement le quart sud-ouest. Ces trois unités sont caractérisées par les principes de la cour à iwan et de l’iwan à une colonne, utilisé isolément ou de manière groupée comme dans la cour du harem.

#### Le harem
Dans la partie sud de la cour du harem sont construits cinq iwans : quatre étaient destinés à chacune des épouses légitimes du khan, le cinquième, à gauche, légèrement plus haut et plus large, plus richement décoré, était celui du khan. Chaque iwan est séparé de celui qui lui est adjacent soit par une paroi pleine, soit par une construction comportant une entrée surmontée d’une fenêtre. Chaque iwan comporte une colonne en bois finement sculpté posée sur un socle en marbre. Un disque de feutre a été placé entre le socle en marbre et la colonne de bois pour préserver des effets des tremblements de terre. La partie nord du harem est réservée aux servantes et aux concubines et présente, en étage, une alternance de loggias et de parties pleines. La décoration de l’ensemble se caractérise essentiellement par des carreaux de faïence à motifs géométriques et floraux de tonalités bleue et blanche. Les parois sont incrustées de petits éléments de couleur vert jade qui rappellent un symbole zoroastrien.

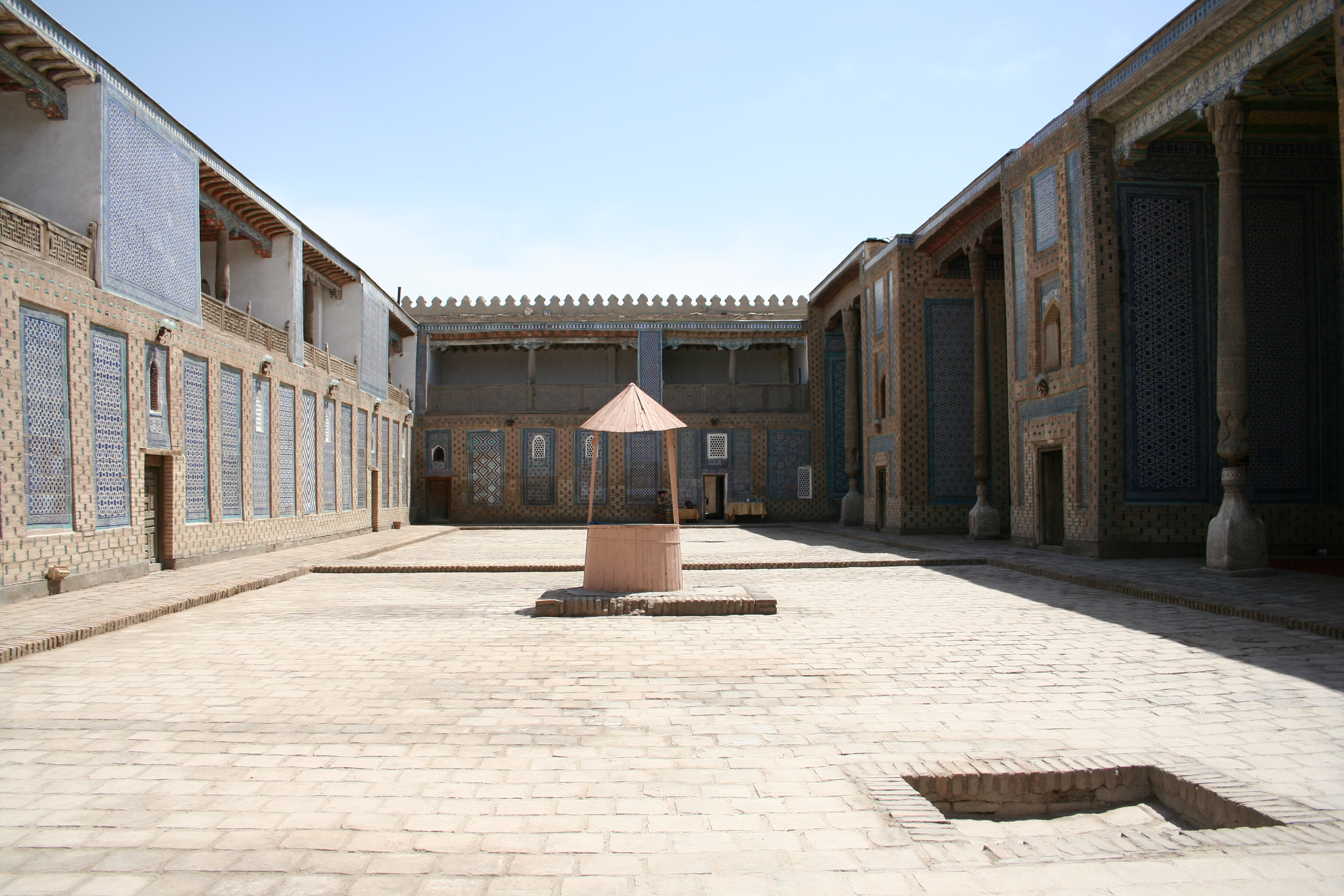
Vue depuis la cour du harem de Tach Khaouli.
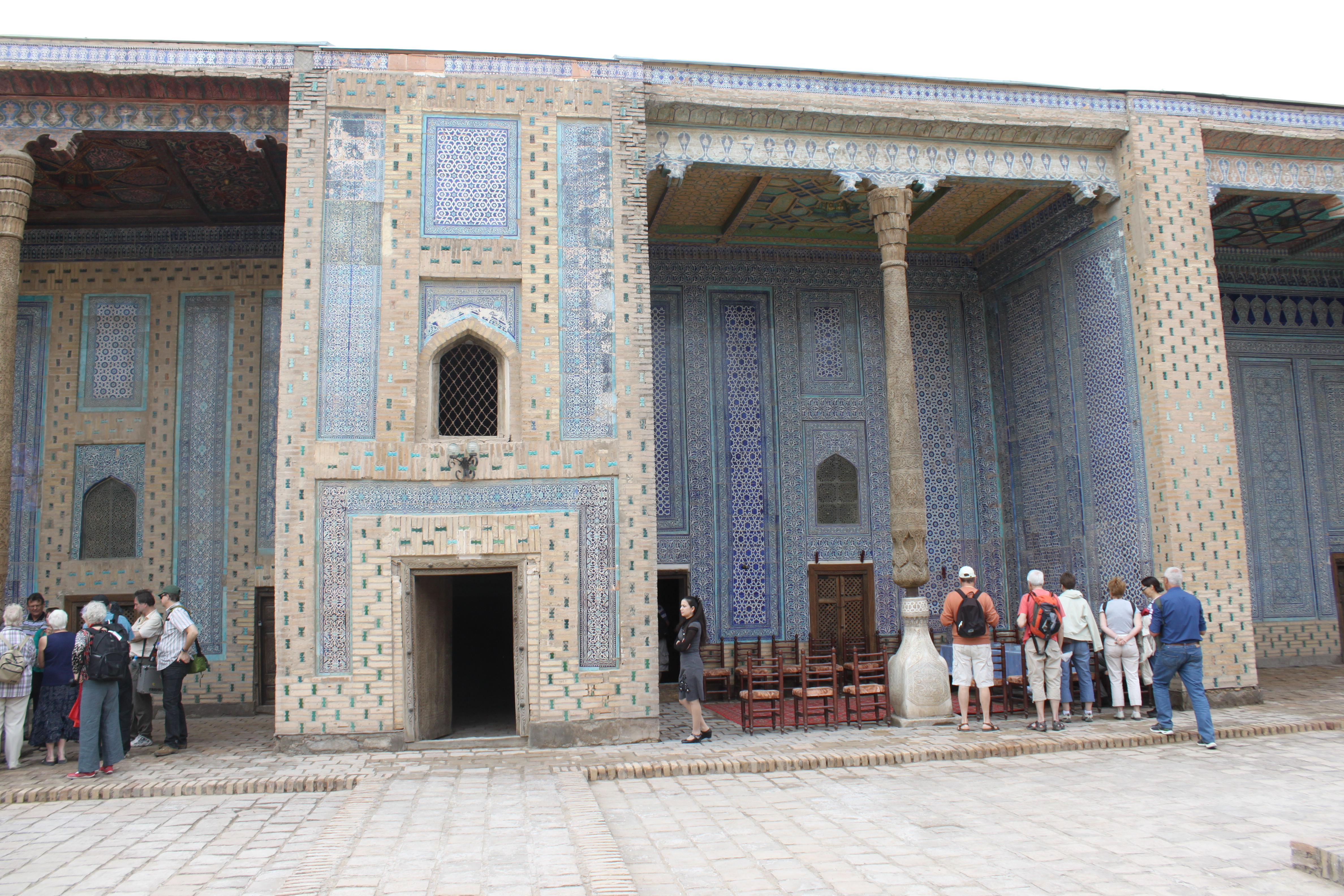
Les iwans vus depuis la cour du harem.
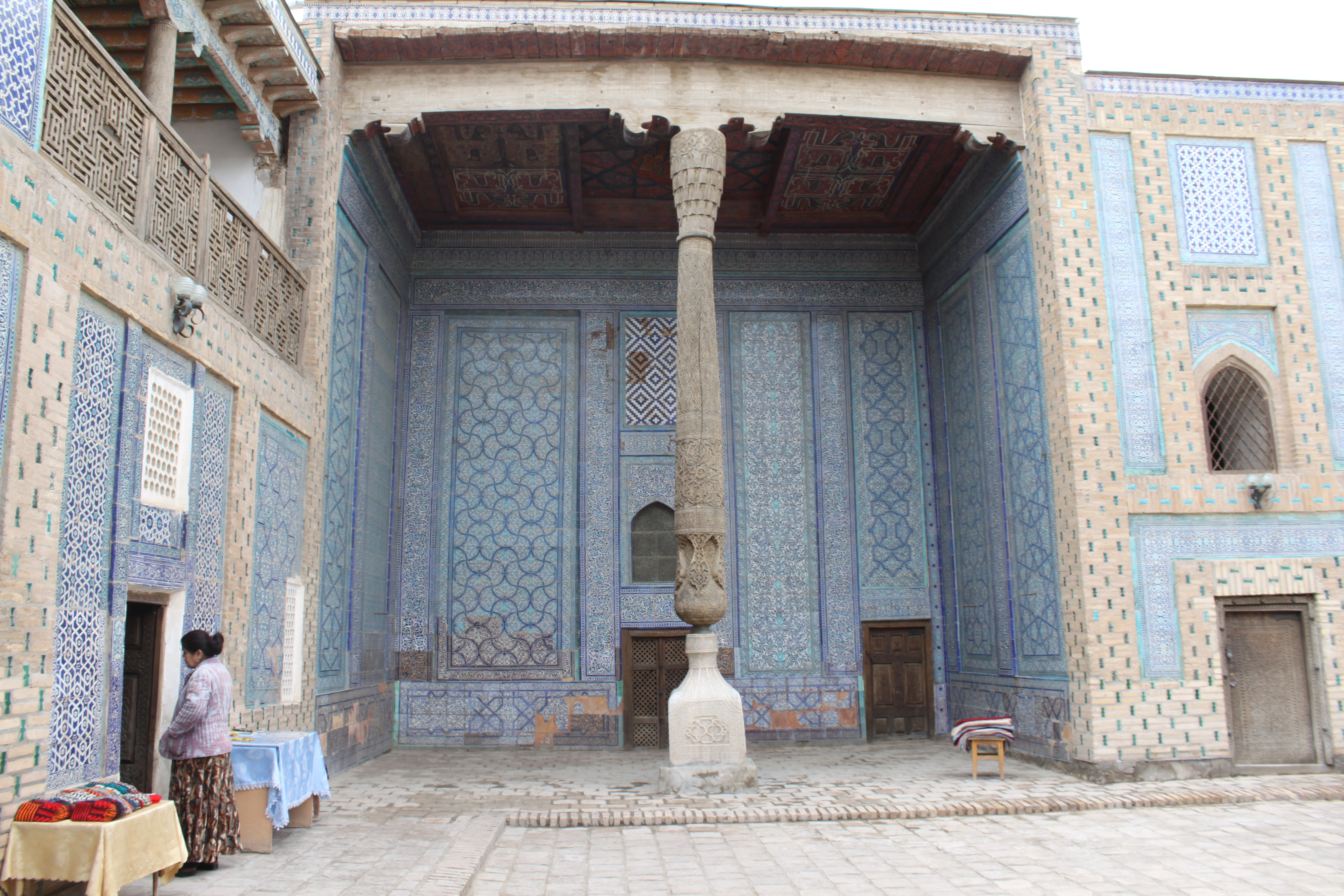
L'iwan réservé au khan.
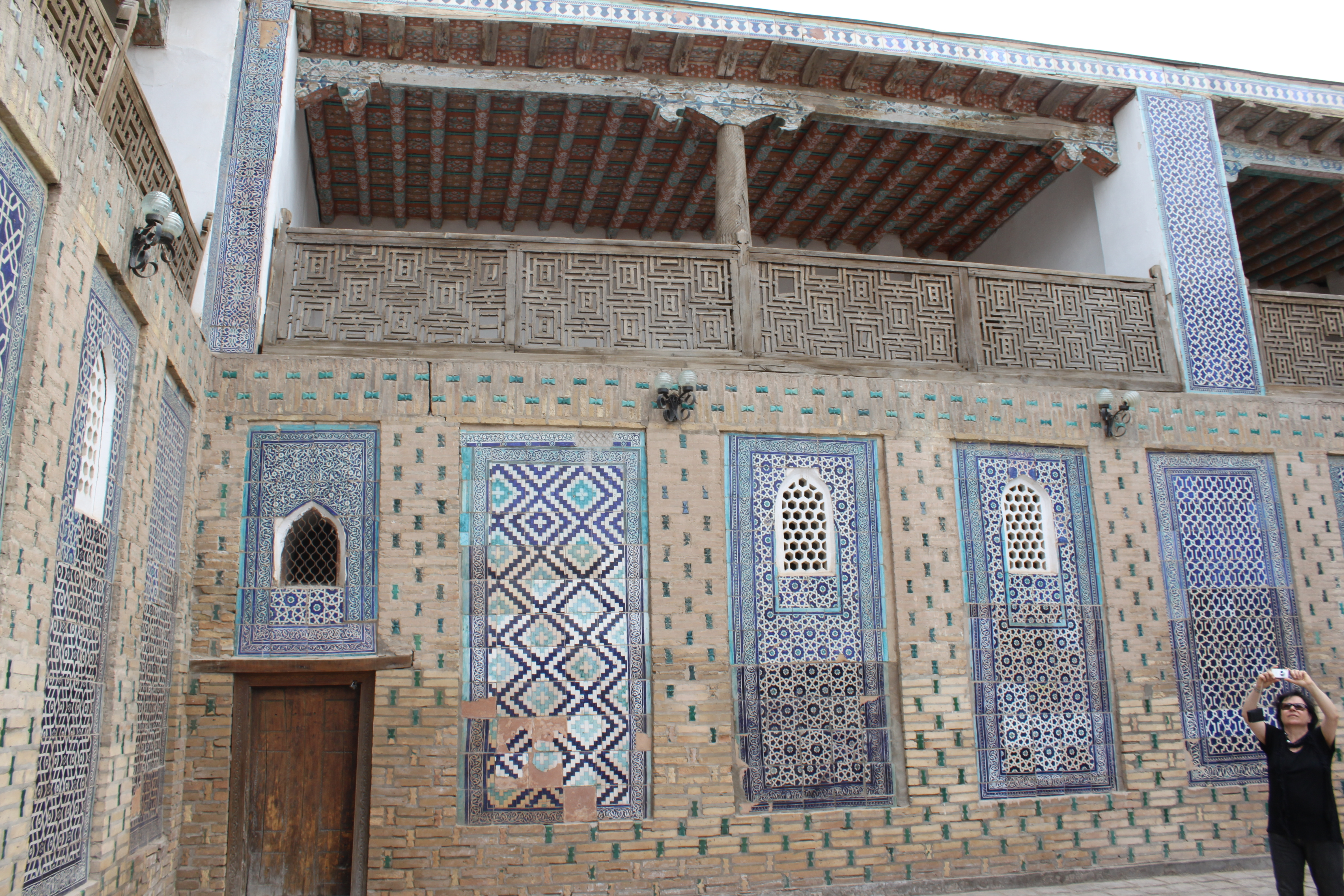
Vue sur les pièces réservées aux concubines et aux servantes
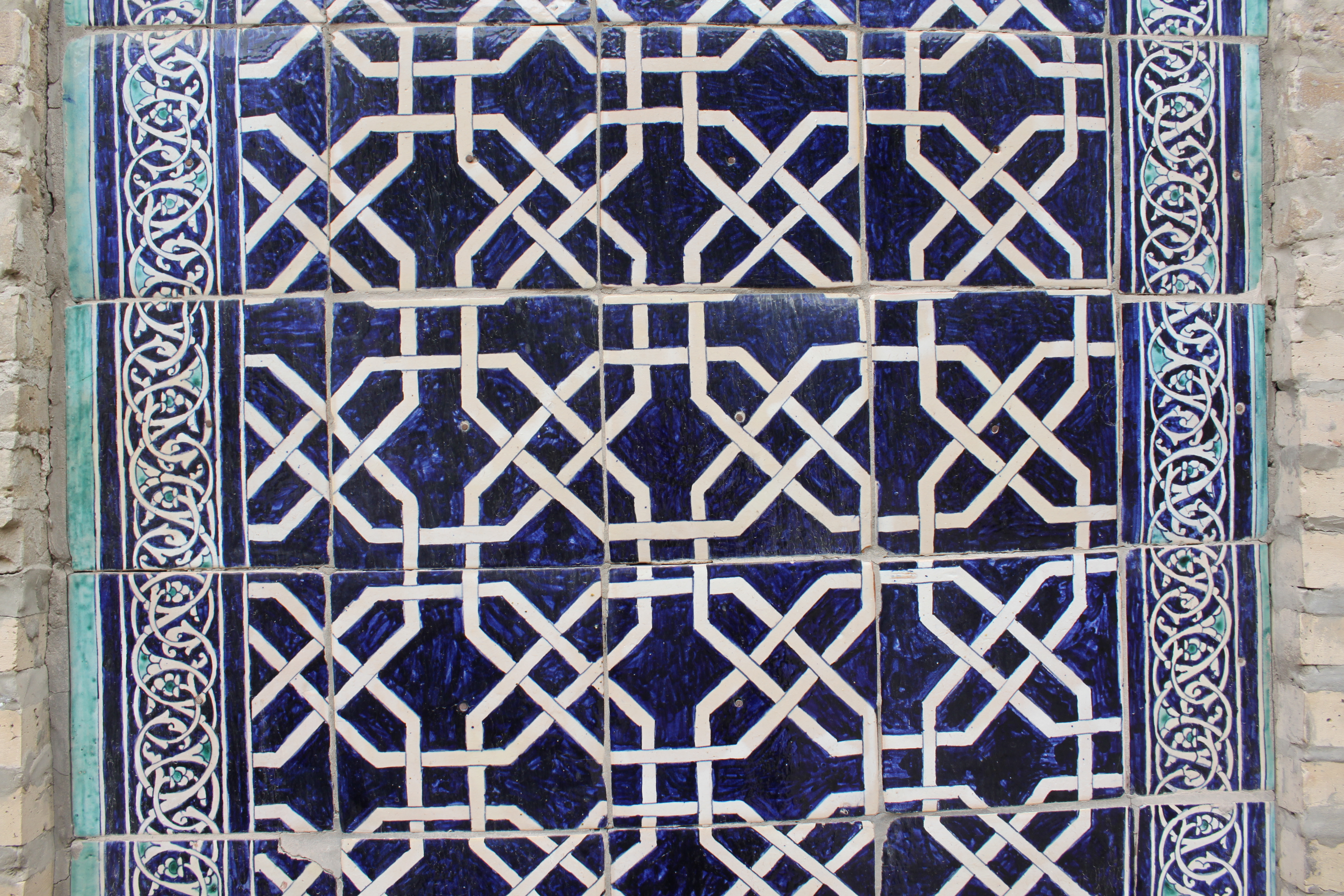
Cour du harem : détail

#### La salle de réception (Ichrat Khaouli)
La salle de réception, ou Ichrat Khaouli, autour d’une cour carrée, présente un iwan sur le côté sud, décoré de majoliques. La partie Est de la cour comporte deux plateformes circulaires destinées à installer des tentes pour recevoir les invités qui y séjournent.

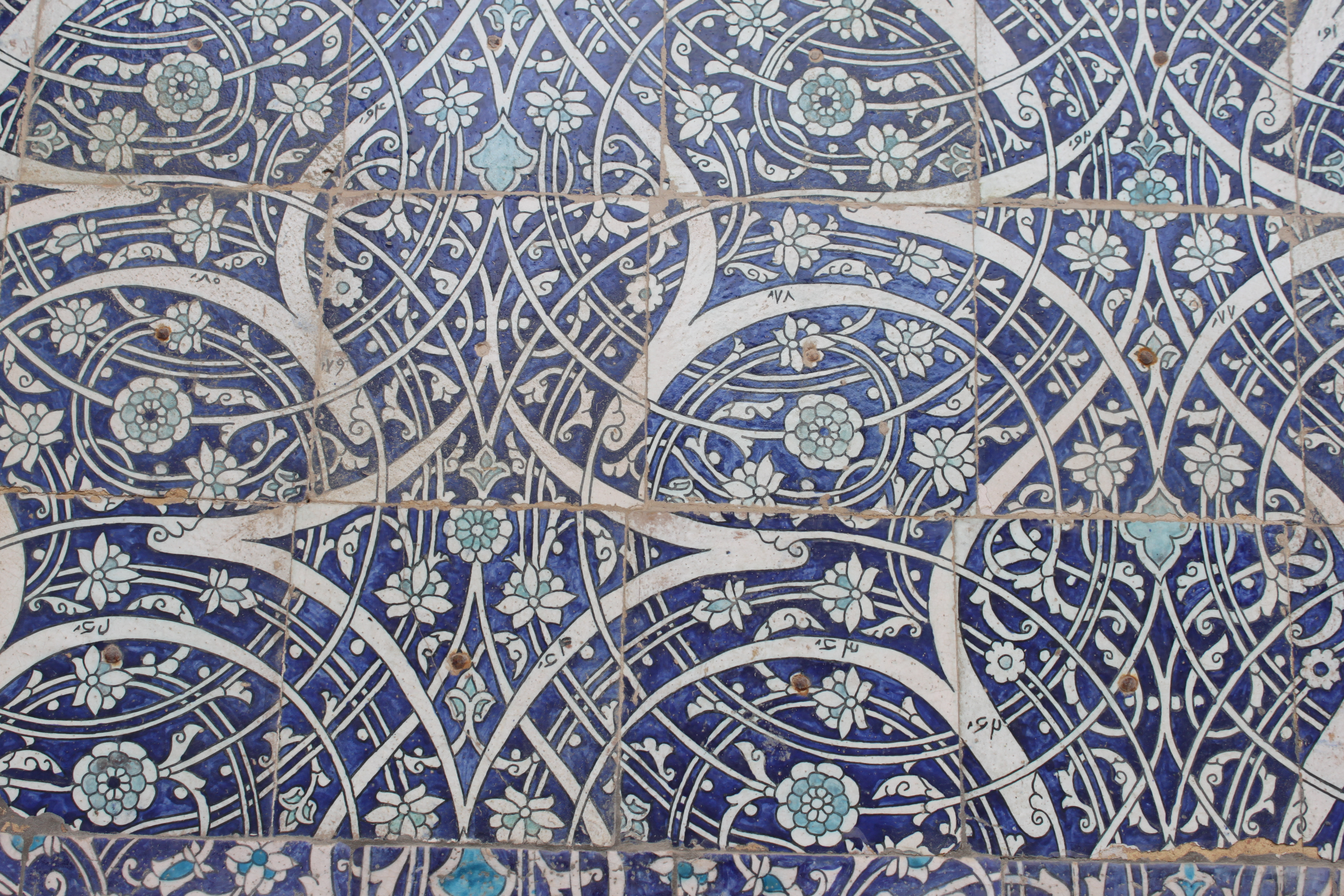
Espace de réception : détail.
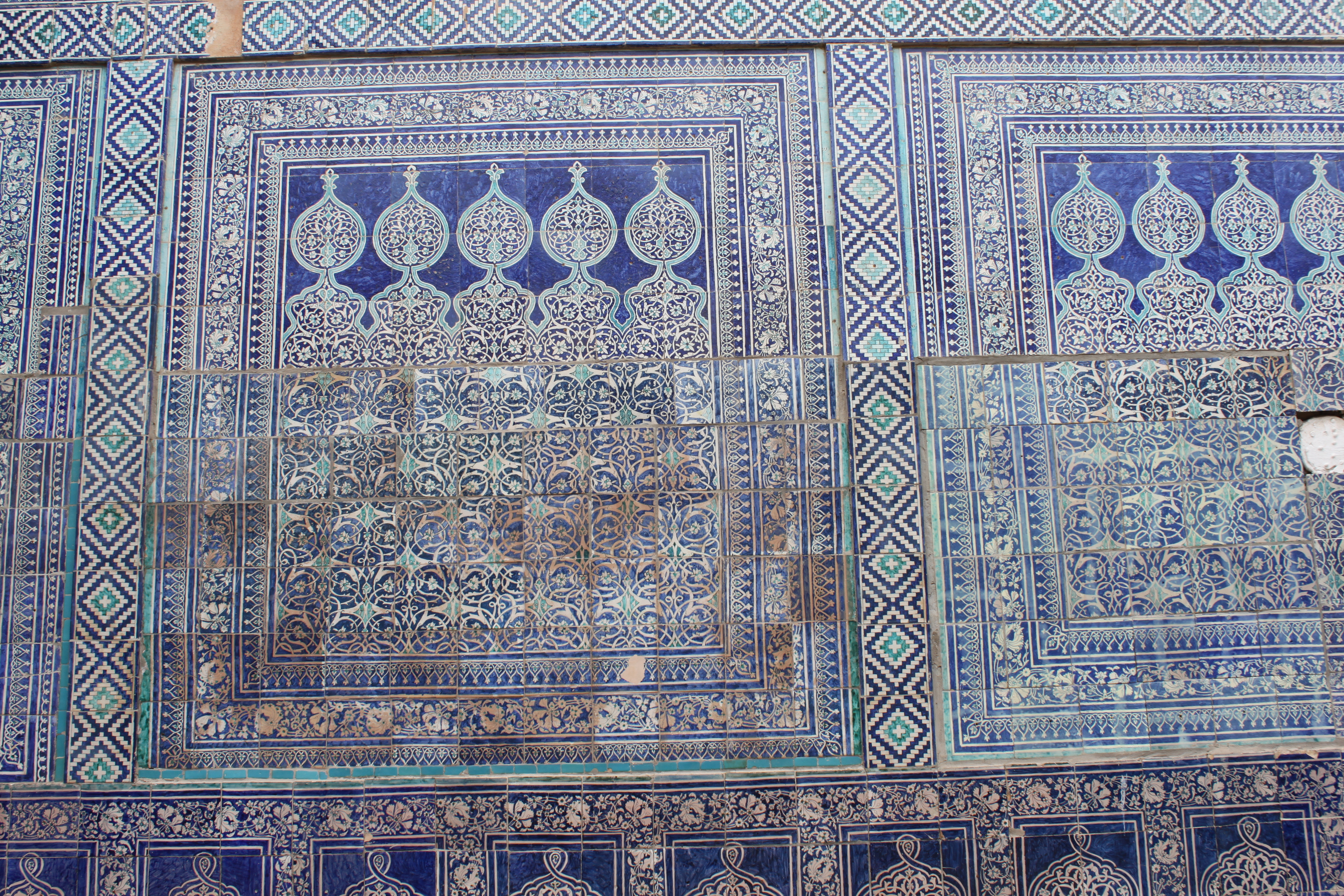
Espace de réception : détail.
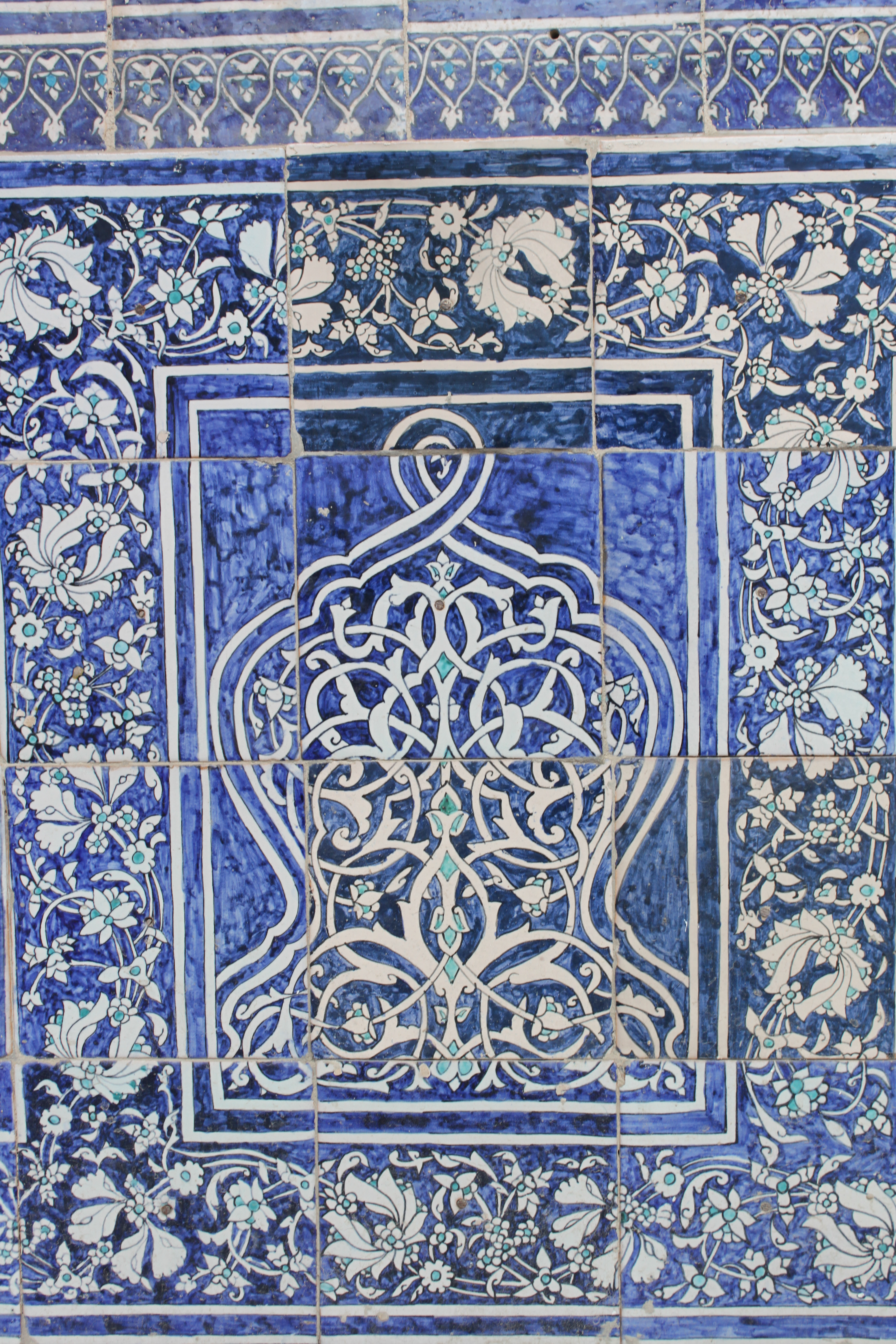
Espace de réception : détail.
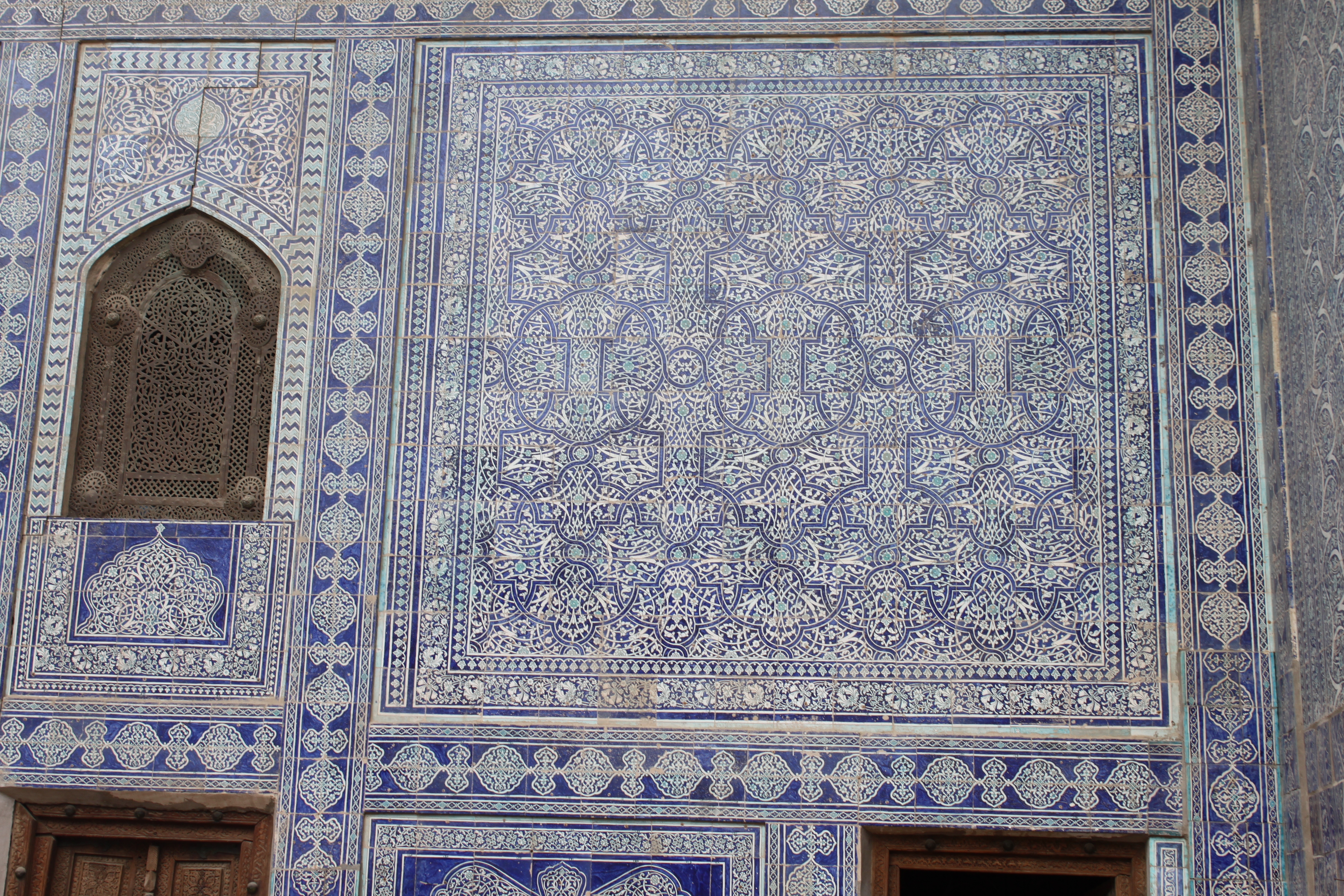
Espace de réception : détail.

#### La Cour de Justice (Arz Khaouli)
La Cour de Justice, ou Arz Khaouli, était le lieu où le khan tranchait les litiges et rendait justice. Les murs sont eux aussi décorés de revêtements de faïence. Deux escaliers latéraux permettent l’accès à la plateforme surélevée de l’iwan au fond duquel se trouvent trois portes. Une plateforme destinée à installer une yourte est disposée dans la cour, dans le prolongement de la colonne de l’iwan, en parfaite symétrie.

Cour de Justice
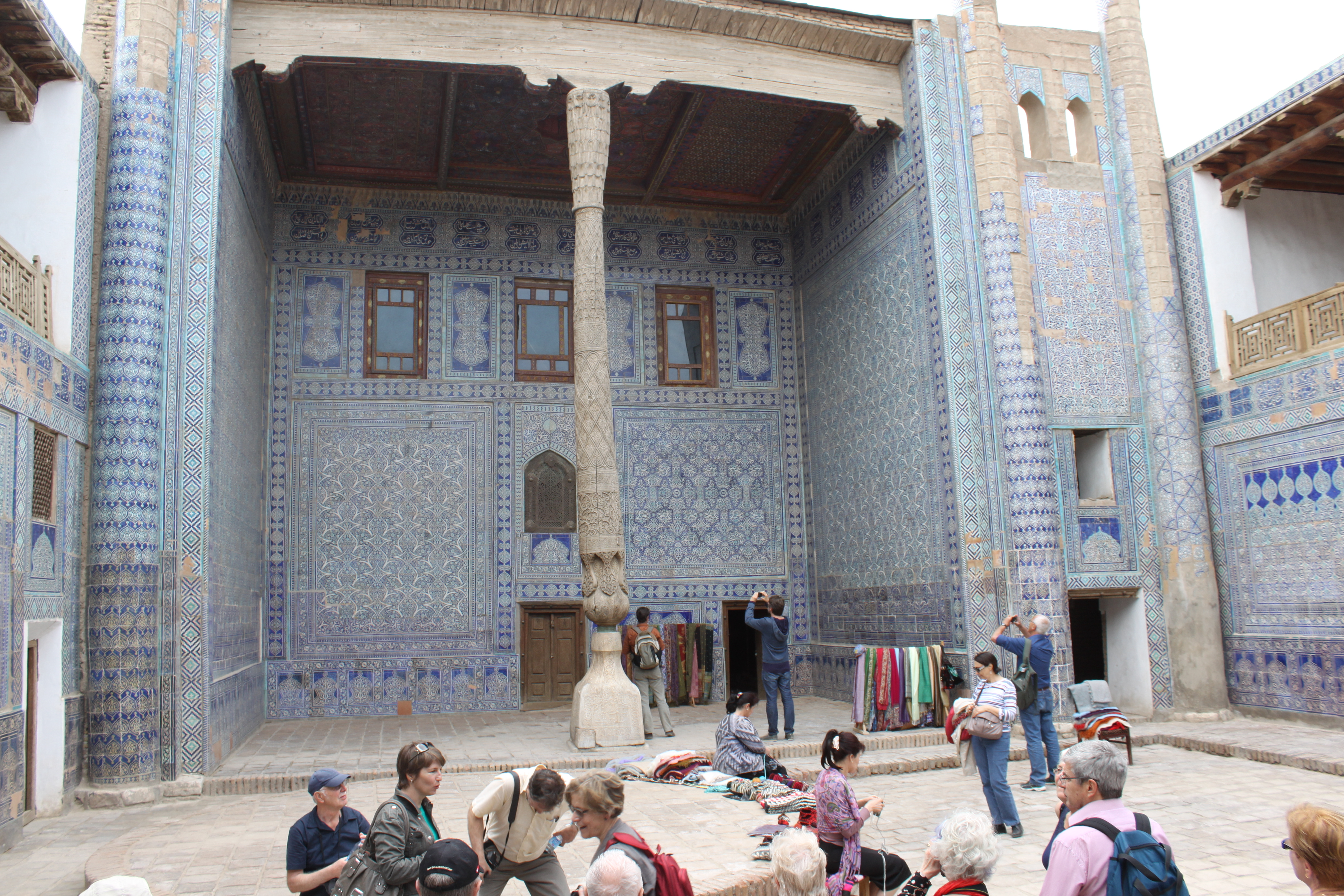
L'iwan de la Cour de Justice.
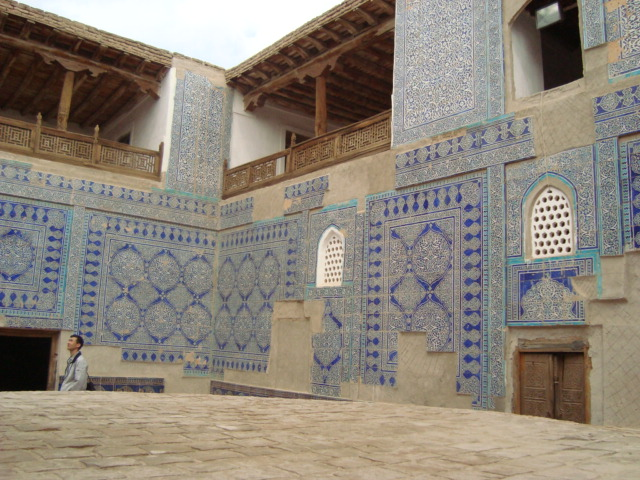
Vue depuis la Cour de Justice
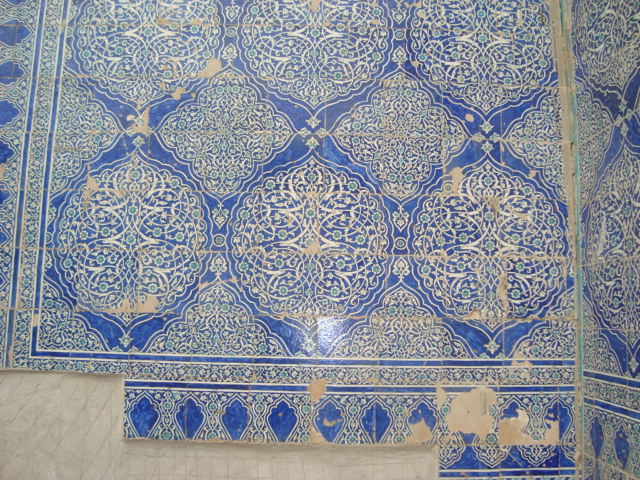
Cour de Justice : détail.

### La médersa Mohammed Rahim Khan
La médersa Mohammed Rahim Khan (1871) est une ancienne médersa (ou madrassa) construite par le khan de Khiva, Mohammed Rahim Khan II (1845-1910), qui composait des poèmes sous le nom de plume de Ferouz. Devant la façade principale à deux étages, elle offre une avant-cour entourée de bâtiments à coupoles d’un étage. On accède à la cour principale par un portail (pishtak) imposant.

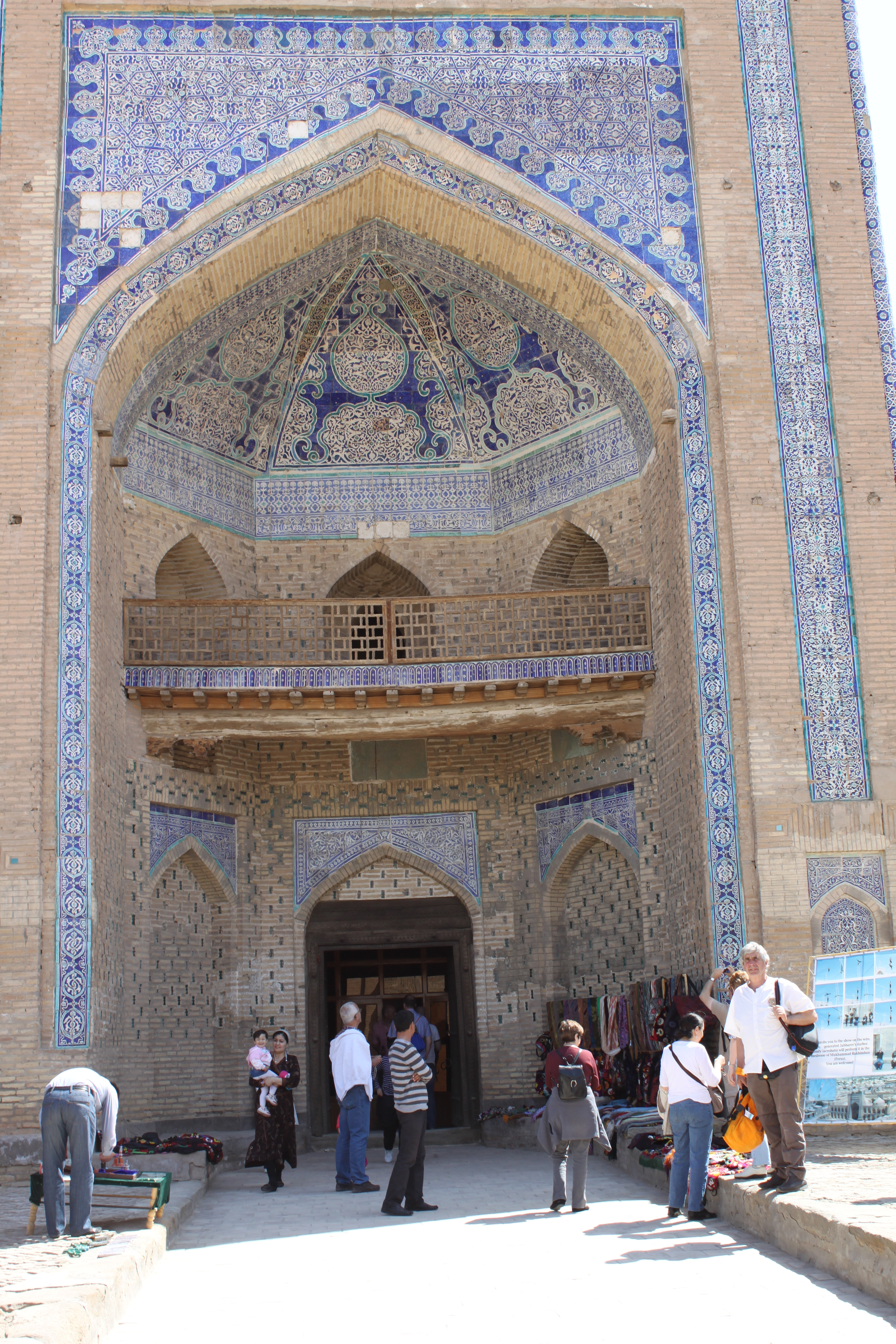
Portail principal de la médersa Mohammed Rahim Khan à Khiva.
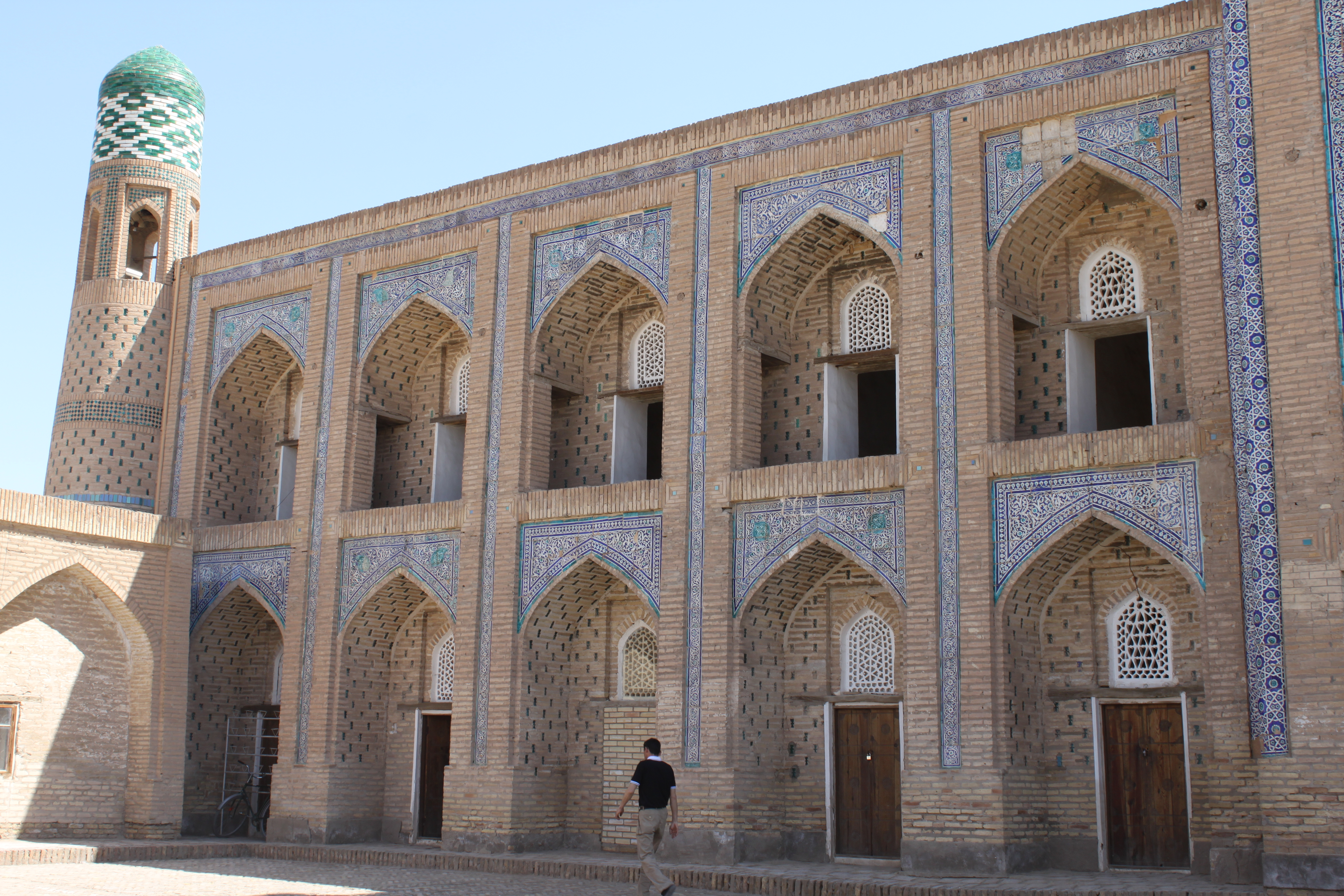
Façade sur deux niveaux dans l'avant-cour de la médersa Mohammed Rahim Khan à Khiva.
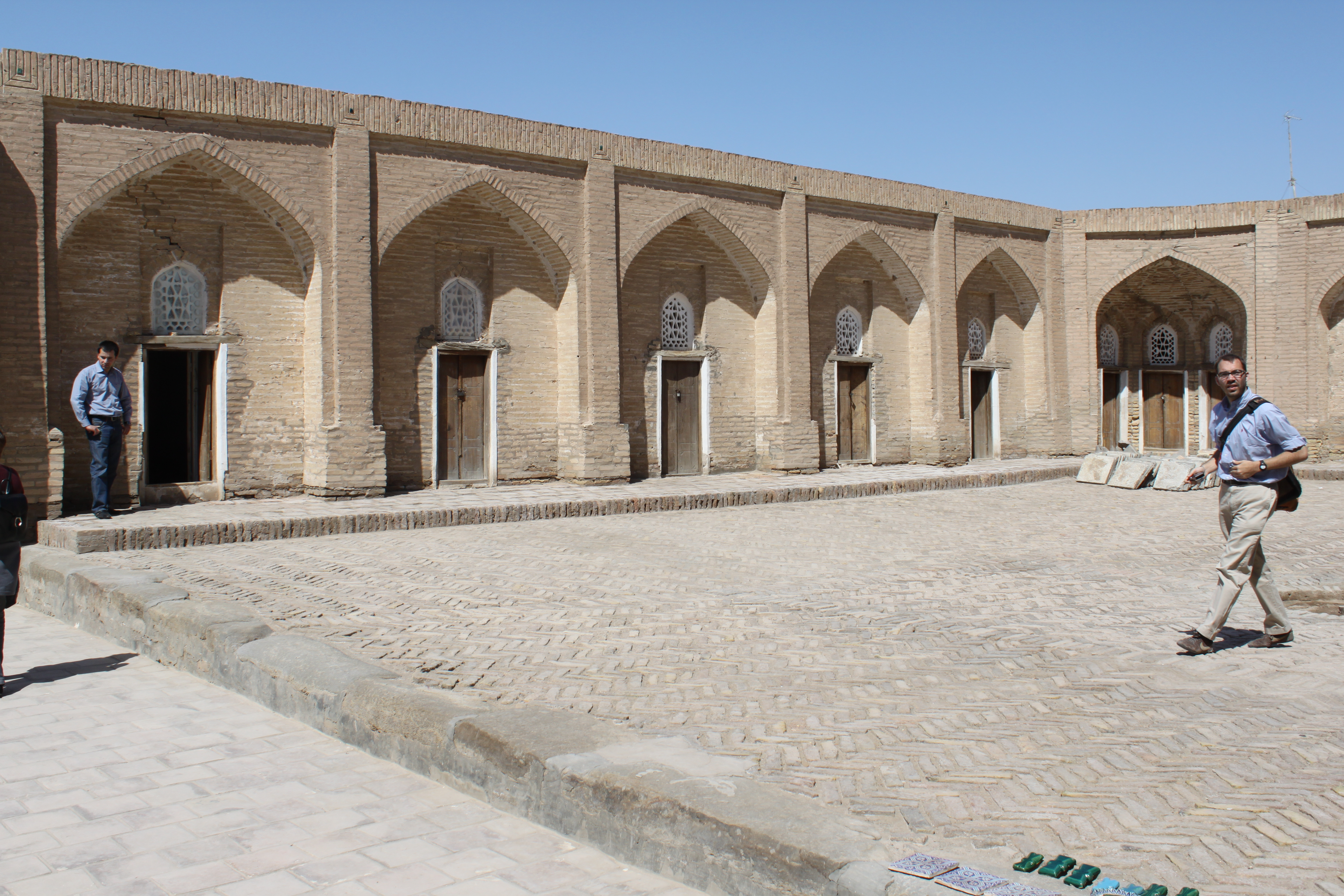
Un des trois côtés à un seul niveau dans l'avant-cour de la médersa Mohammed Rahim Khan à Khiva.
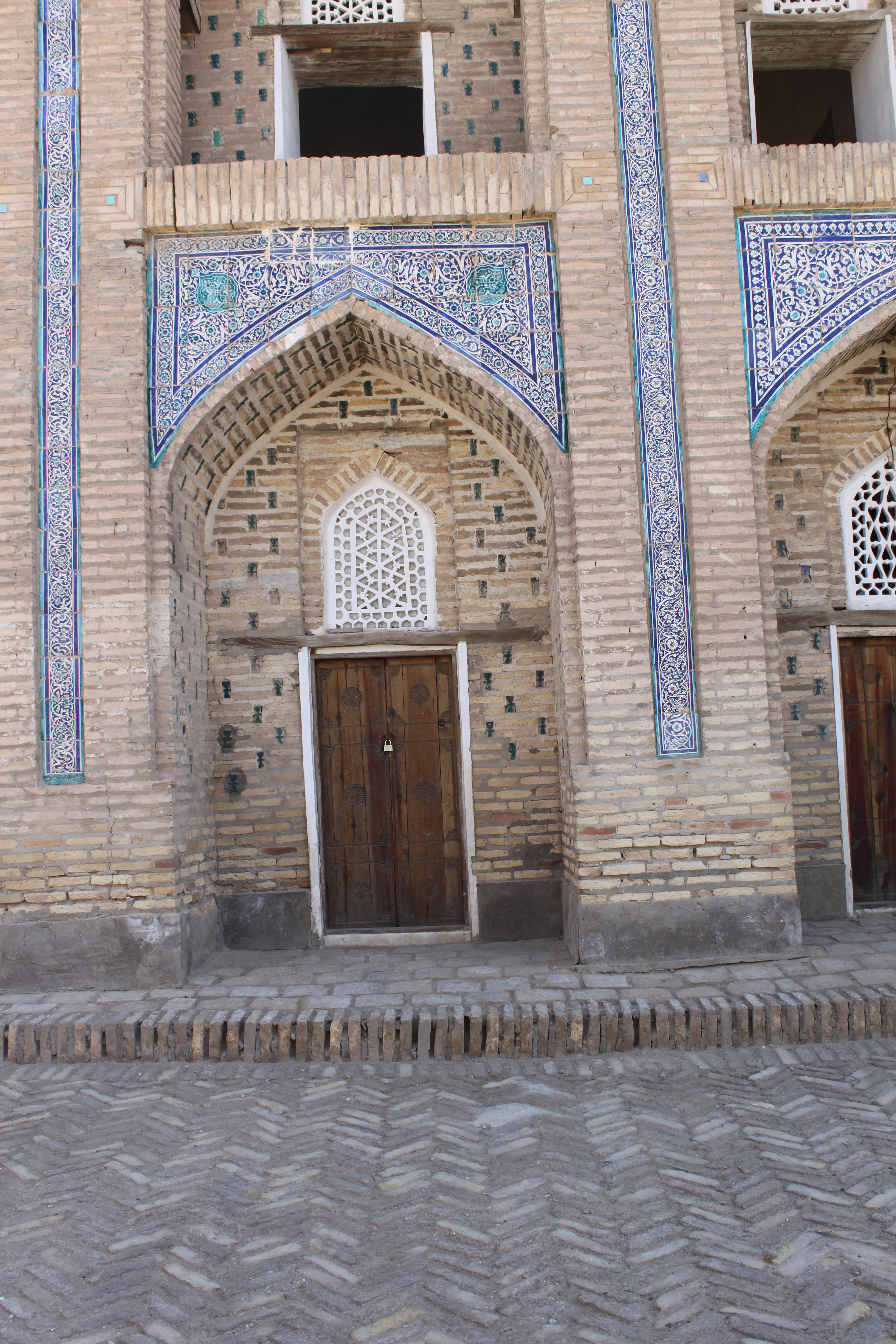
Une cellule de l'avant-cour sur la façade à deux niveaux de la médersa Mohammed Rahim Khan à Khiva.
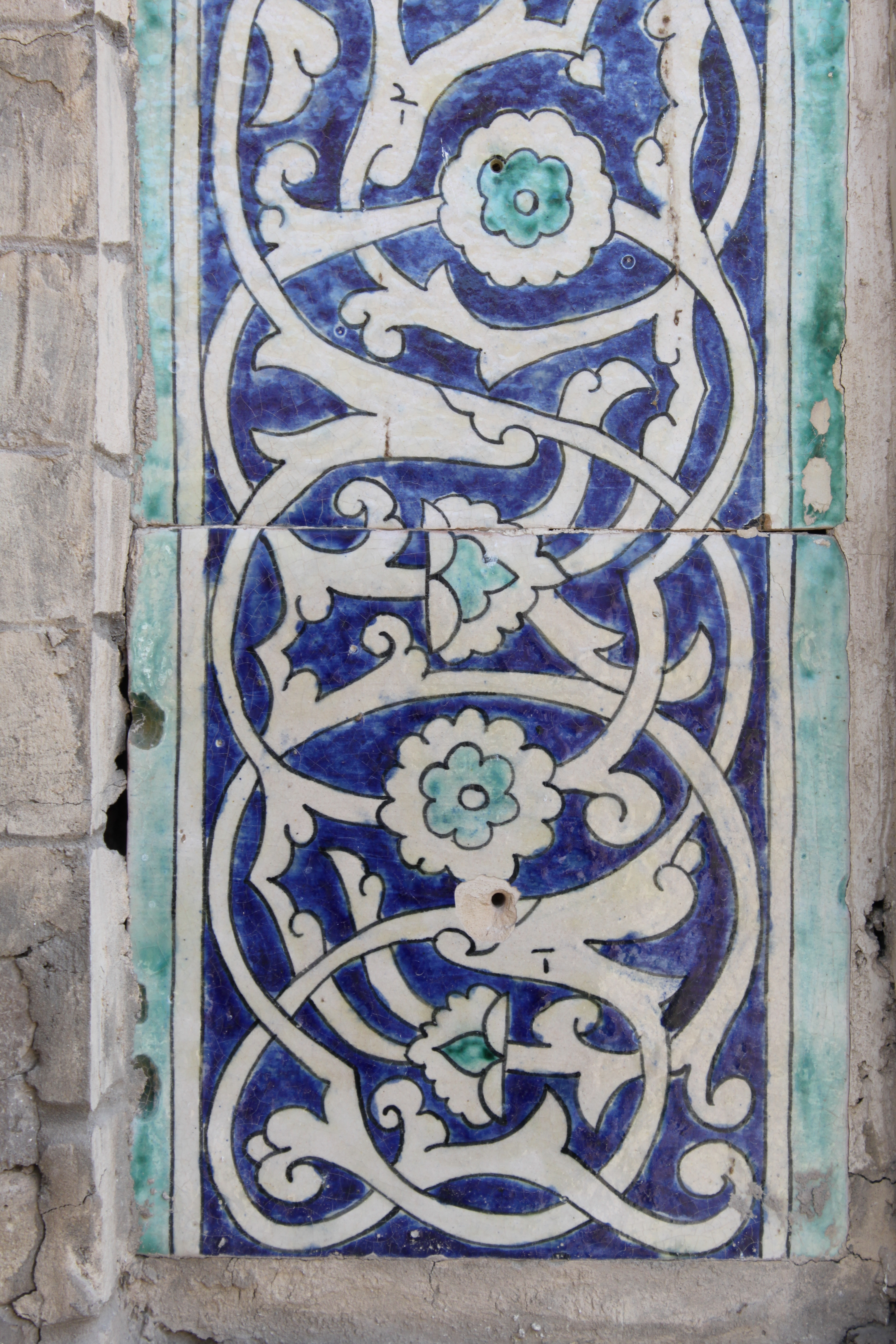
Détail des bandes verticales entre chaque série de cellules de l'avant-cour (façade à deux niveaux) de la médersa Mohammed Rahim Khan à Khiva.

La cour principale possède quatre iwans avec quatre petites tours aux angles. Il y avait 76 cellules (hujra). Les iwans comportent en hauteur une frise avec des inscriptions en style nastaliq. Les quatre coins de la cour permettent chacun l'accès à trois cellules. La structure extérieure des cellules suit un modèle classique : niche avec une porte en bois sculpté, une barre transversale, et au-dessus une fenêtre en forme de grille géométrique de couleur blanc cassé. Dans le milieu de la cour principale se trouve un jardin carré, près d'une fontaine.
Une salle abrite un musée de l'histoire des khans de Khiva. Un spectacle de funambules, accompagné de musiciens, est régulièrement organisé dans la cour principale.

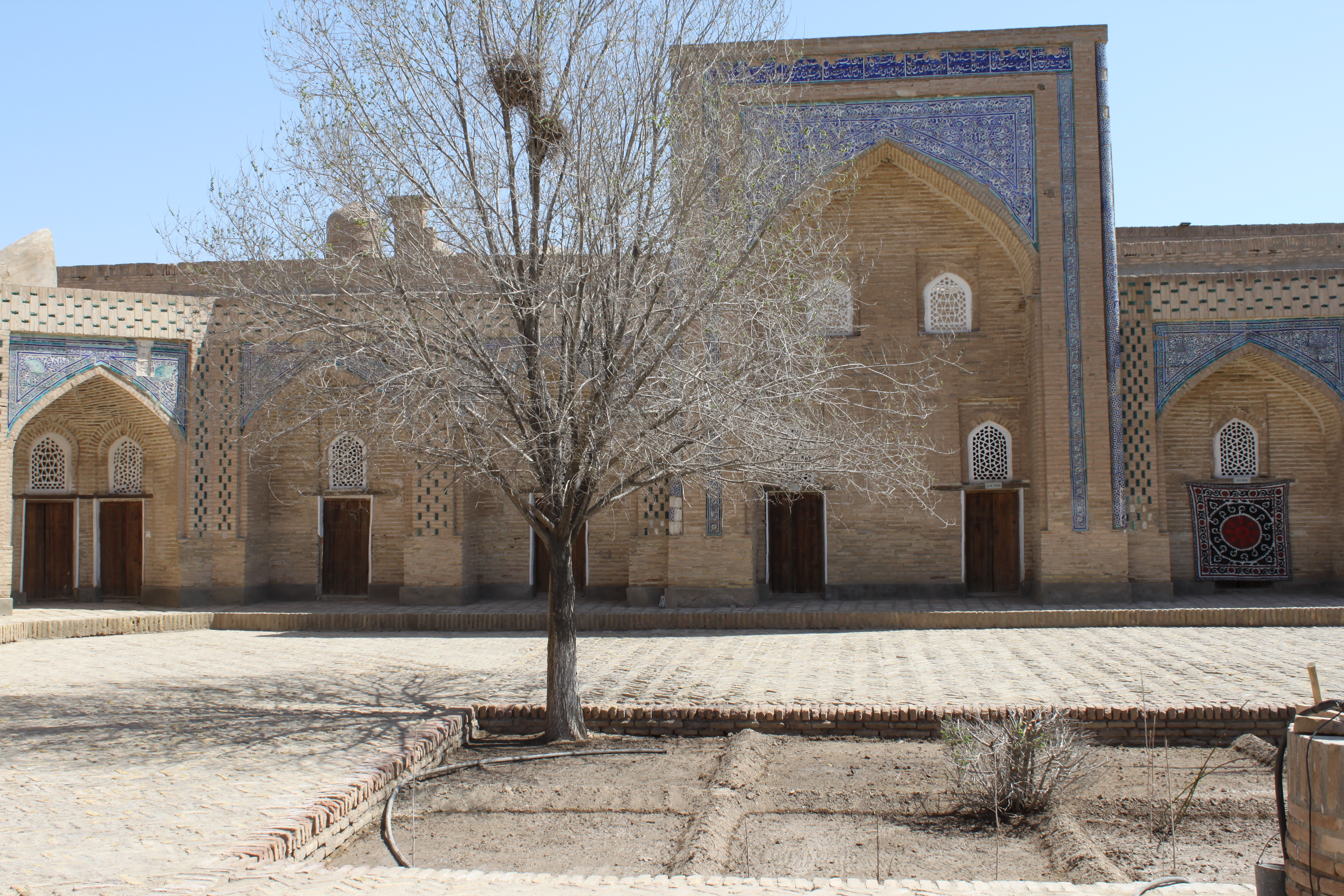
Cour principale de la médersa Mohammed Rahim Khan à Khiva.
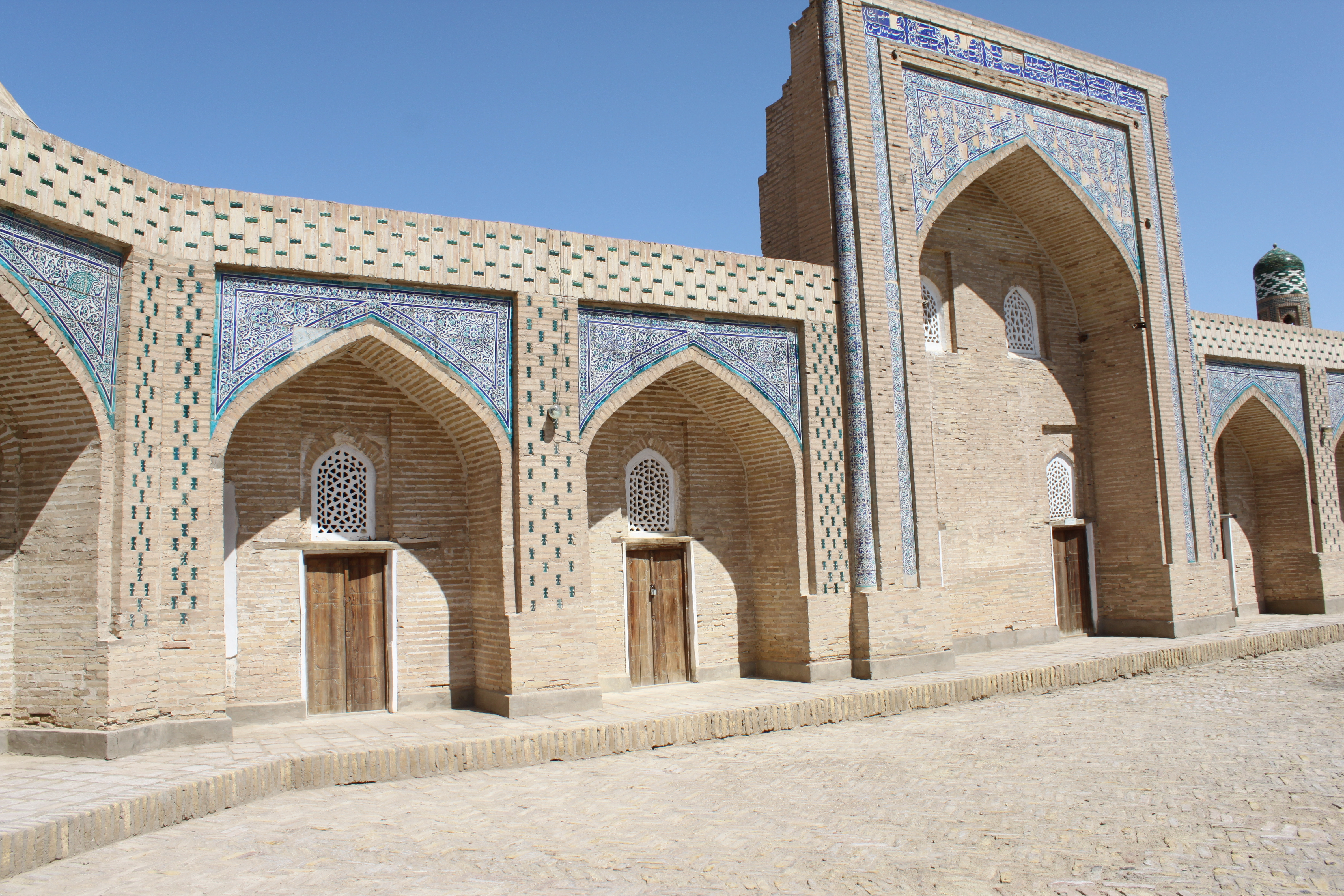
Cellules (côté cour principale) de la médersa Mohammed Rahim Khan à Khiva.
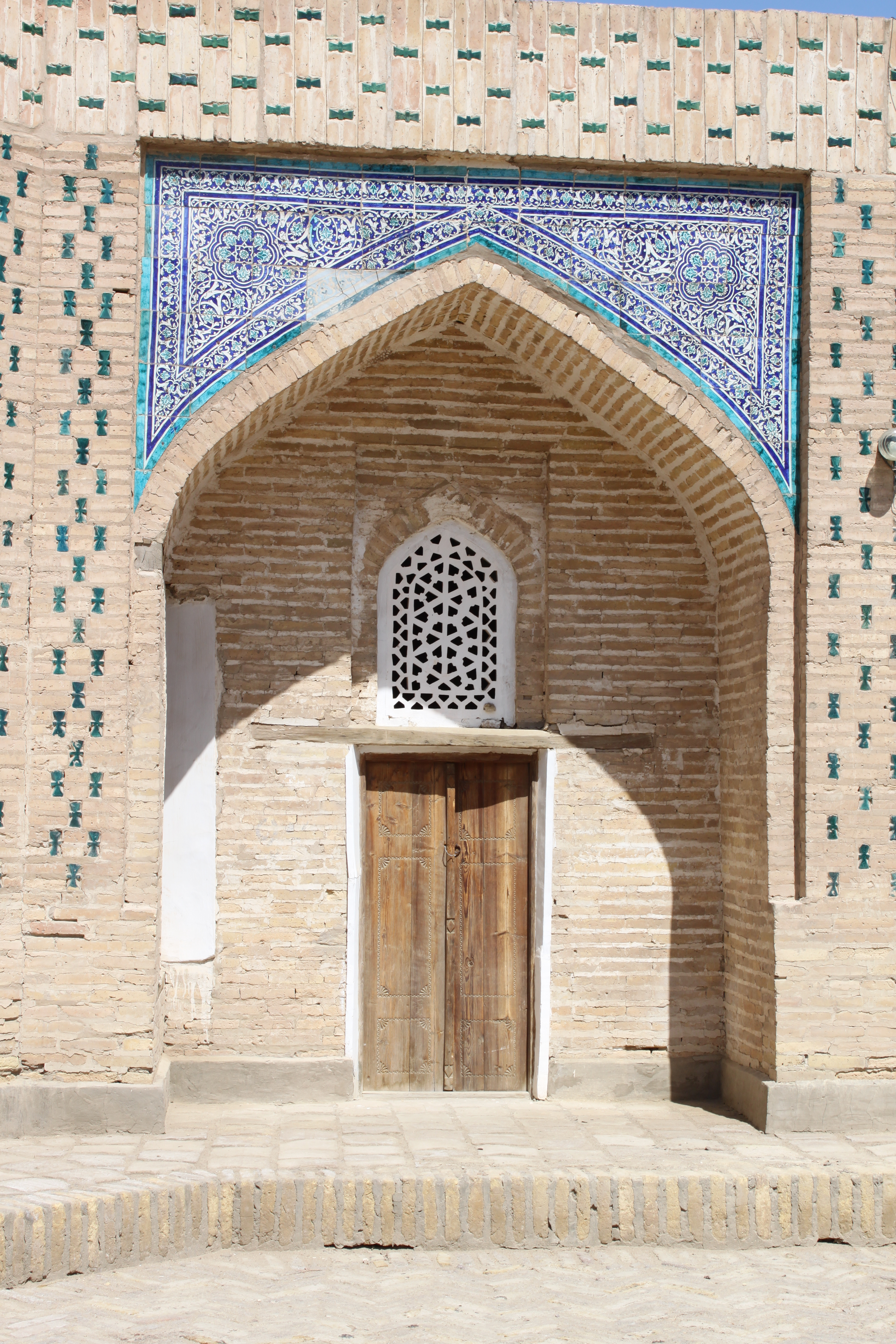
Une cellule (côté cour principale) de la médersa Mohammed Rahim Khan à Khiva.
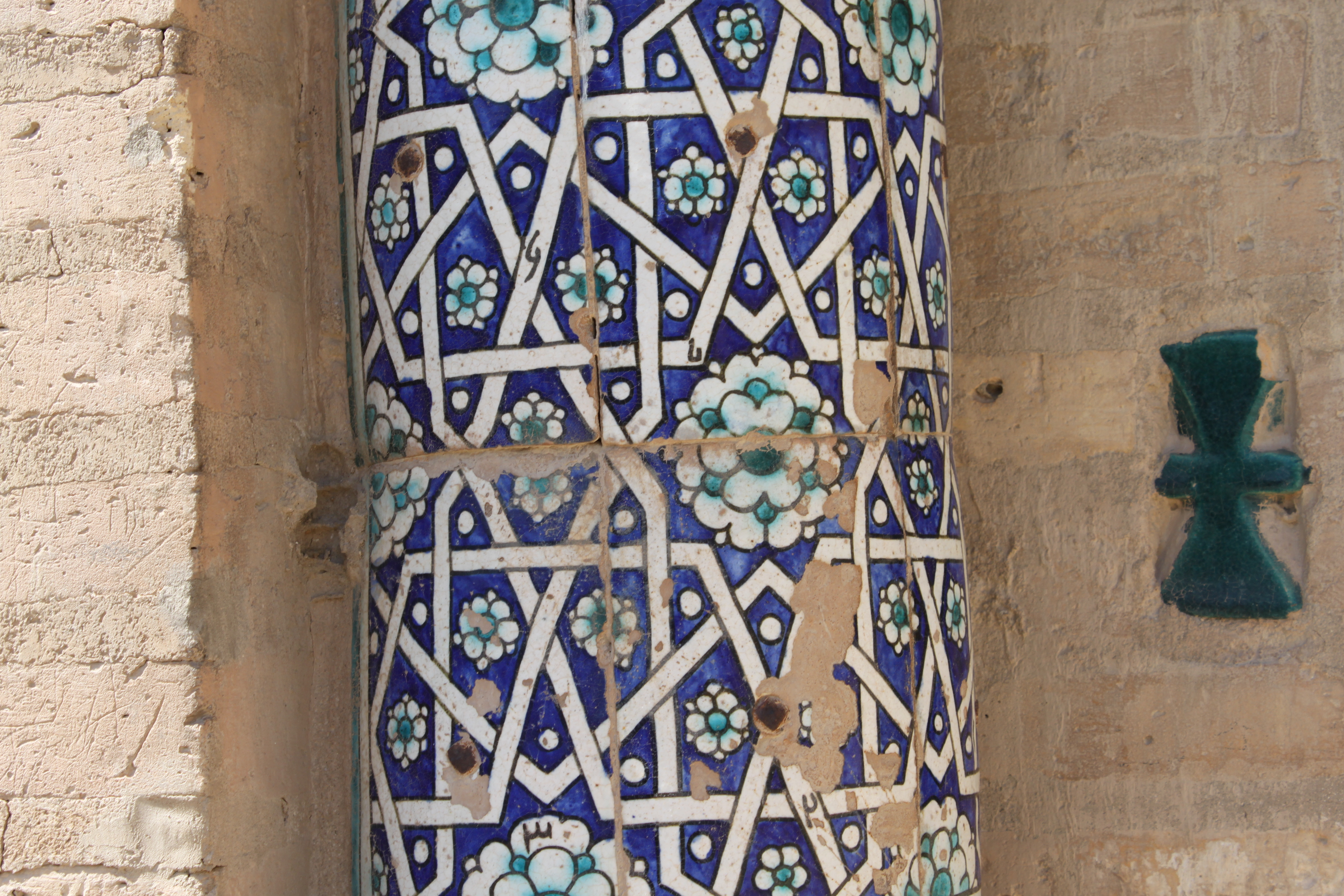
Détail dans la cour principale de la médersa Mohammed Rahim Khan à Khiva.
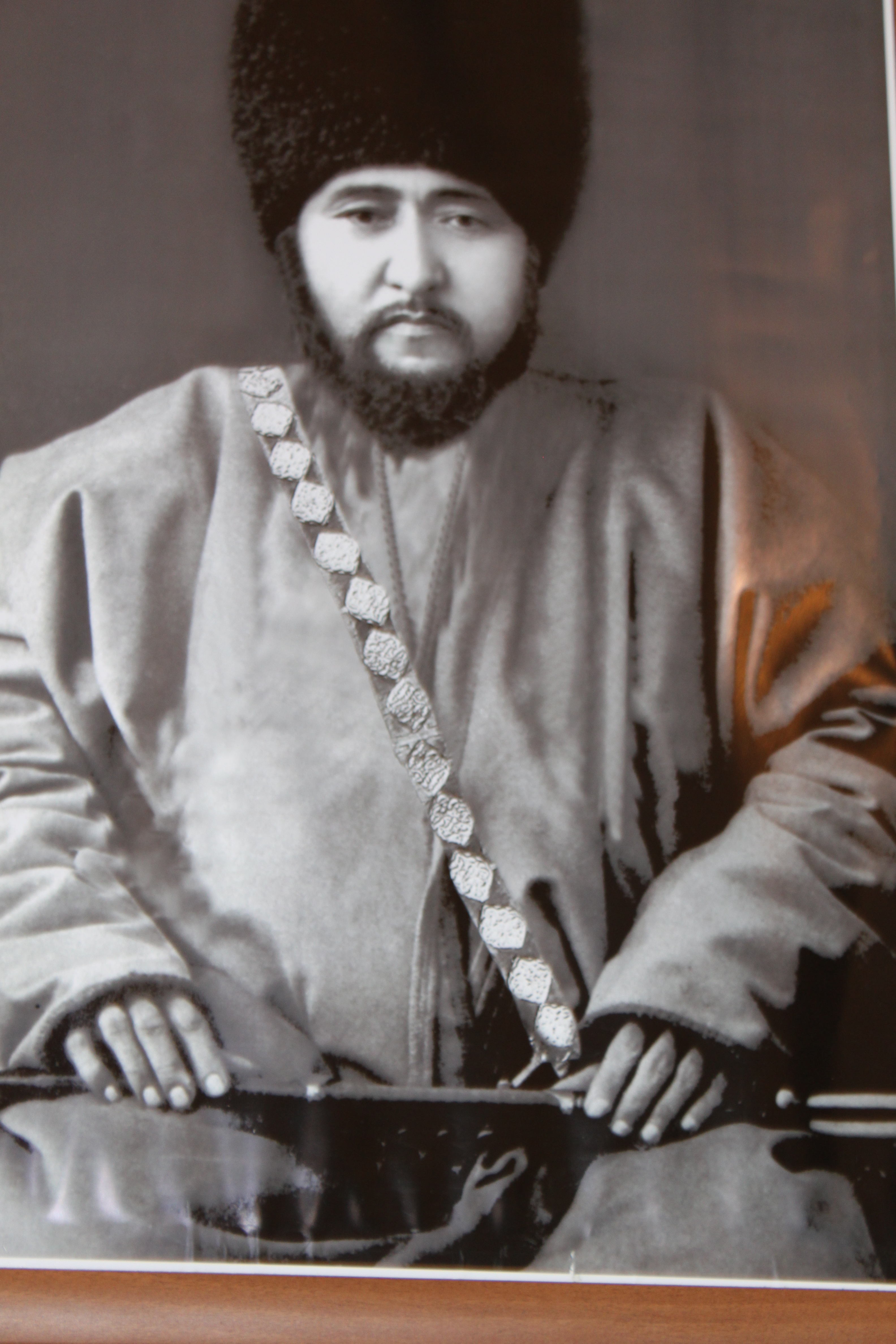
Portrait de Mohammed Rahim Khan II exposé dans le musée de la médersa.

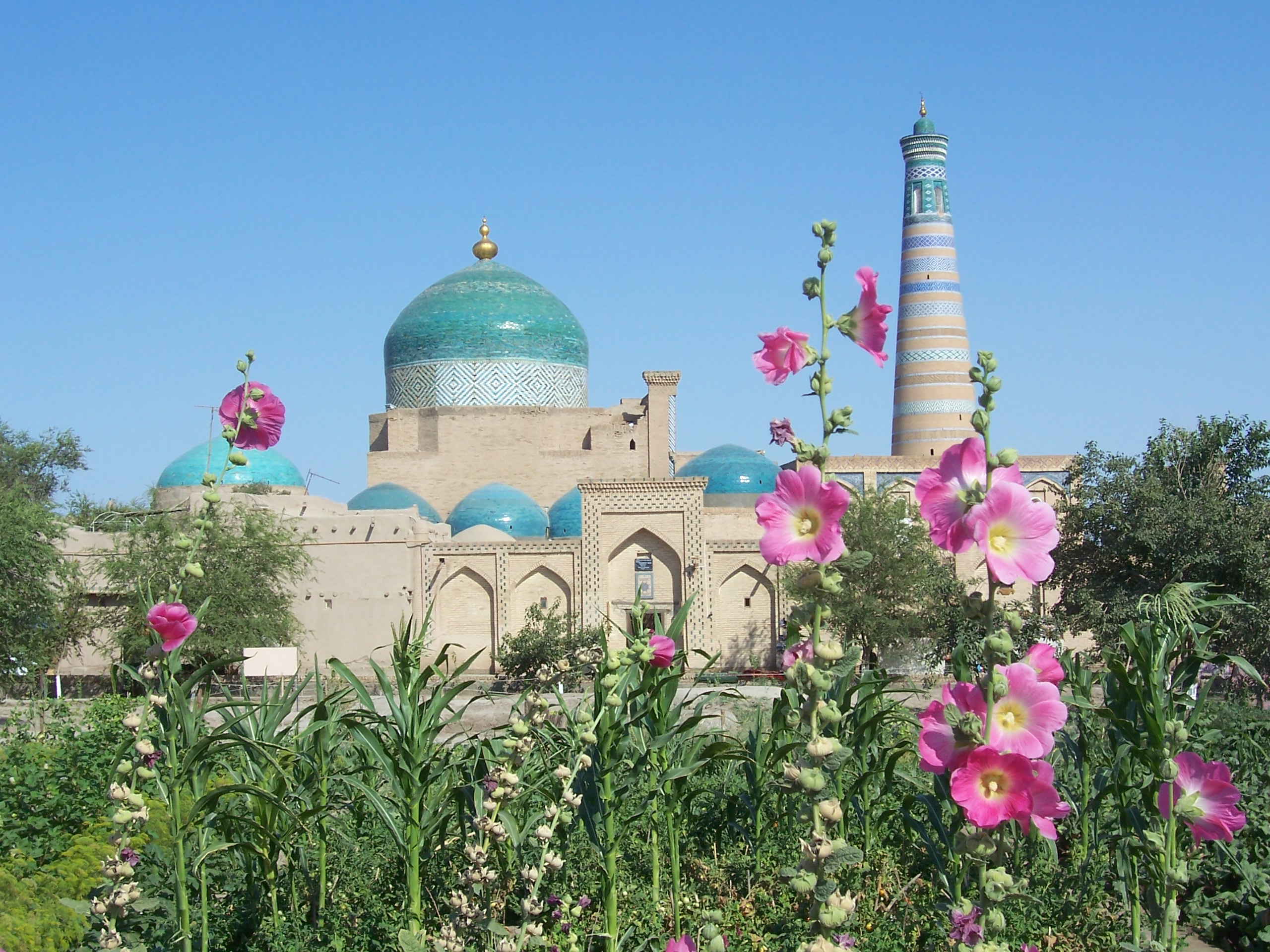
Medersa et minaret de l'imam Khodja

### La médersa et le minaret Islam Kodja
La médersa Islam Khodja et son minaret datent respectivement de 1908 et 1910. Islam Khodja était le beau-père et le grand vizir du khan Isfandiar Khan. Les deux monuments témoignent des dernières architectures islamiques notables en Asie centrale. Le minaret, haut de 45 mètres, est le plus haut de Khiva. Son diamètre diminue au fur et à mesure qu’il prend de la hauteur. Des bandes de céramiques bleues et blanches alternent avec des briques de couleur ocre.
La médersa comprend 42 cellules. Elle abrite aujourd’hui le Musée des Arts appliqués. Le côté ouest (côté entrée) comprend des arcatures aveugles. Au sud de cette entrée se trouve l'immense coupole de la salle principale.

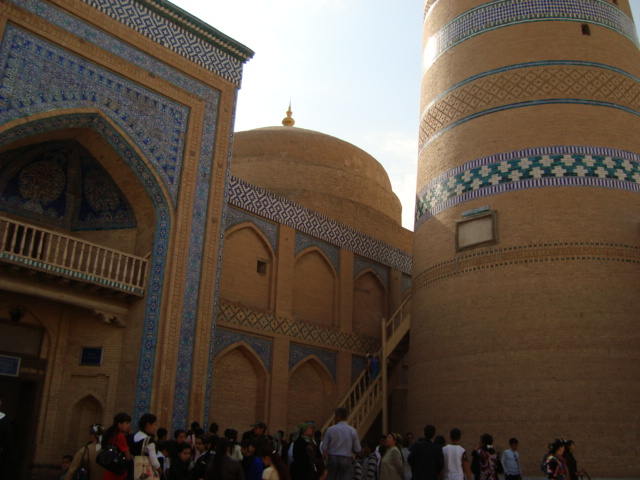
Portail et minaret de la médersa Islam Khodja.
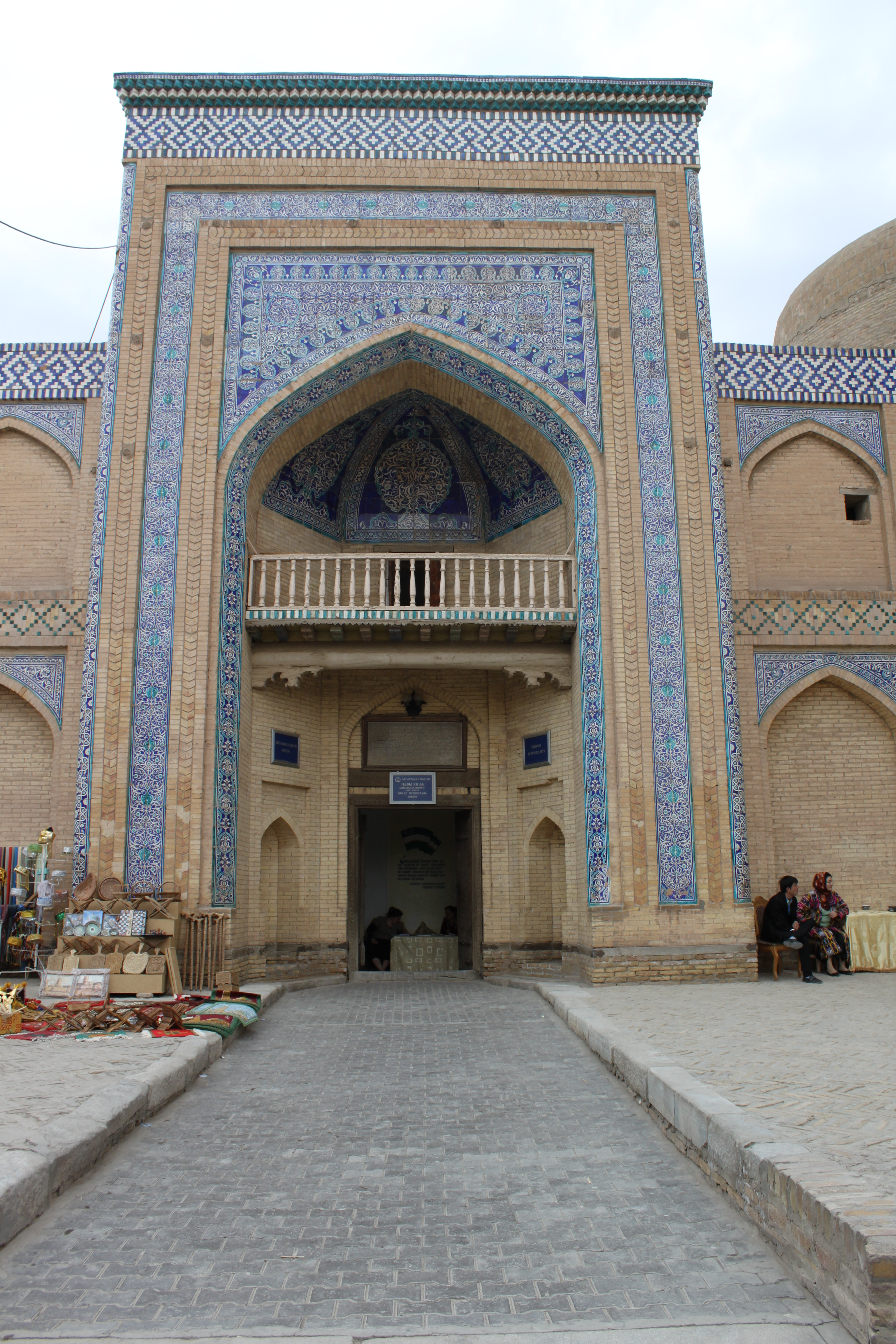
Portail de la médersa Islam Khodja à Khiva.
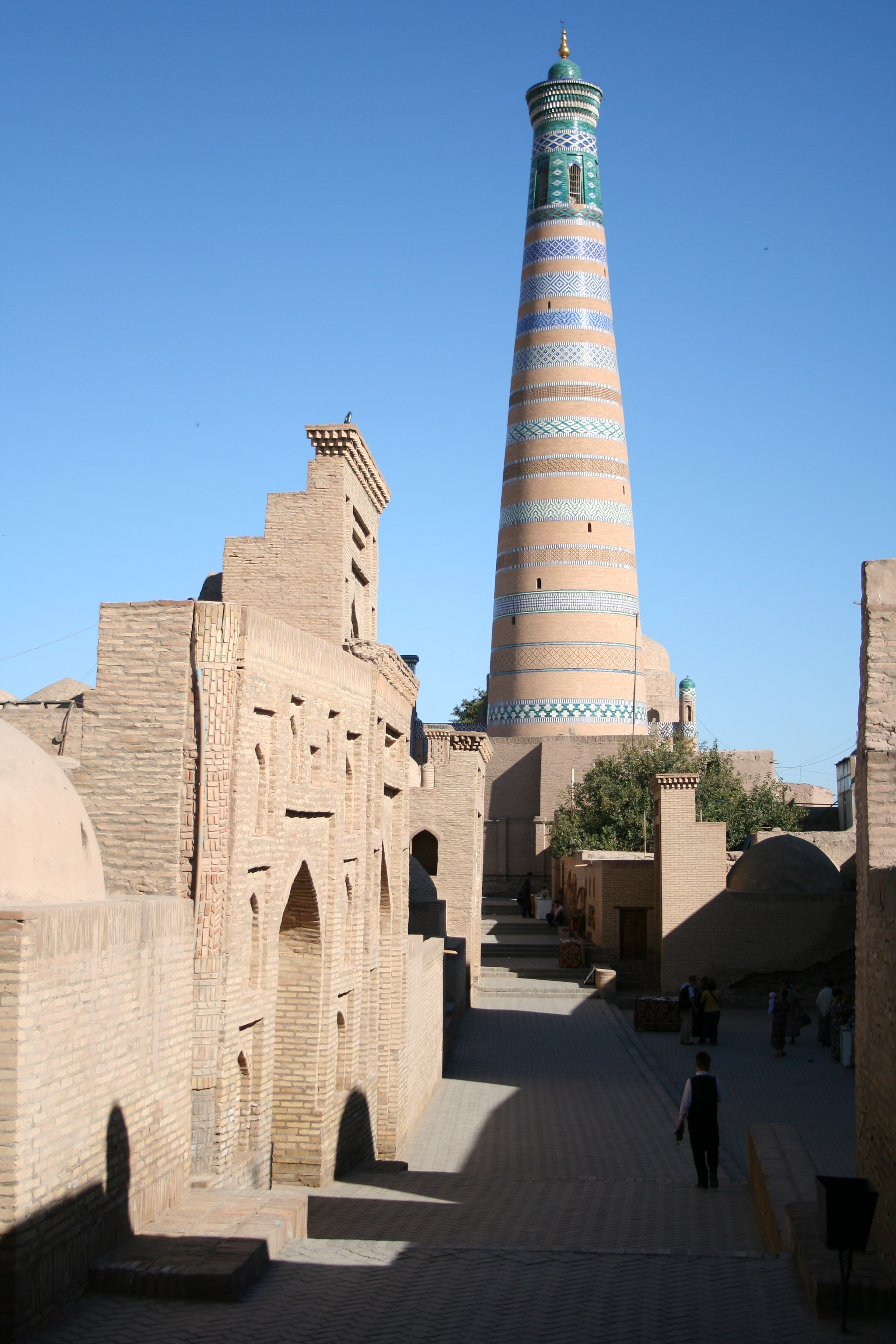
Minaret de la médersa Islam Khodja à Khiva.

### Le mausolée de Pakhlavan Mahmoud
Le mausolée de Pakhlavan Mahmoud est en fait un complexe funéraire qui abrite plusieurs tombes. Pakhlavan Mahmoud (1247-1325) était un poète et guerrier célèbre qui est devenu le saint patron de Khiva. Pakhlavan Mahmoud a souhaité être enterré dans son atelier qui a donc été transformé en mausolée. Plus tard ses disciples ont voulu être enterrés près de lui. Au fur et à mesure, le cimetière s’est agrandi. La construction du complexe funéraire a duré du XIVe siècle au XXe siècle. Entre 1810 et 1835, Mohammed Rahim Khan Ier et son fils Allakouli Khan ont changé radicalement l'ensemble et lui ont donné sa physionomie actuelle.

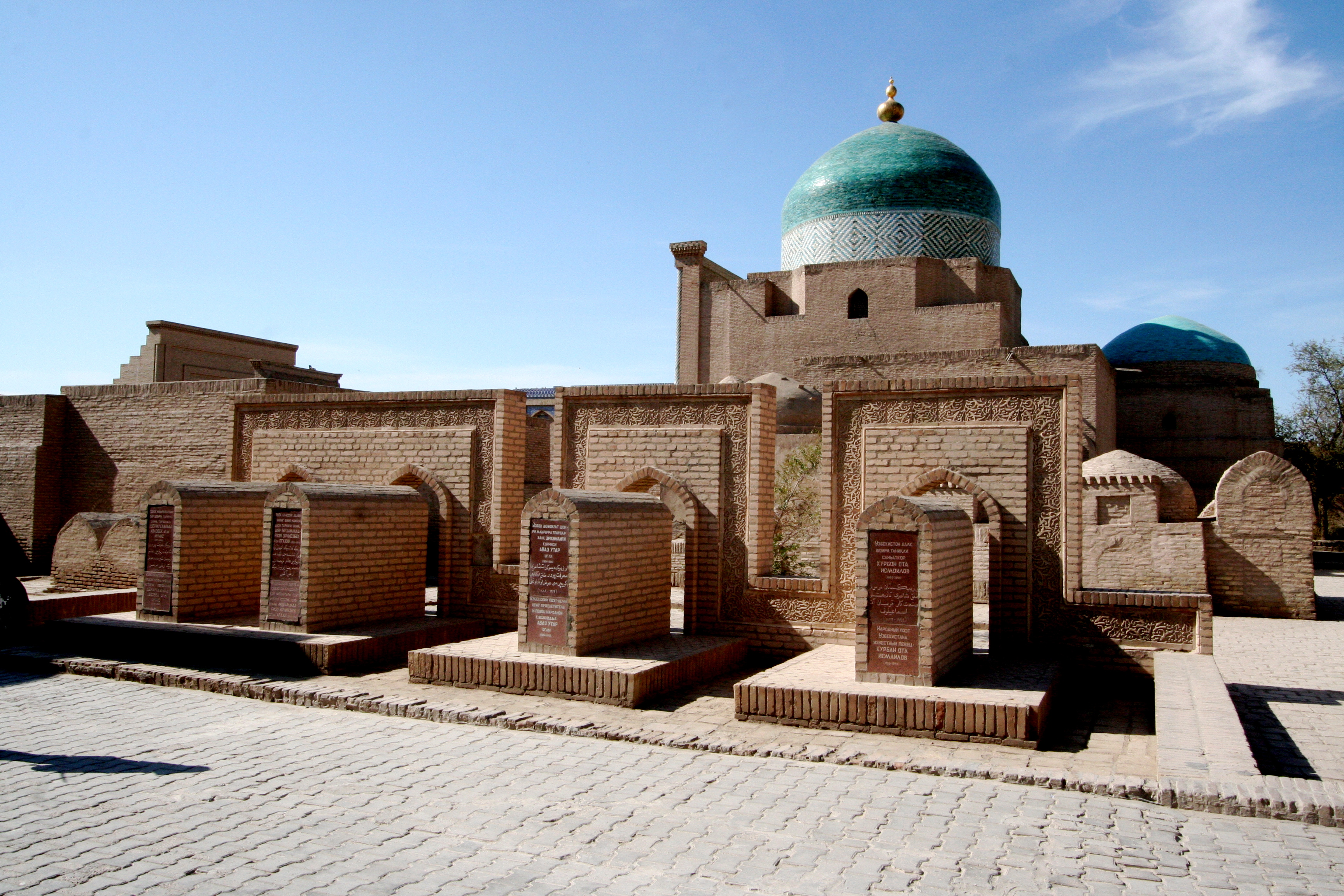
Vue extérieure du mausolée de Pakhlavan Mahmoud.
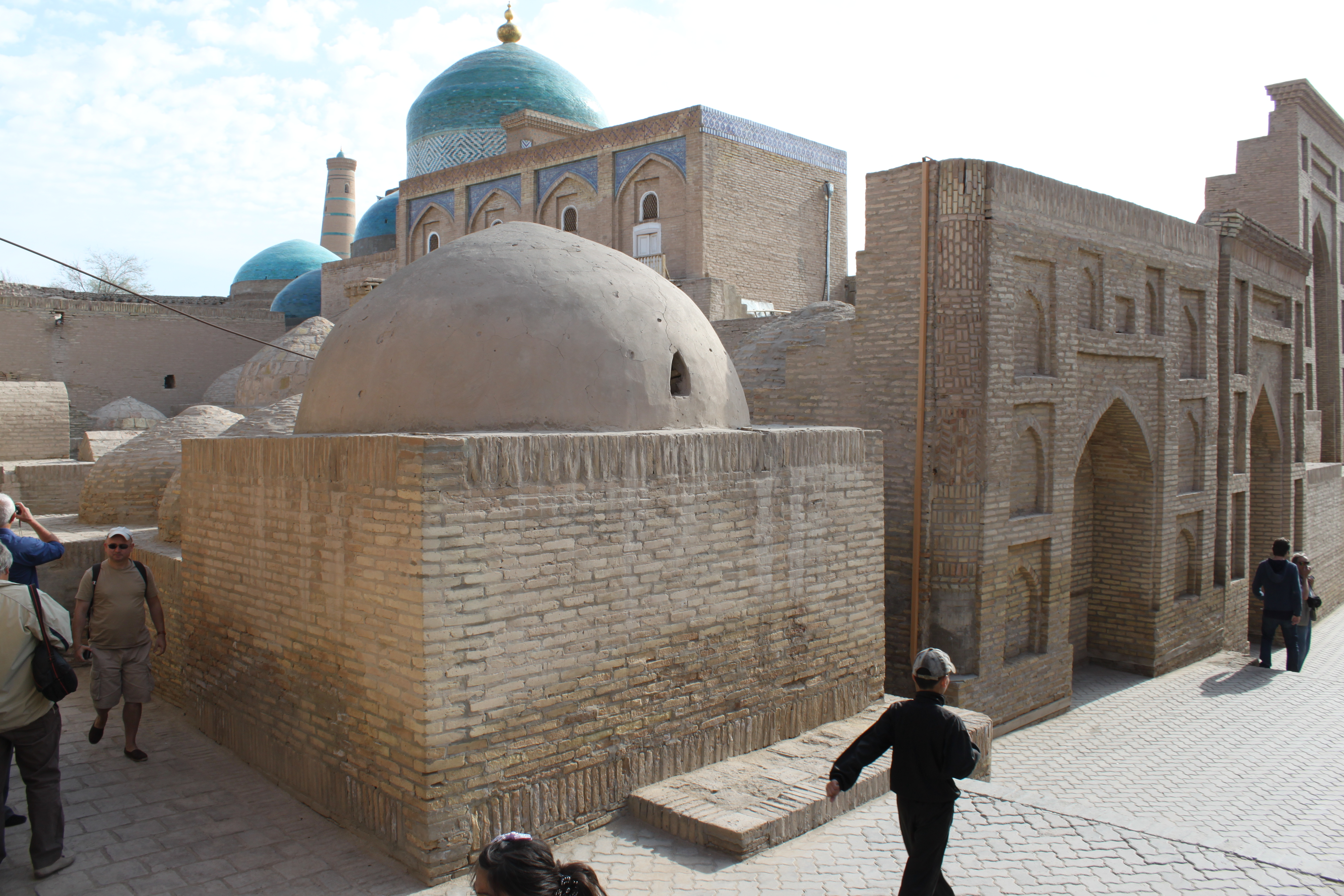
Autre vue extérieure du mausolée de Pakhlavan Mahmoud.
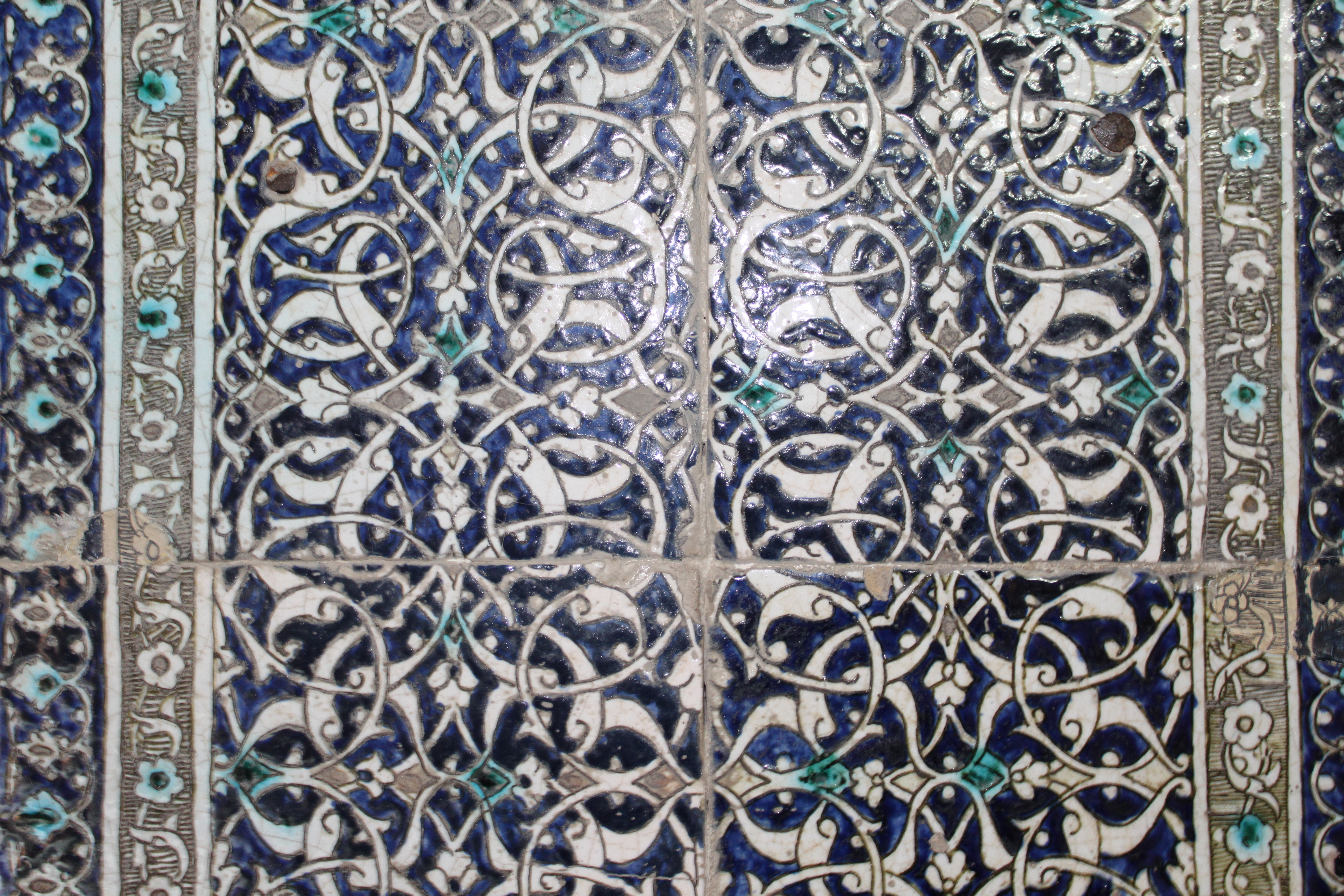
Détail de la salle principale.
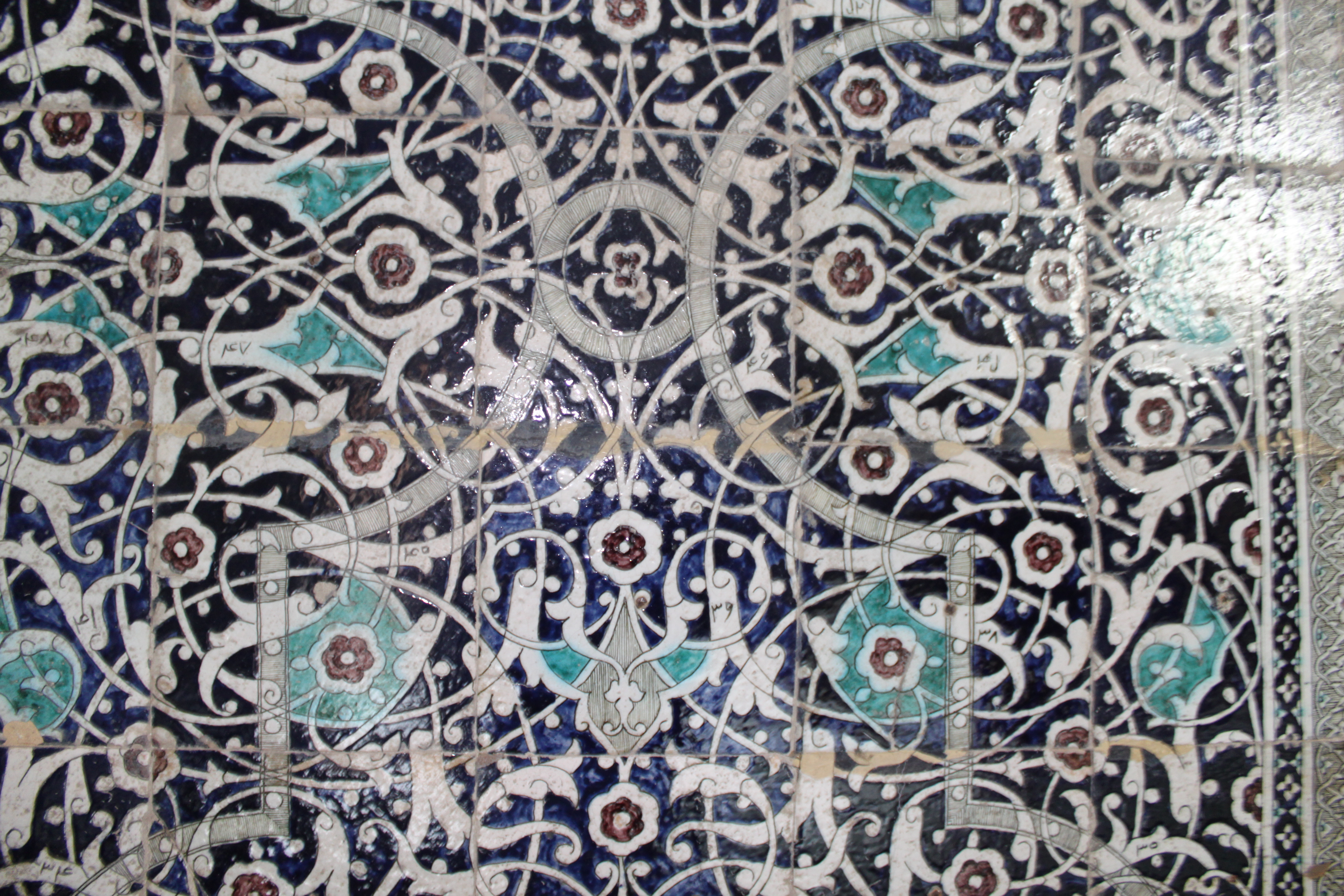
Détail de la salle où se trouve la tombe de Pakhlavan Mahmoud.
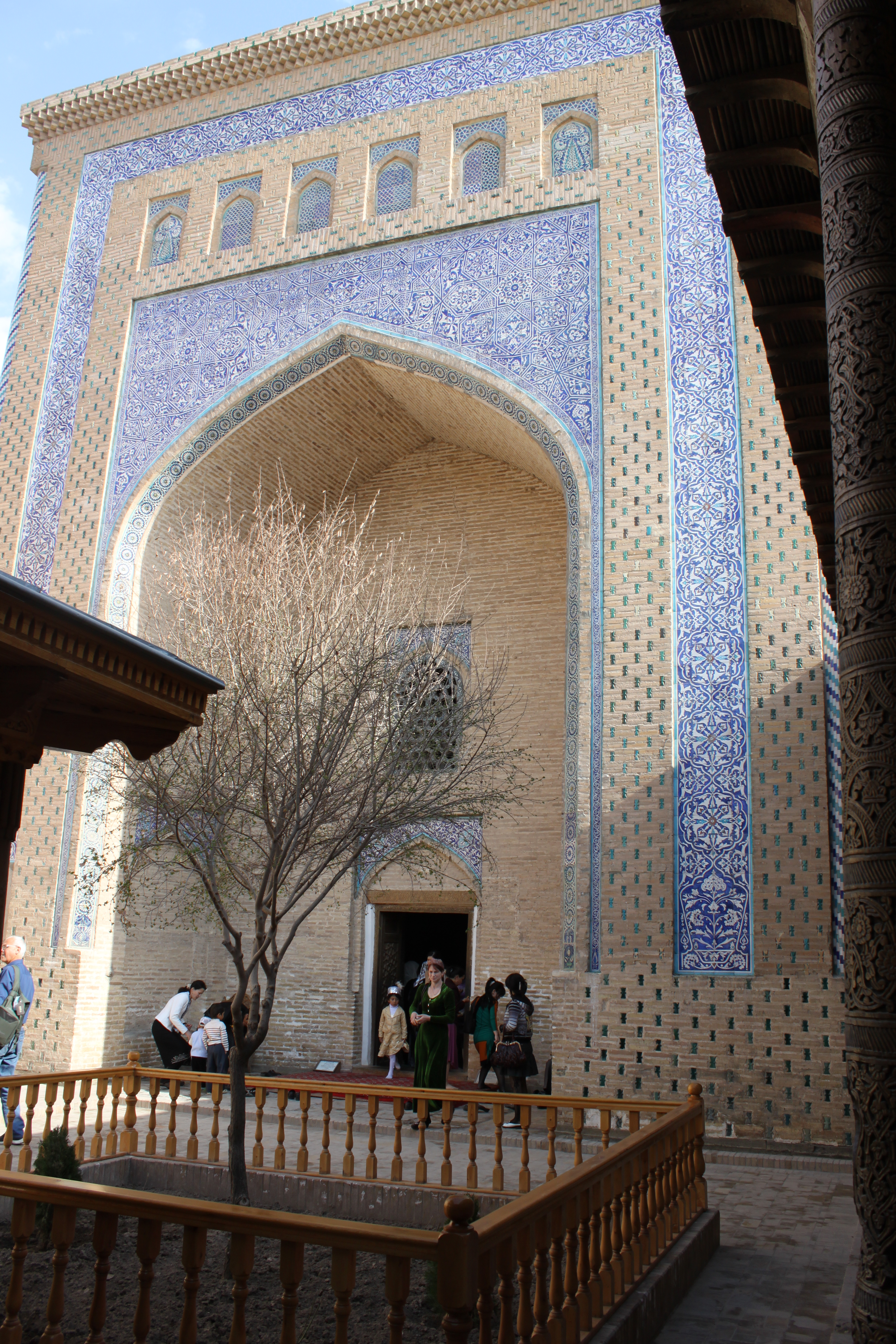
Portail d'accès à la salle principale, donnant sur la cour intérieure.
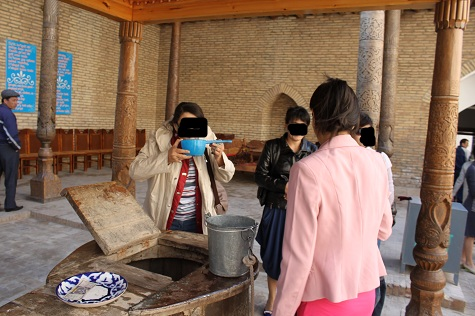
Puits de la cour intérieure.

L’entrée du complexe s’ouvre sur une cour entourée de cellules sur la gauche, d’un khanaqah et de mausolées en face, d’une mosquée d’été et d’un puits sur la droite (où viennent boire les jeunes couples qui souhaitent un enfant). Le bâtiment central comprend une salle carrée surmontée d’une haute coupole couverte de carreaux bleu vernissés. La tombe de Pakhlavan Mahmoud se trouve dans la pièce située à gauche de la grande salle. La décoration intérieure du bâtiment a été réalisée par Abdoullah Djinn.

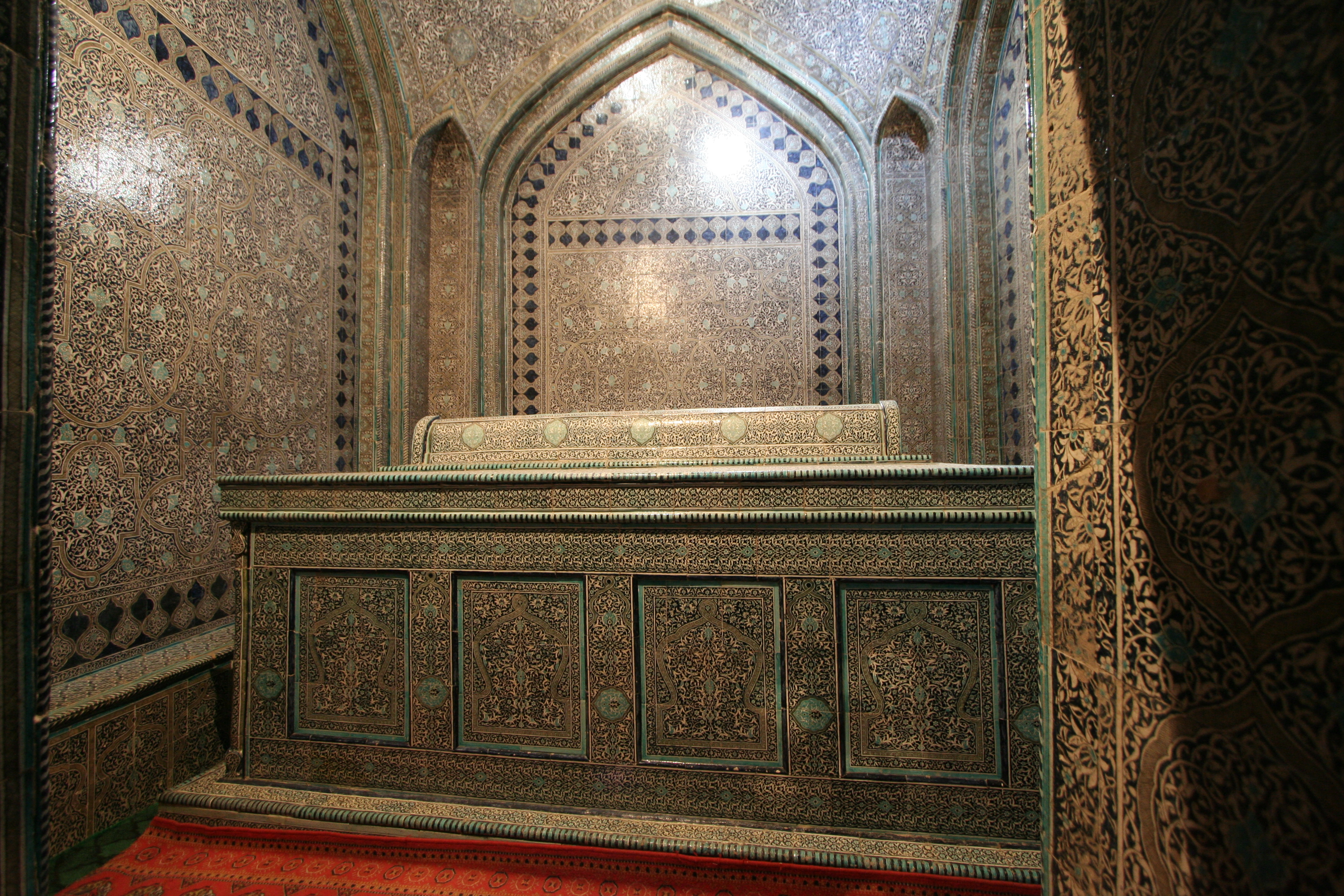
Tombe de Pakhlavan Mahmoud.
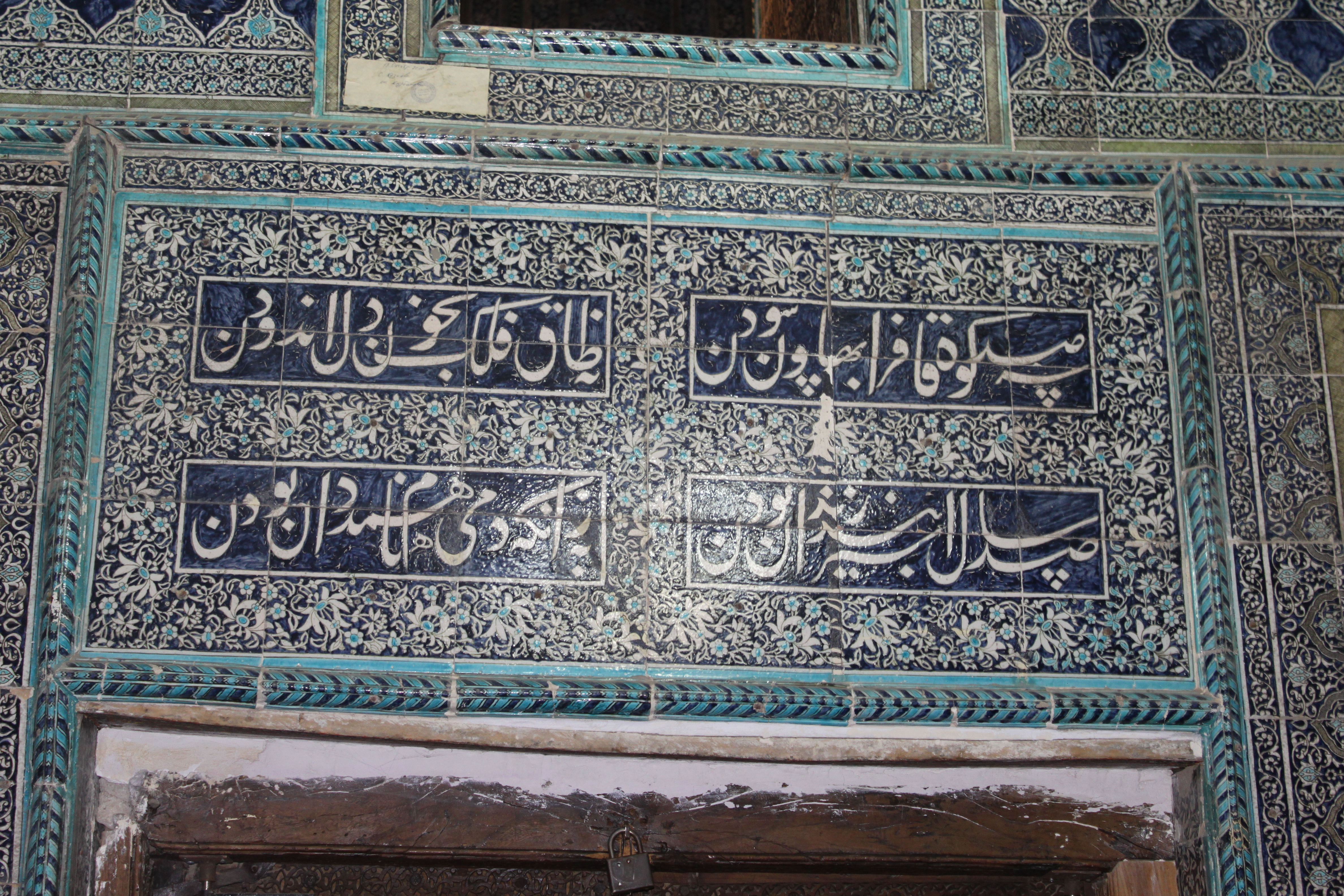
Détail de la salle où se trouve la tombe de Pakhlavan Mahmoud.
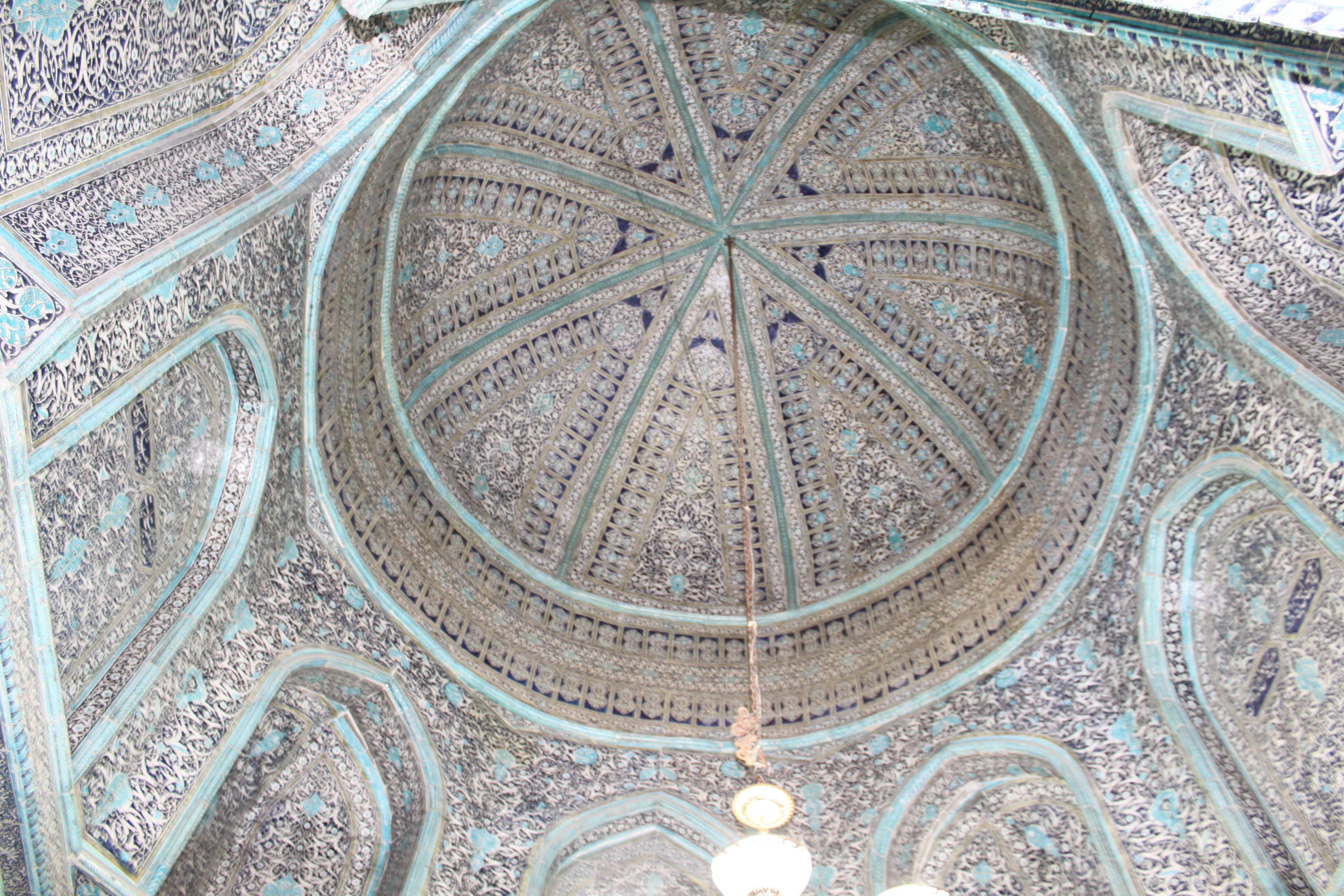
coupole de la salle où se trouve la tombe de Pakhlavan Mahmoud.
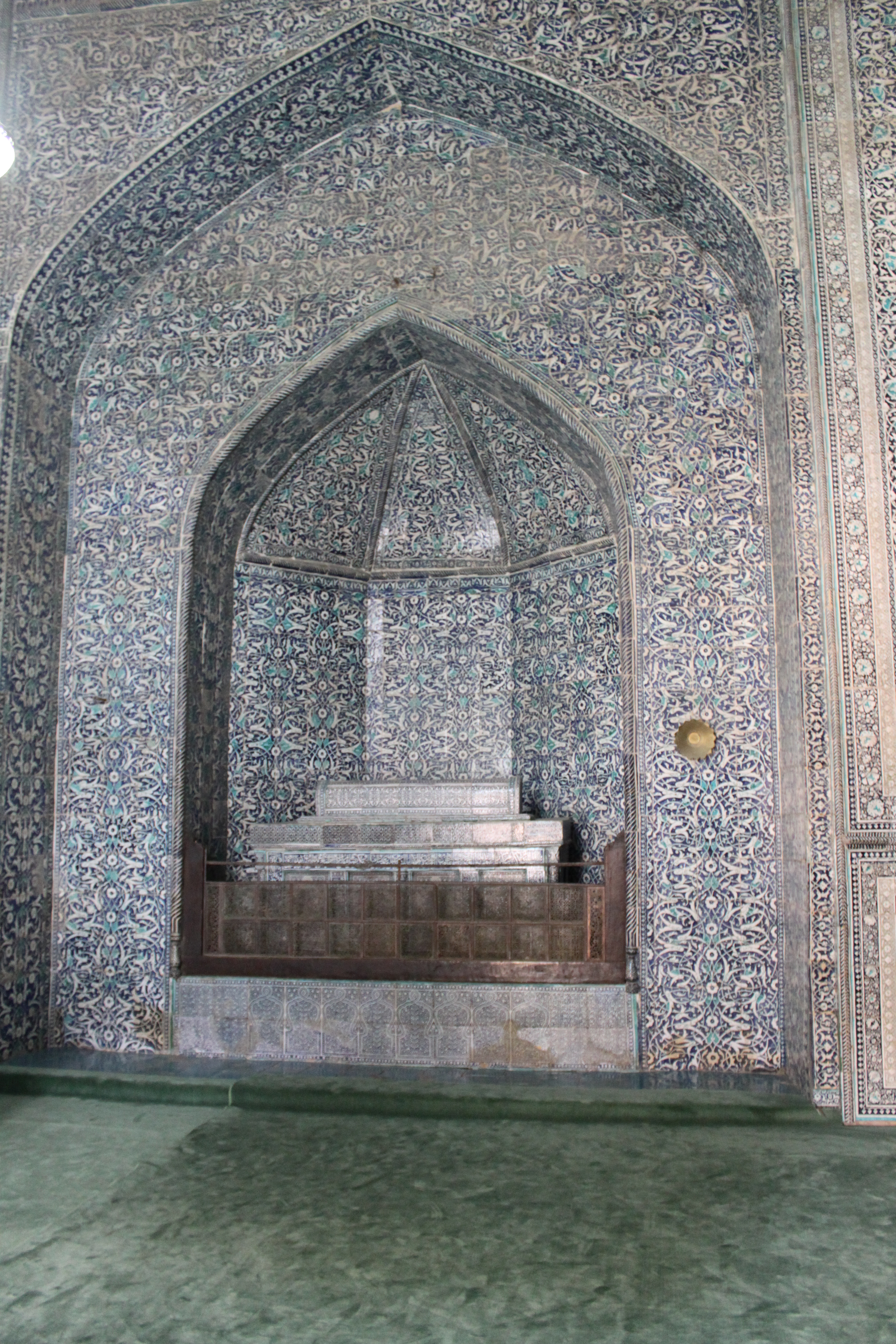
Niche abritant la tombe de Mohammed Rahim Khan Ier, dans la salle principale.
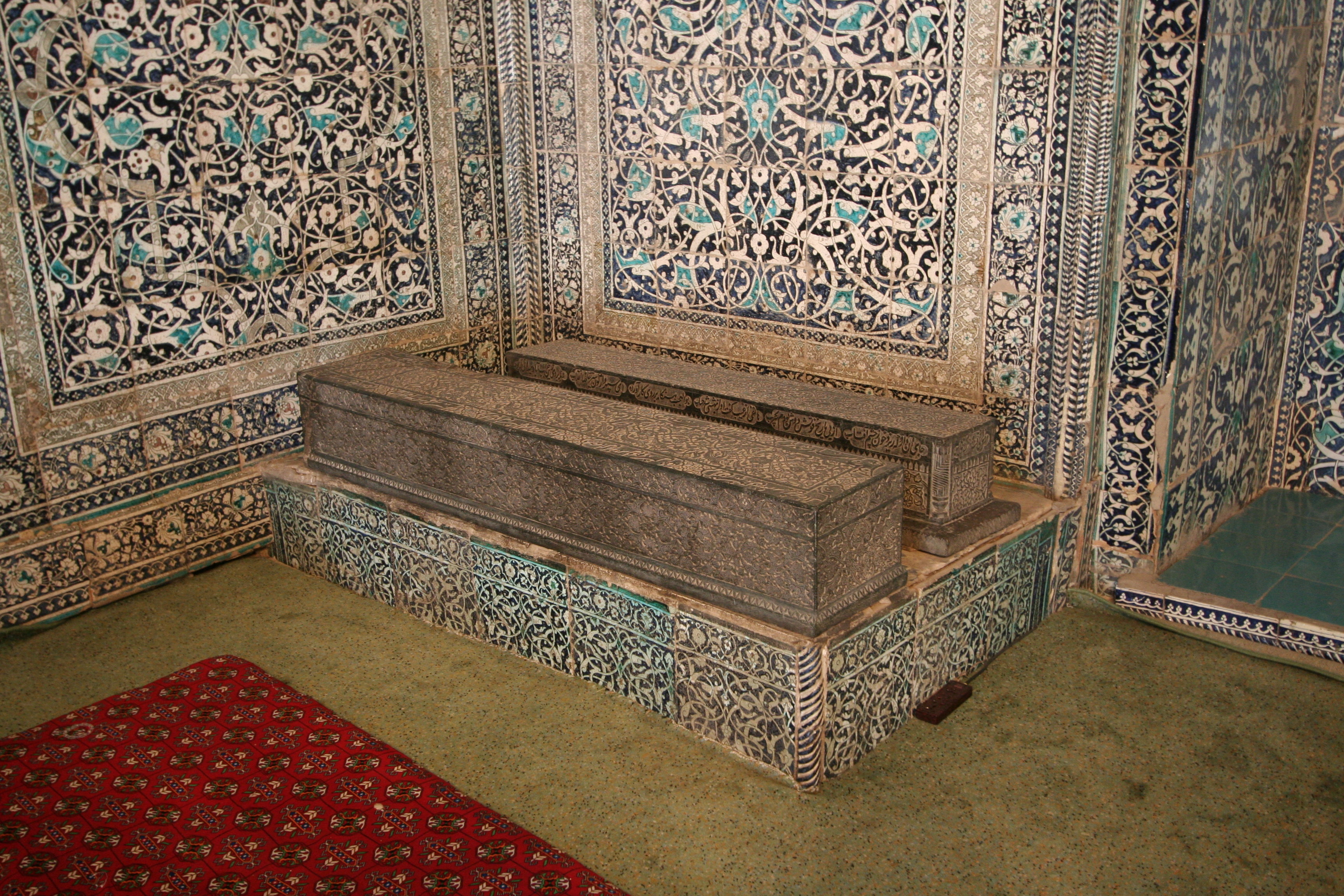
Deux tombes dans la salle principale.
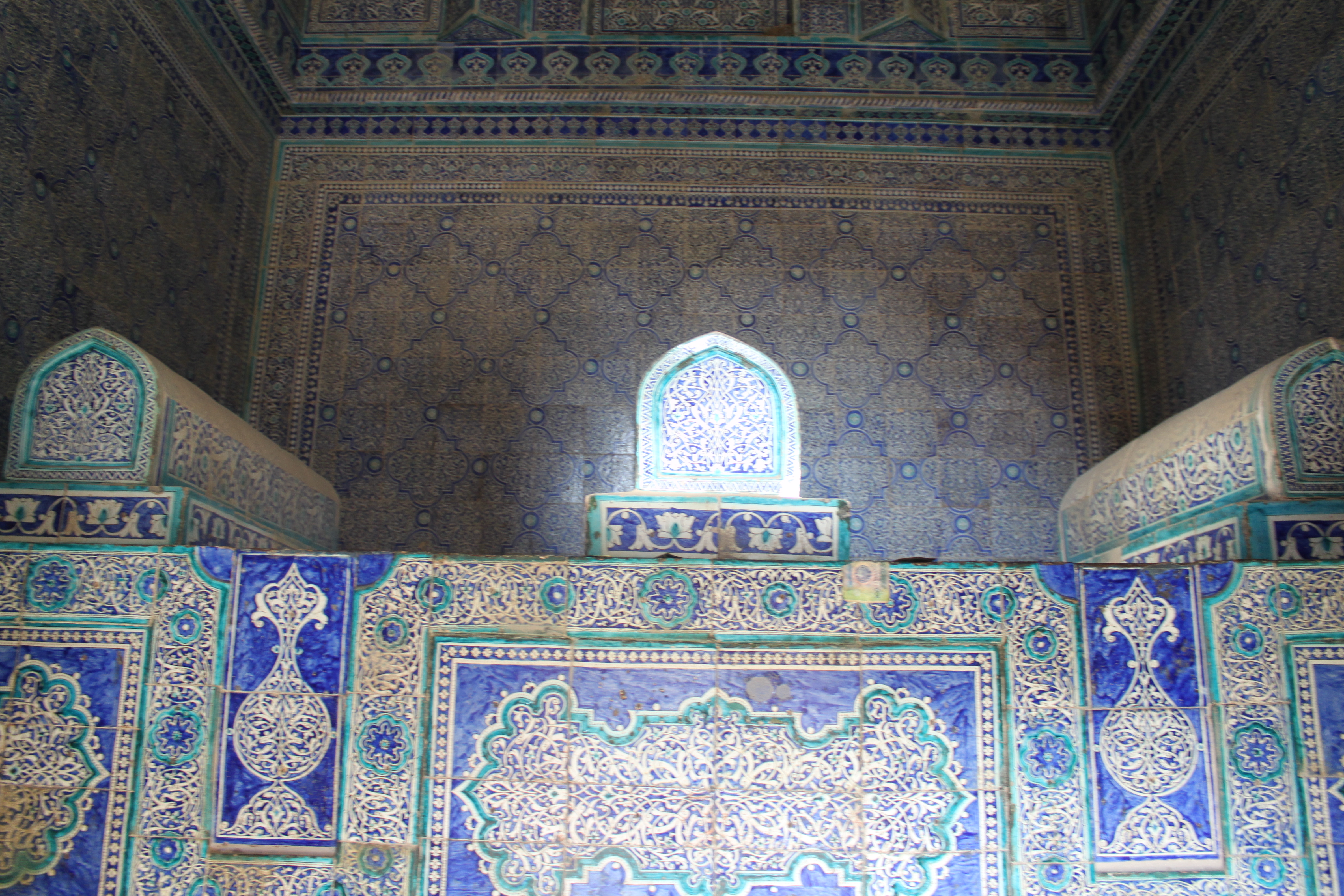
Ensemble de trois tombes réservées à Isfandyar, son fils et sa mère.

En 1913, on a construit un bâtiment à un étage dans la cour, destiné à abriter les tombes de la mère et d’un fils, Timour, d’Isfandyar Khan et également, initialement, la tombe de ce dernier.
D'autres tombes sont présentes à l'intérieur et à proximité du mausolée.

### La mosquée Djouma
La mosquée Djouma (en prononciation francophone), littéralement mosquée du Vendredi, était autrefois la grande mosquée de la ville. C'est ici qu'étaient notamment lues les proclamations du khan de Khiva lors des grandes prières hebdomadaires.
Elle fut édifiée en 1788-1789, à l'initiative d'Abdurakhman, mikhtar du khan, sur une base plus ancienne, les travaux étant financés grâce à des revenus perçus à Koshkupyr et Bekabad.
La salle de prière est une vaste pièce hypostyle. Couvrant la charpente, le toit est percé de deux ouvertures rectangulaires laissant passer un peu de lumière et sous lesquelles étaient autrefois plantés des mûriers.
Le plafond charpenté est soutenu par deux-cent-dix-huit colonnes de bois réparties sur treize rangées, chacune espacées de 3,15 m. Le plus souvent en orme, elles présentent des décors variés et reposent sur des socles de pierre avec, parfois de la laine non traité en intercalaire, ce matériau passant pour éloigner les insectes xylophages. Certaines de ces colonnes sont des ré-emplois d'édifices antérieurs, les quatre plus anciennes, datées du Xe siècle, passent pour provenir d'un édifice disparu de la ville de Beruniy. Beaucoup furent remplacées lors des campagnes de restauration successives, notamment en 1979-1983 et 1996-1997.
Le mihrab, simplement recouvert d'un enduit blanc, ne présente que peu de décor.
La porte d'entrée, en bois, de l'accès principal est ornée de gravures, dont une inscription en coufique, et de ferrures décoratives.
Également bâti au XVIIIe siècle, le minaret de briques mesure, à sa base, 6,2 m et s'élève à 32,5 m. On accède à son sommet, couronné par une lanterne ornée de muquarnas en gravissant 81 marches.

Mosquée Djouma
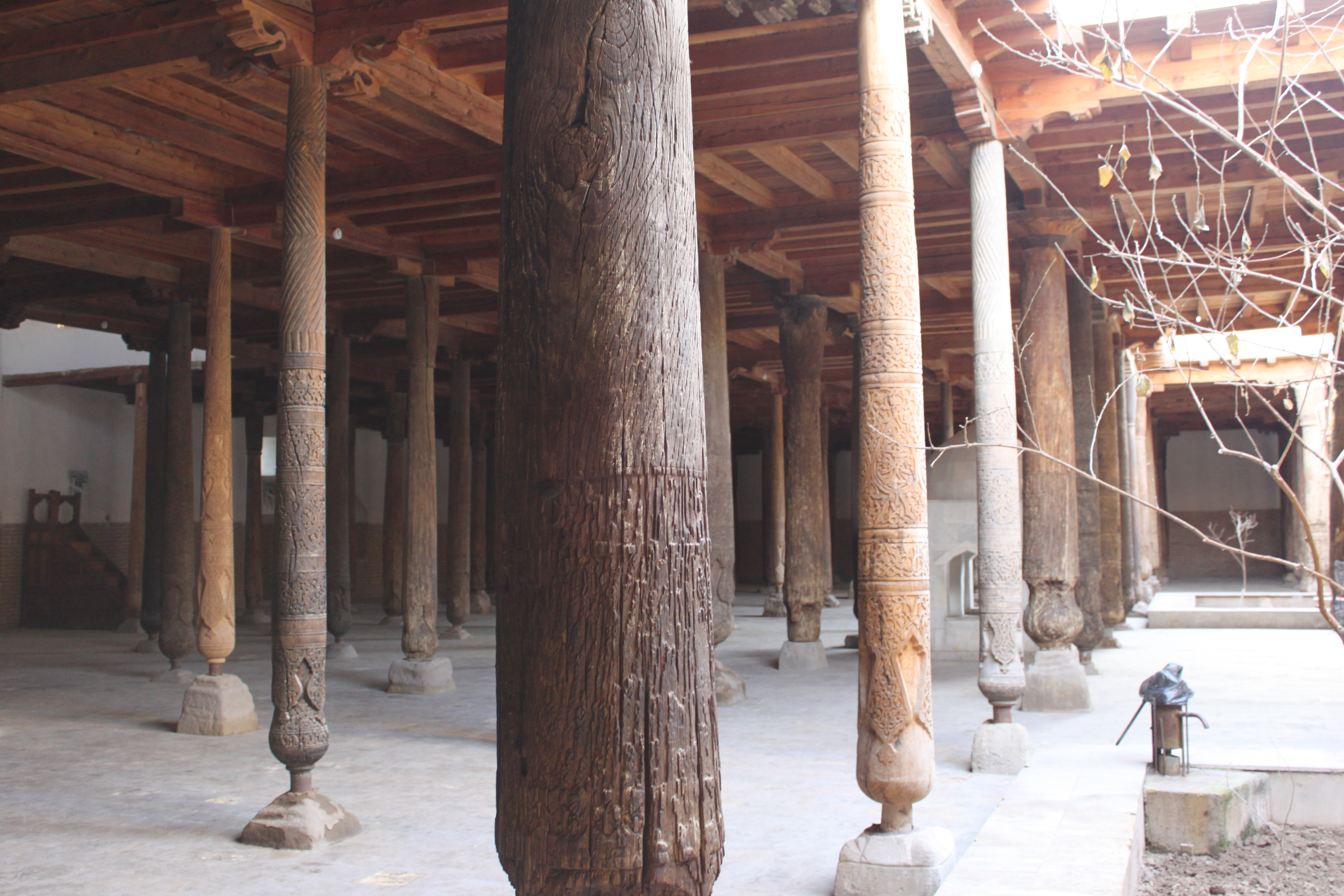
Vue générale de l'intérieur de la mosquée Djouma.
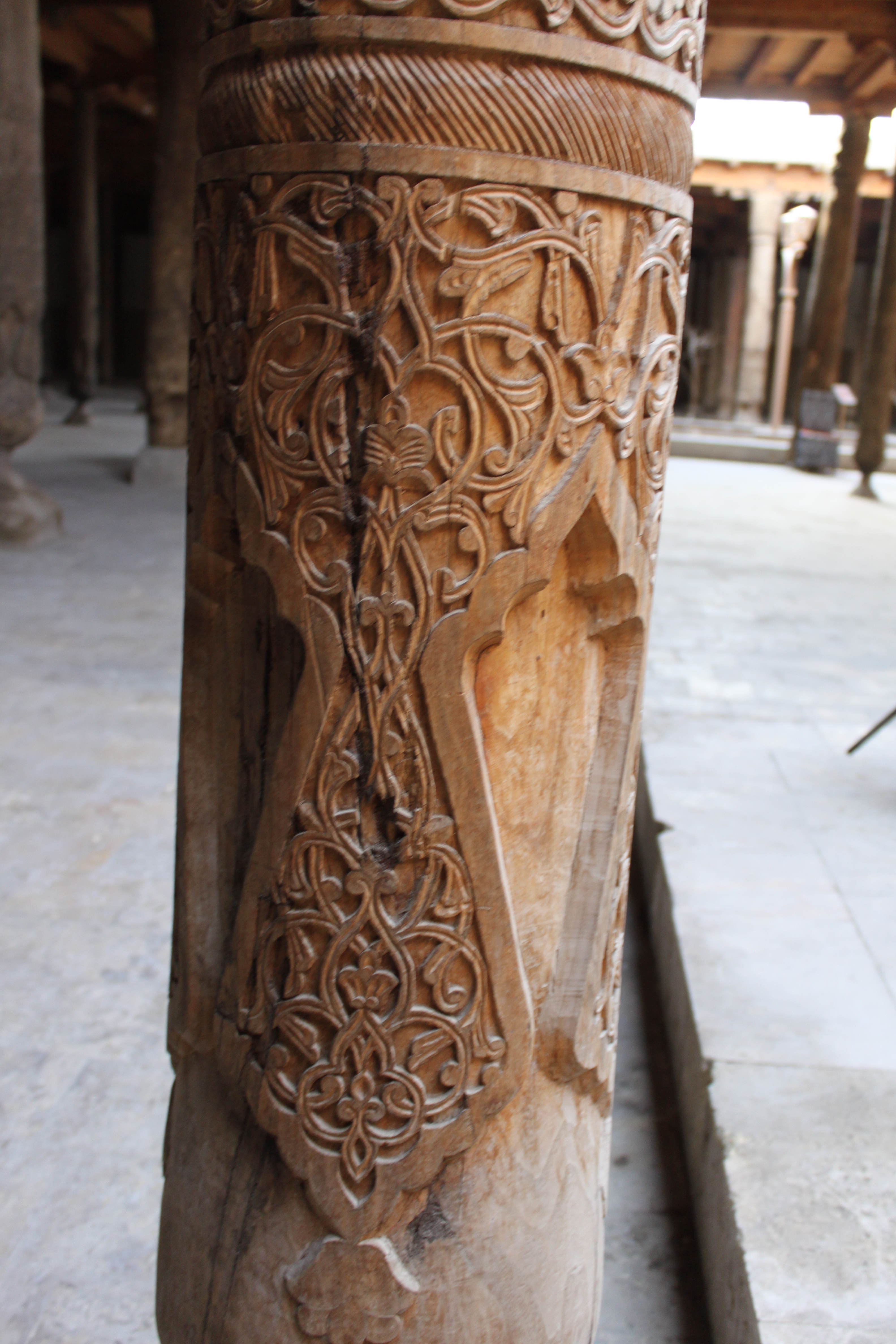
Détail d'une colonne.
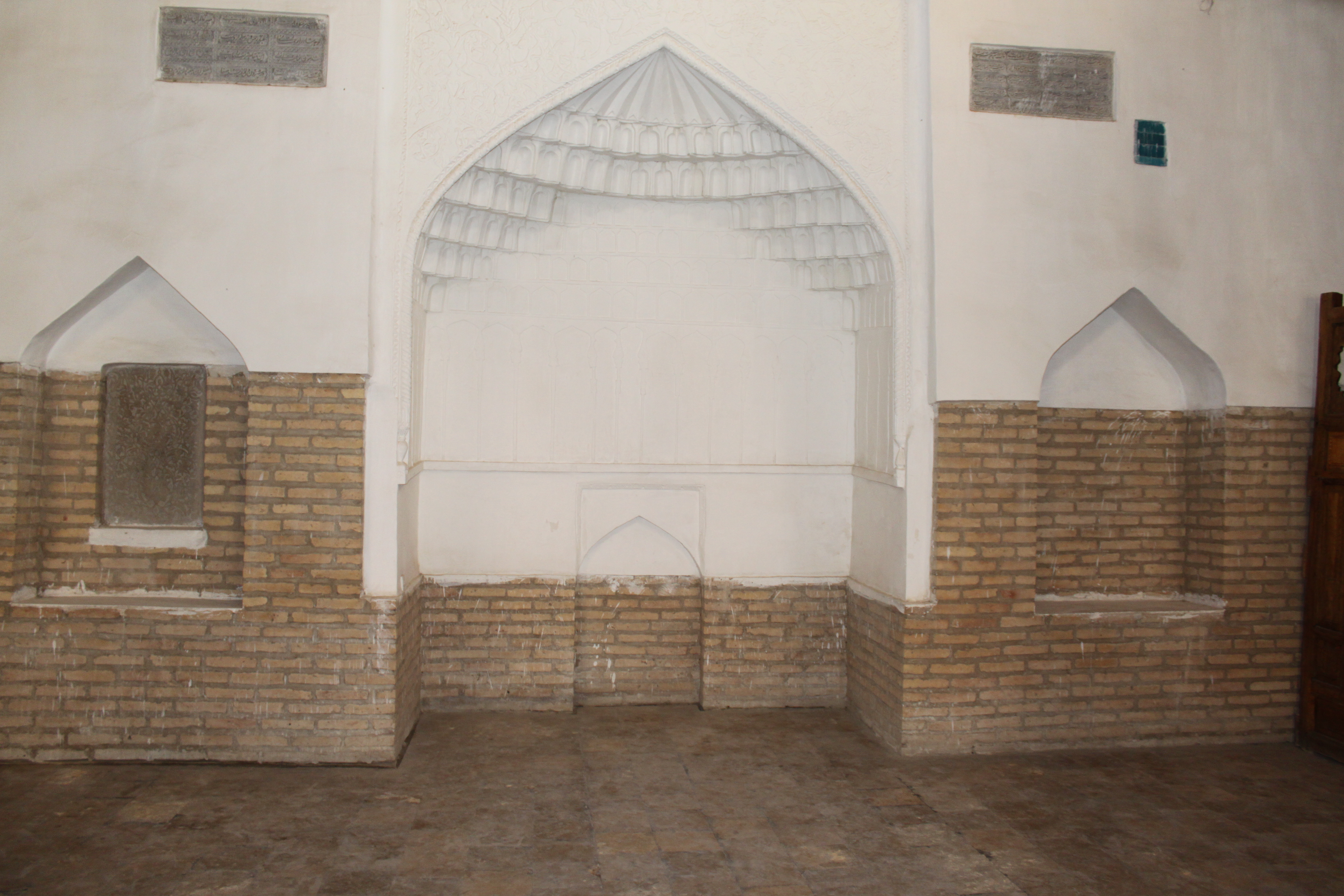
Mihrab de la mosquée Djouma.
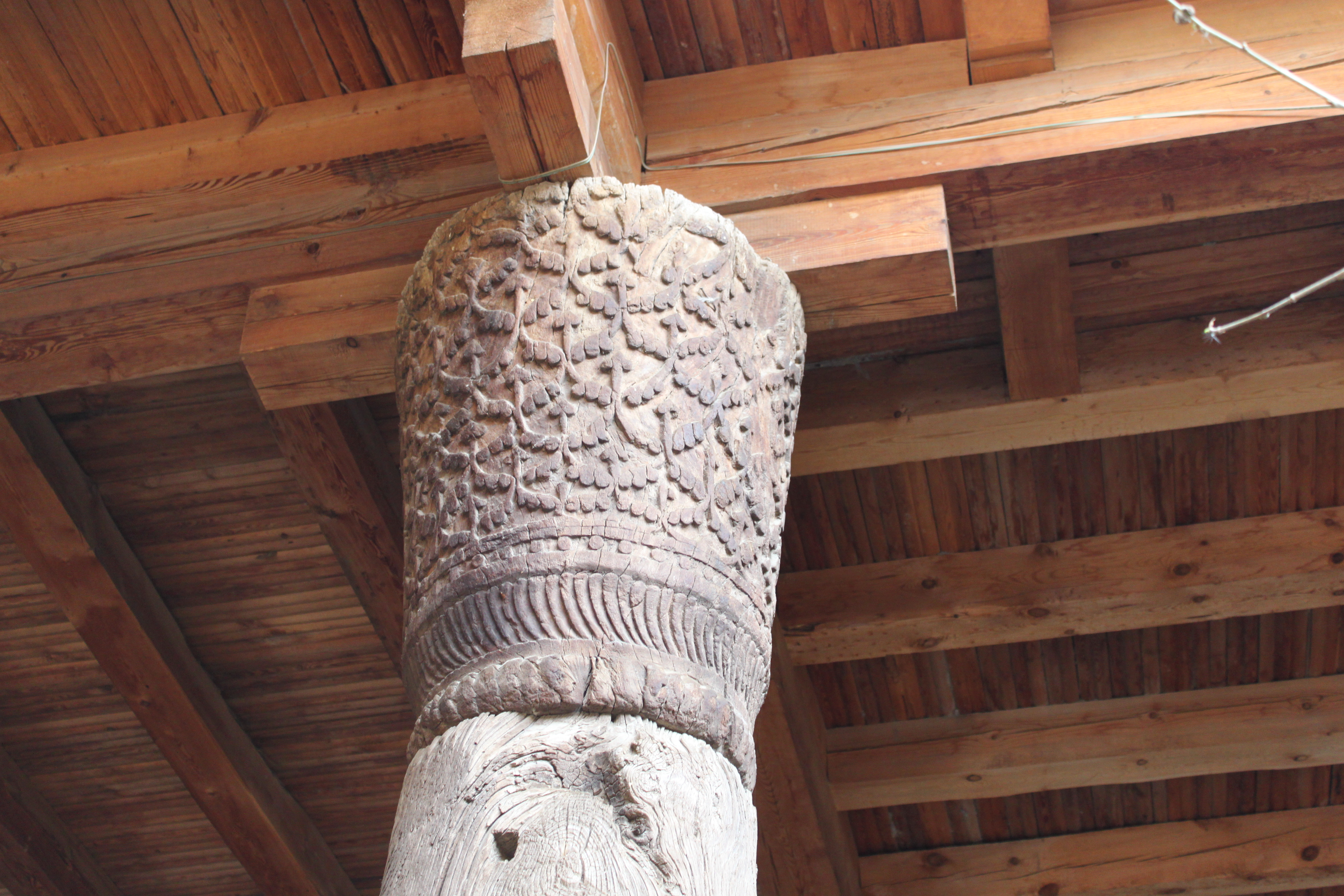
Chapiteau d'une colonne de la mosquée Djouma.
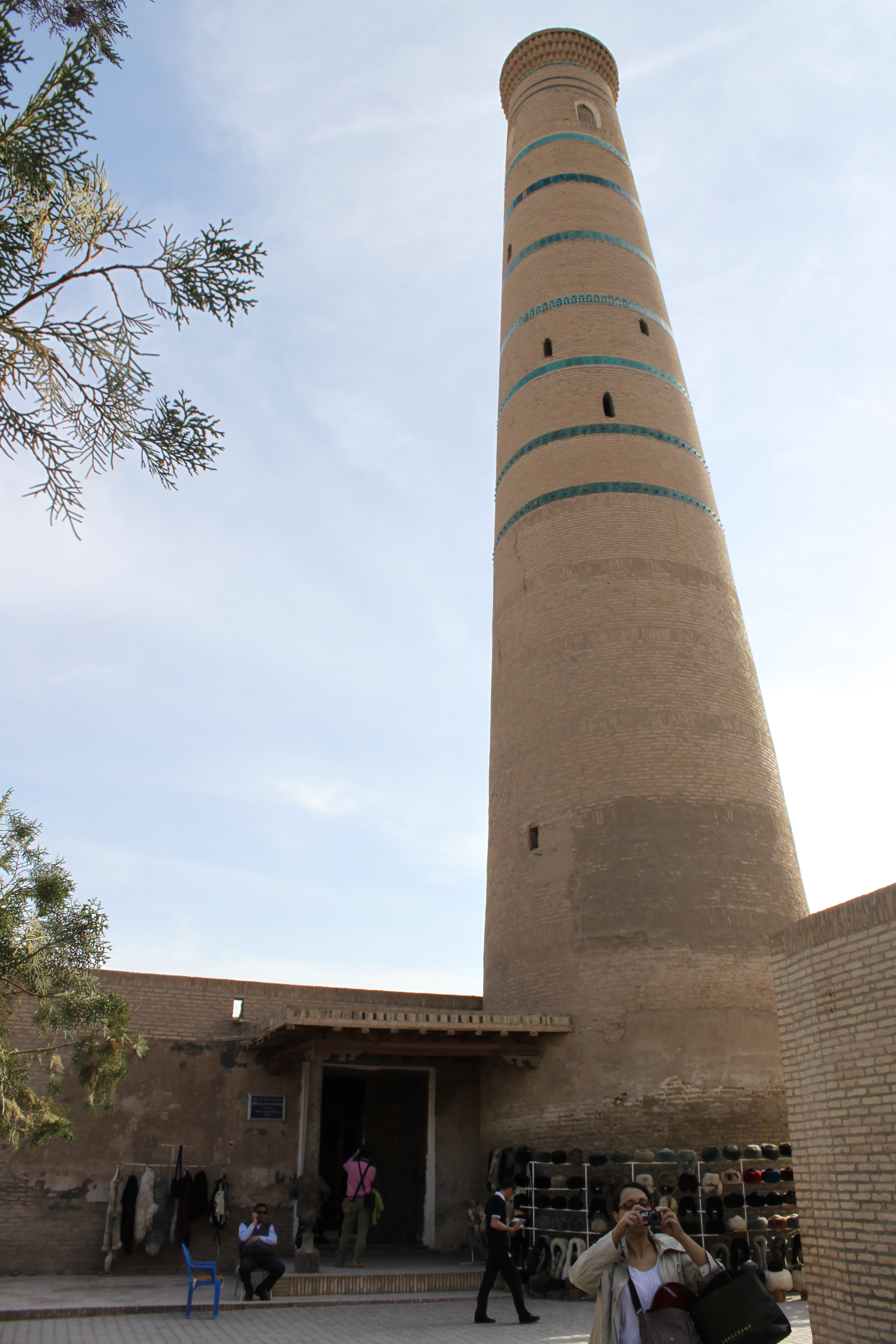
Le minaret de la mosquée Djouma.
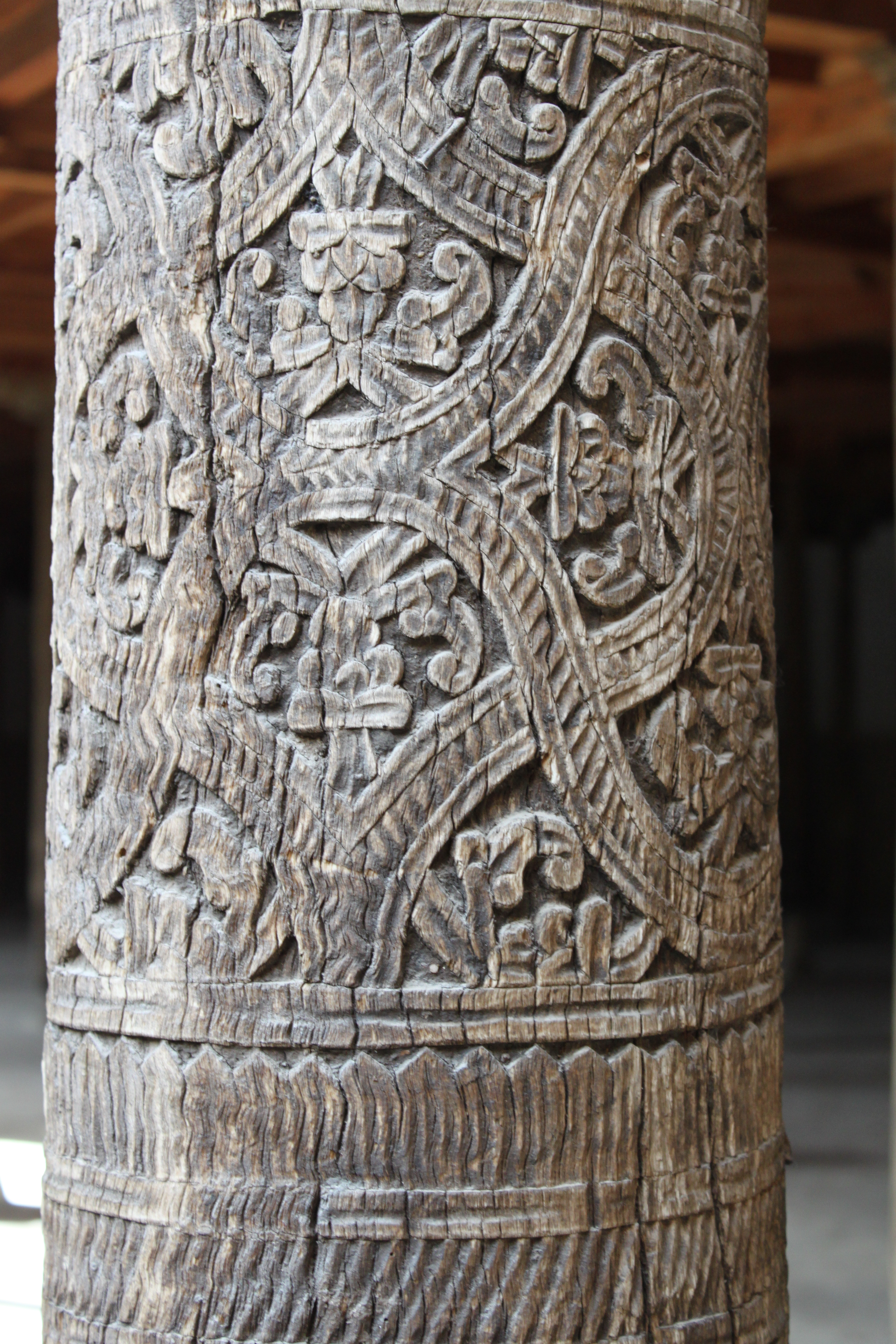
Détail d'une colonne.

### La médersa Mohammed Amin Khan

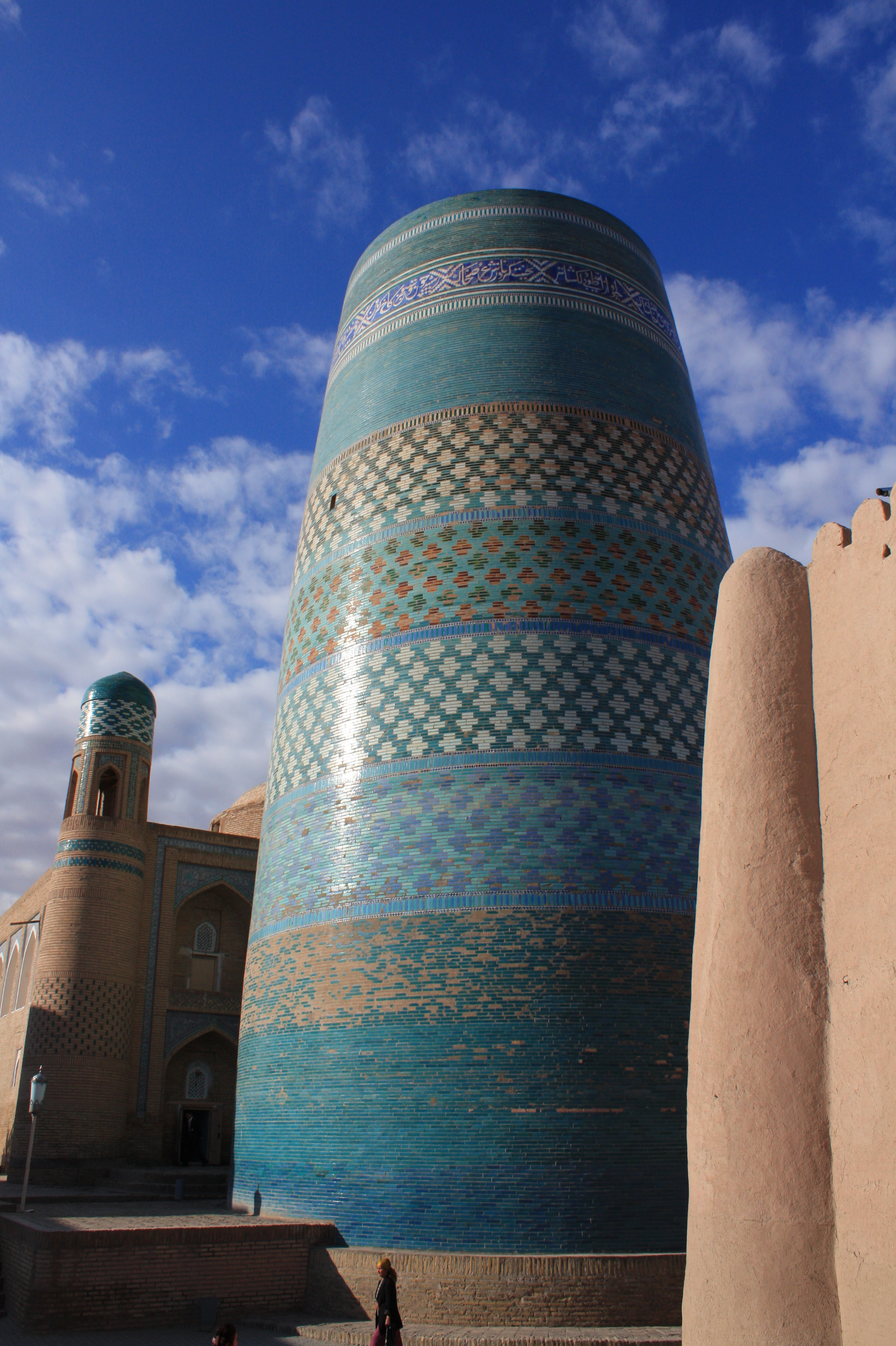
Khiva. Minaret Kalta Minor (1852)

La médersa Mohammed Amin Khan (1852-1855) a été construite par Mohammed Amin Khan (règne : 1843-1855), l’un des khans les plus célèbres de Khiva. C’était la plus grande médersa (ou madrassa) de Khiva, avec une capacité d’accueil d’environ 250 étudiants dans le cadre de sa fonction initiale. La madrassa est aujourd'hui utilisée comme hôtel de tourisme. La cour intérieure est entourée de deux étages de cellules (houjra). À l’extérieur, le portail (pichtaq) est impressionnant et comprend un balcon de bois. La madrassa est bornée à chacun des quatre coins par quatre tours d’angle (guldasta).

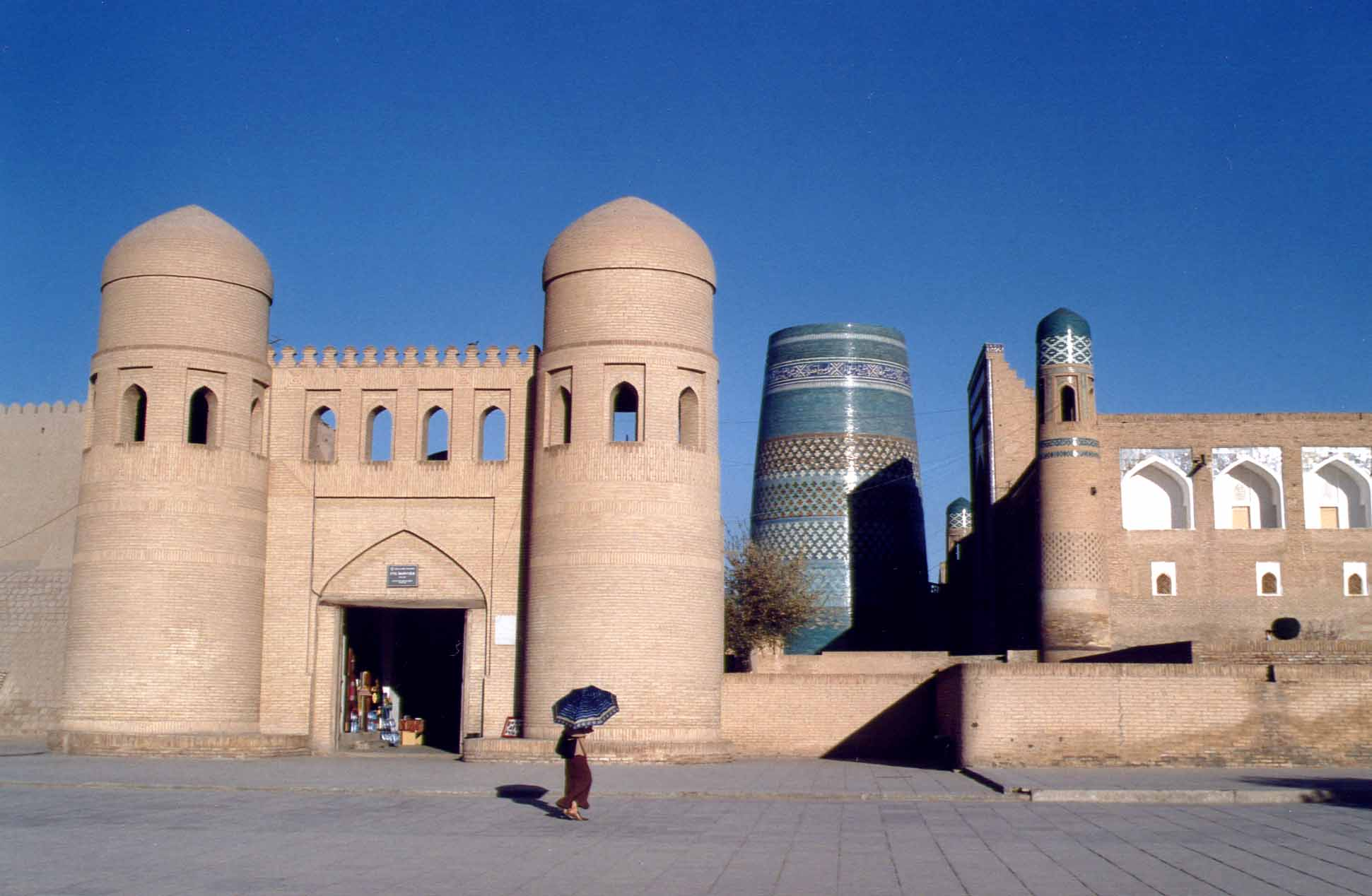
Vue du Kalta Minor et de l'extérieur de la médersa Mohammed Amin Khan depuis la porte Est.
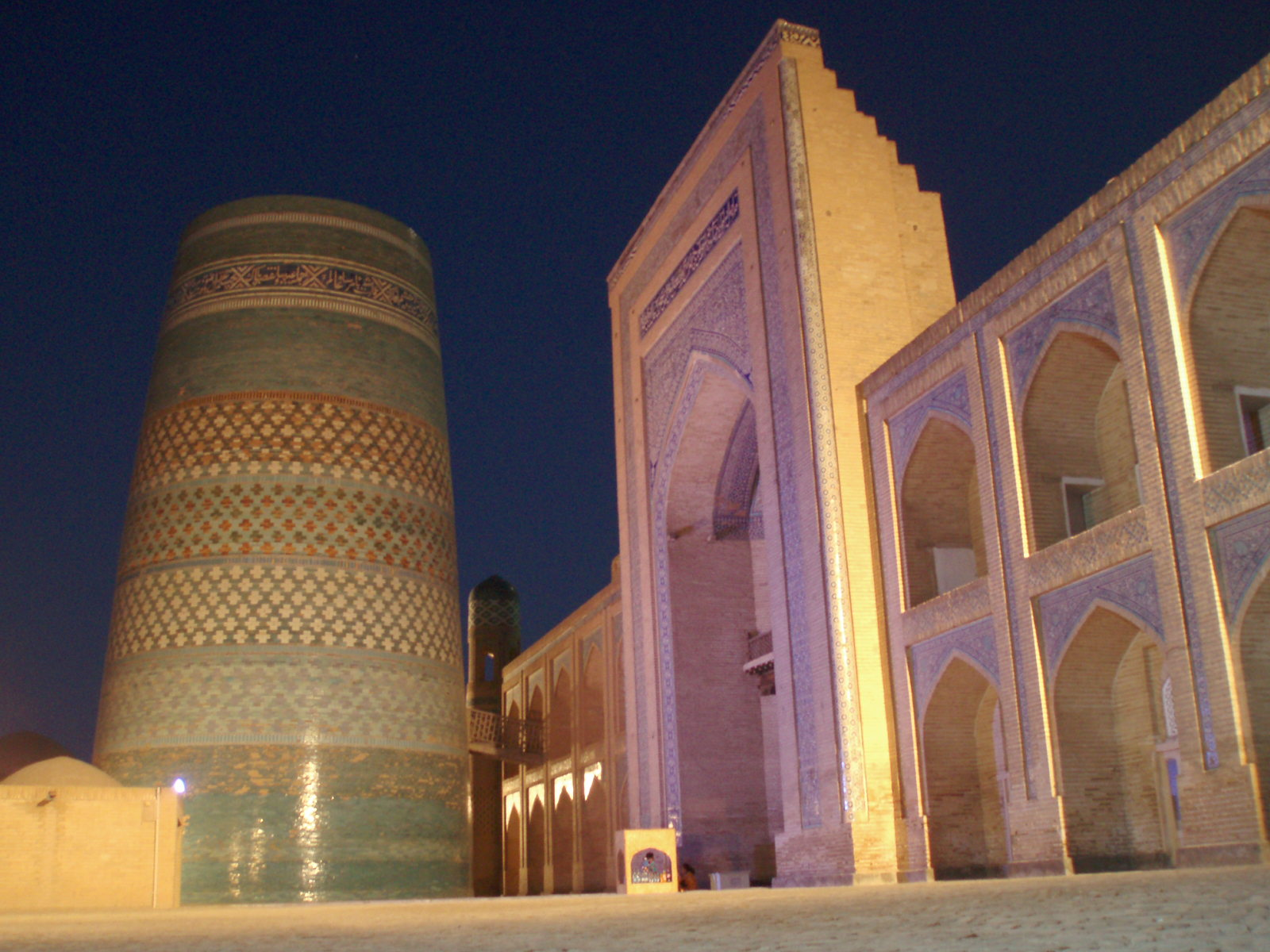
Positionnements respectifs du Kalta Minor et de la médersa Mohammed Amin Khan.
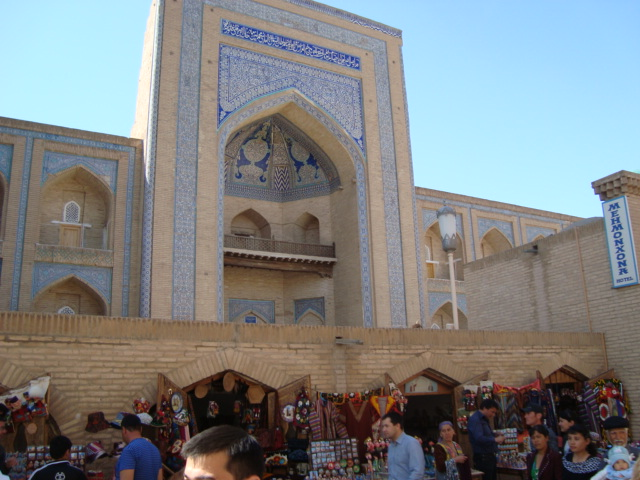
Le portail de la médersa Mohammed Amin Khan.
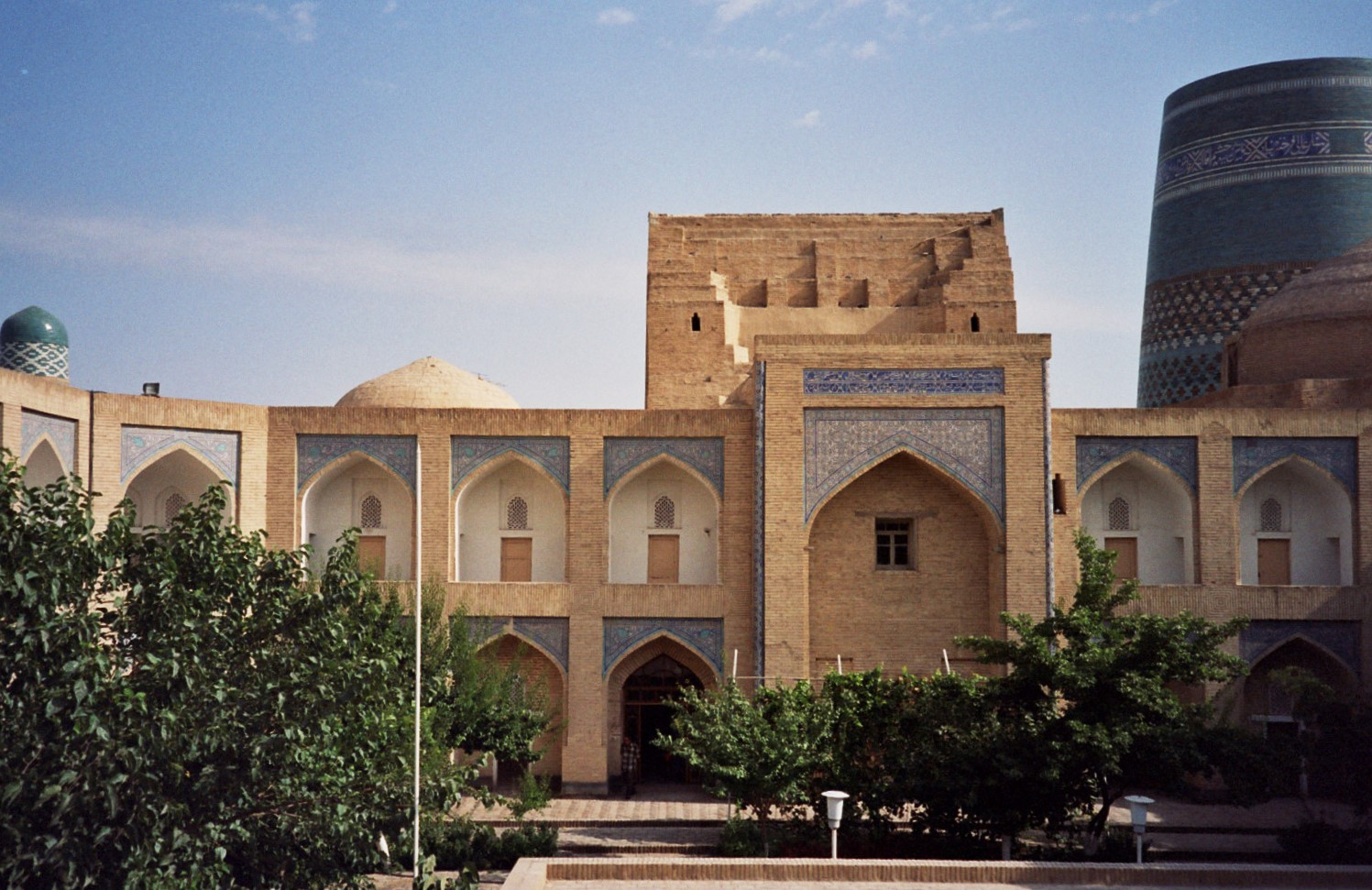
Cour intérieure de la médersa Mohammed Amin Khan.

### Le minaret Kalta Minor
La construction du minaret Kalta Minor (« le minaret court », 1852-1855) a été interrompue avant d’avoir atteint la moitié de sa hauteur prévue (70 mètres) à la suite de la mort du commanditaire, le khan de Khiva, Mohammed Amin. Un escalier intérieur permet l’accès au sommet. Il jouxte la médersa Mohammed Amin Khan .

### Le mausolée de Sayid Alaouddine
Le mausolée de Sayid Allaouddine a été érigé peu de temps après sa mort en 1303. C’est le plus ancien monument de Khiva. Il comprend deux salles, une salle funéraire et une salle de prière (ziatkhona), construite dans un second temps au XIXe siècle. Le tombeau est décoré de carreaux de céramiques vernissés avec des motifs végétaux blancs et bleus. Le mausolée a été restauré en 1825. Il a été construit par Amir Kulal, céramiste originaire de Boukhara. Celui-ci devait initialement être enterré à côté de Sayid Alaouddine mais son décès à Boukhara ne le permit pas. Ceci explique qu’il y ait deux tombes mais finalement un seul corps. L'architecture sacrée islamique allie ici comme ailleurs le cube et le dôme, deux formes fondamentales héritées de Byzance, qui symbolisent les liens entre la terre et le ciel et tracent la voie que le maître soufi a suivie pour se rapprocher d'Allah.

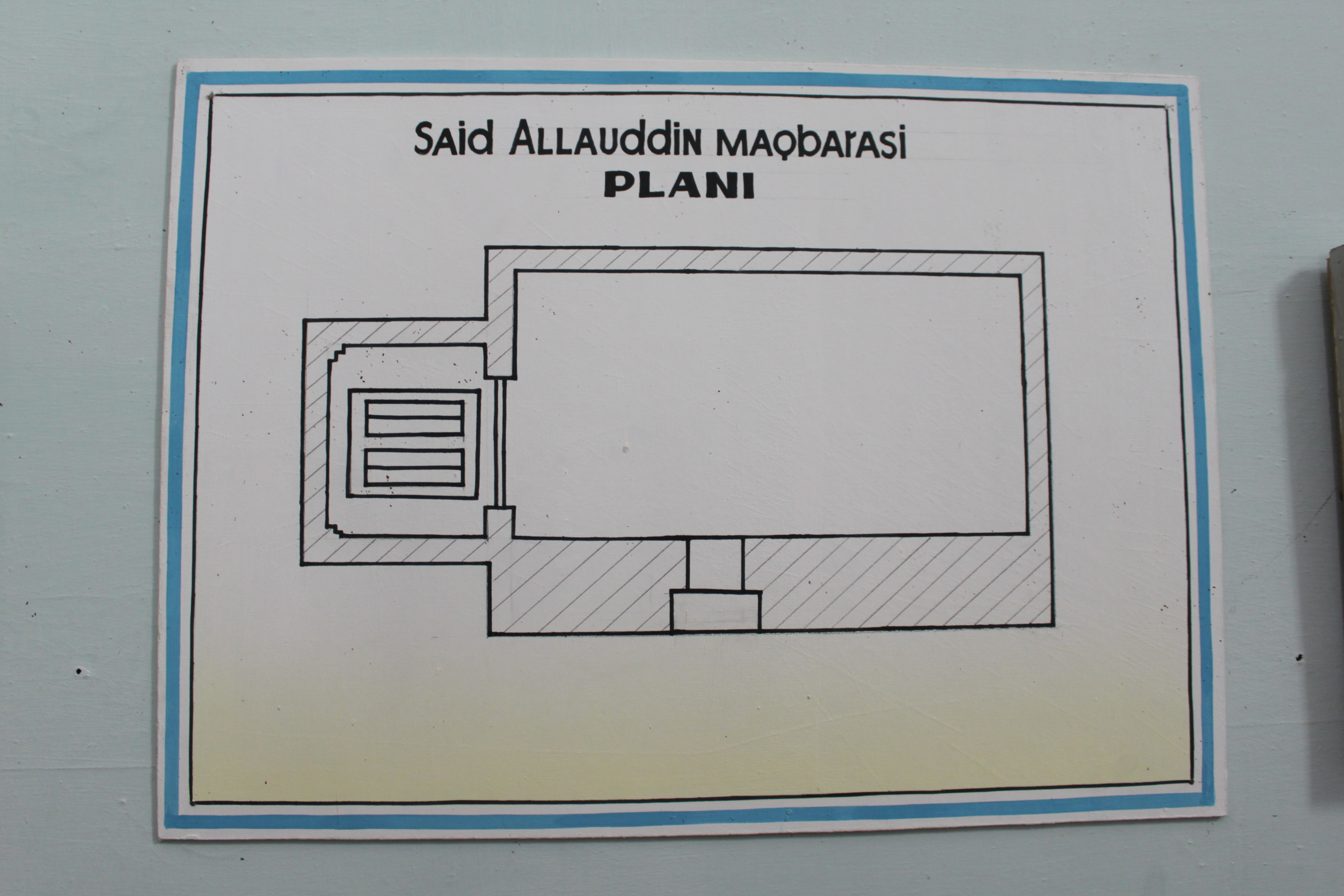
Plan du mausolée de Sayid Alaouddine (affiché à l'entrée).
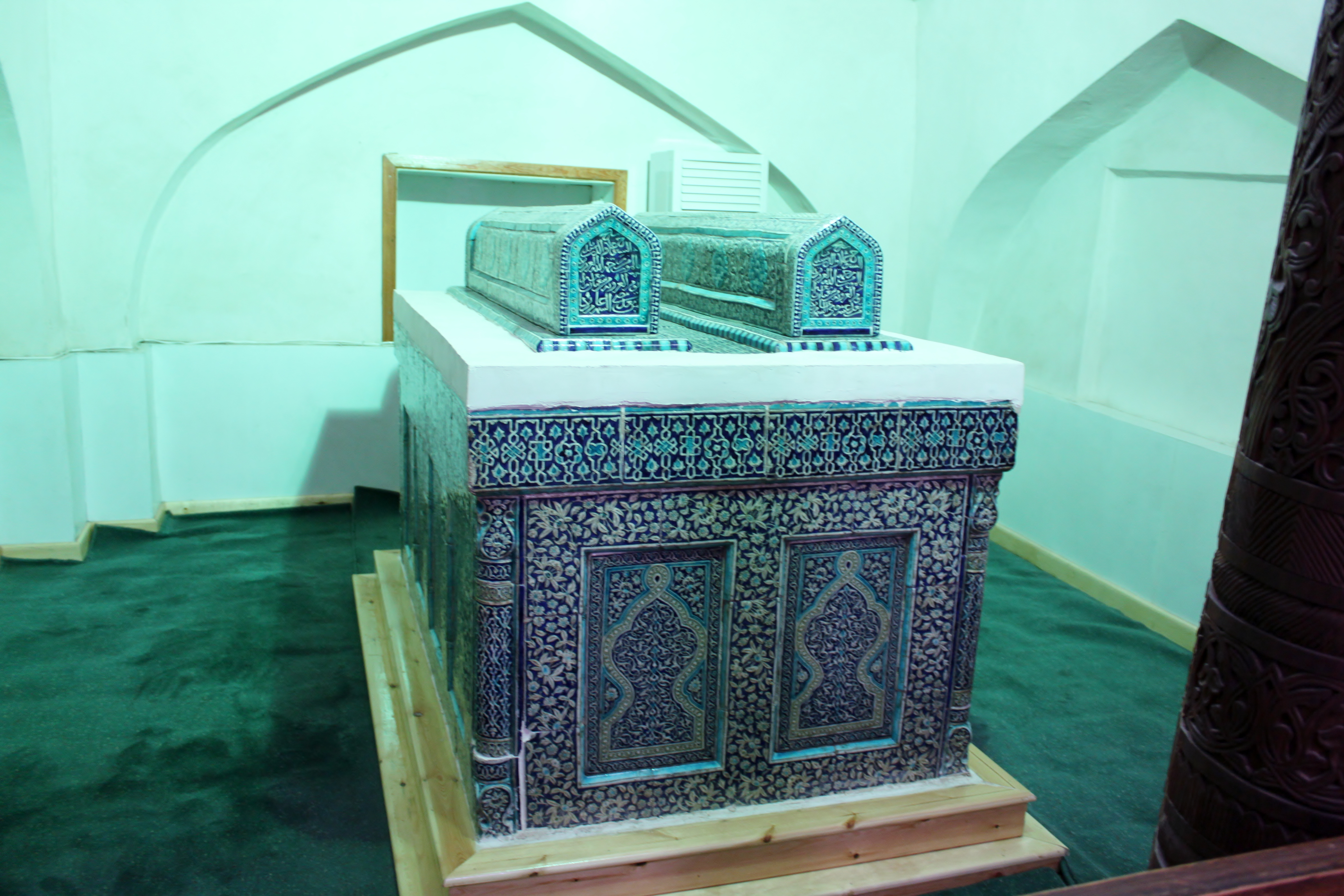
Tombe de Sayid Alaouddine dans la salle funéraire.
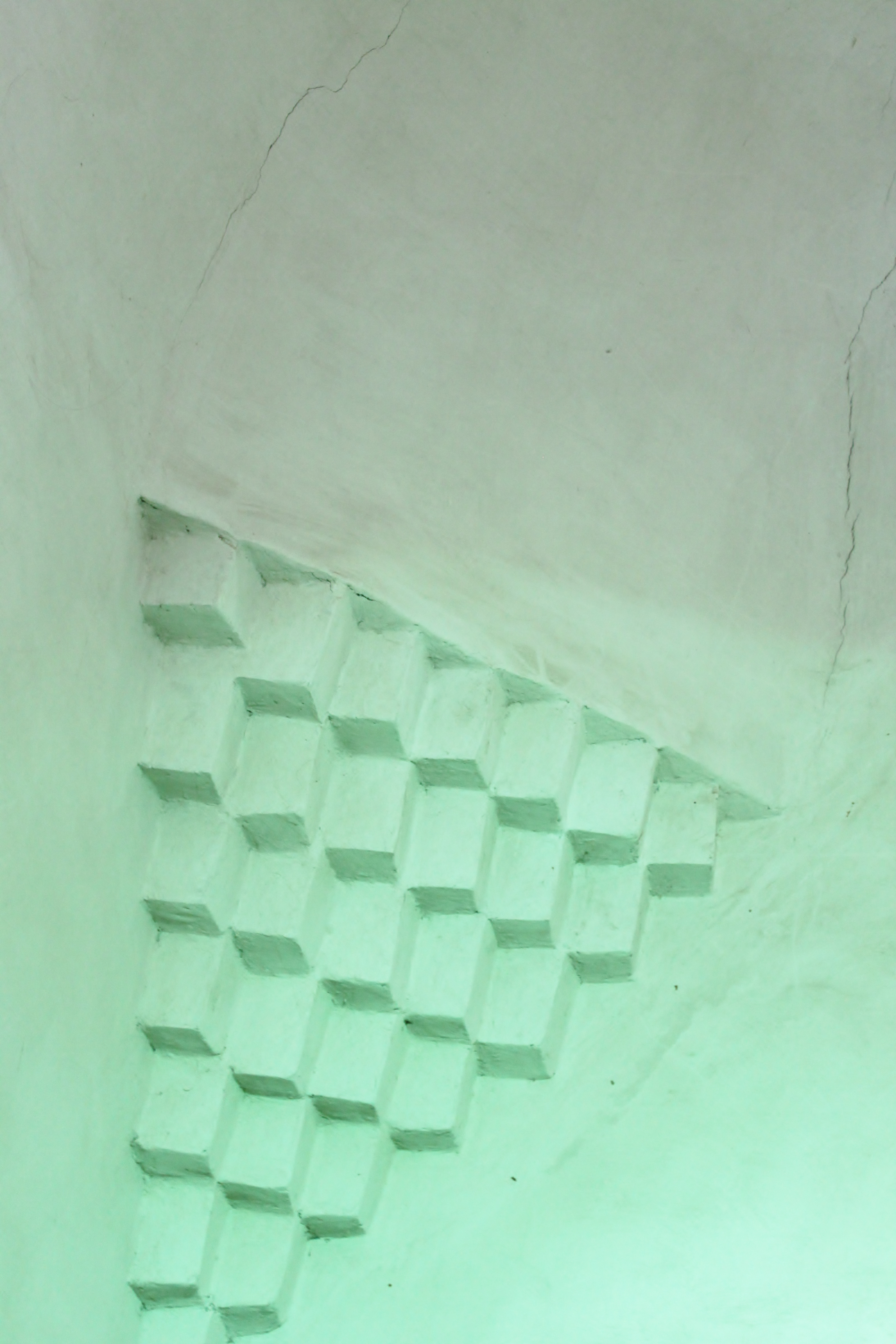
Détail de la salle funéraire (muqarnas).
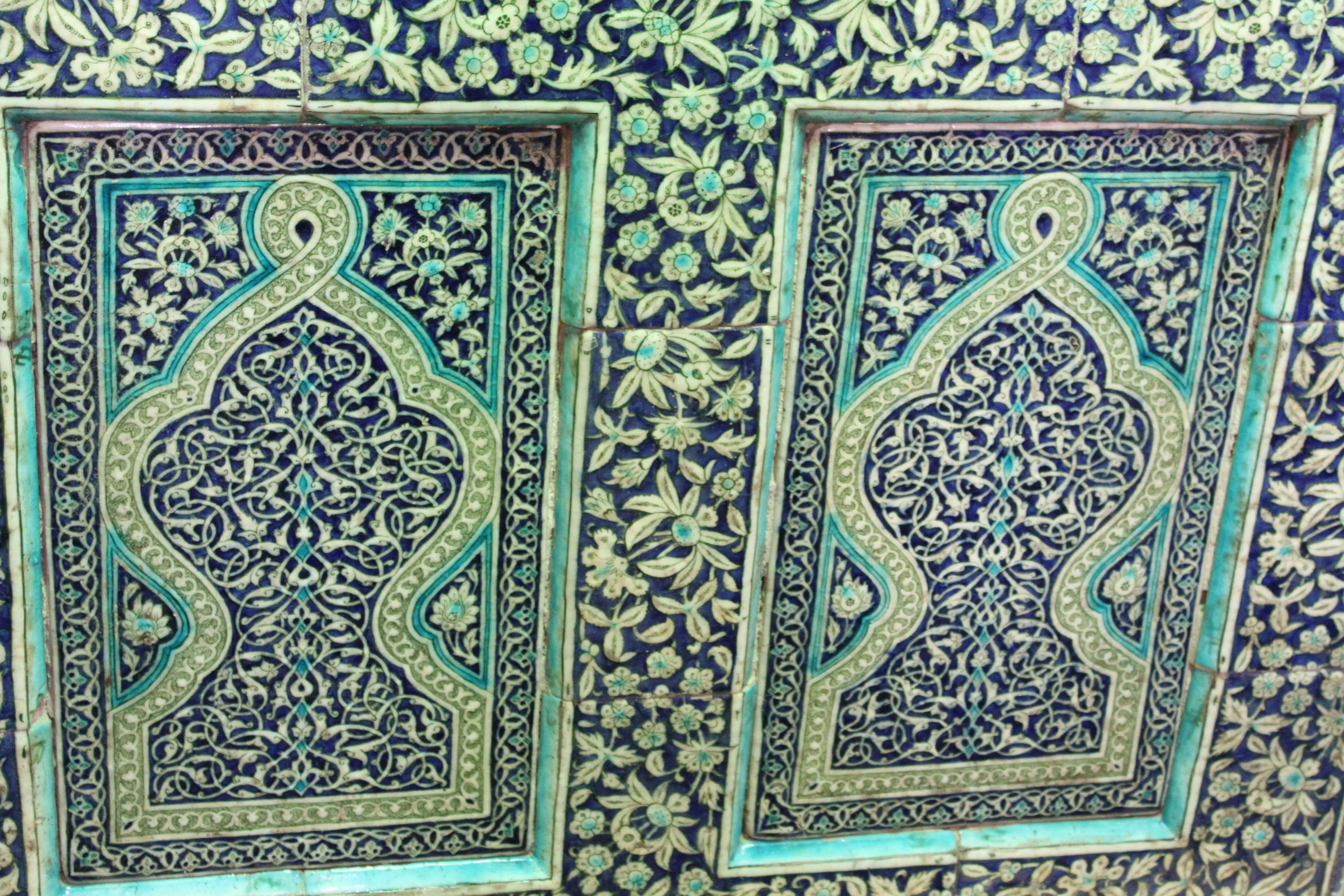
Détail de la tombe de Sayid Alaouddine.
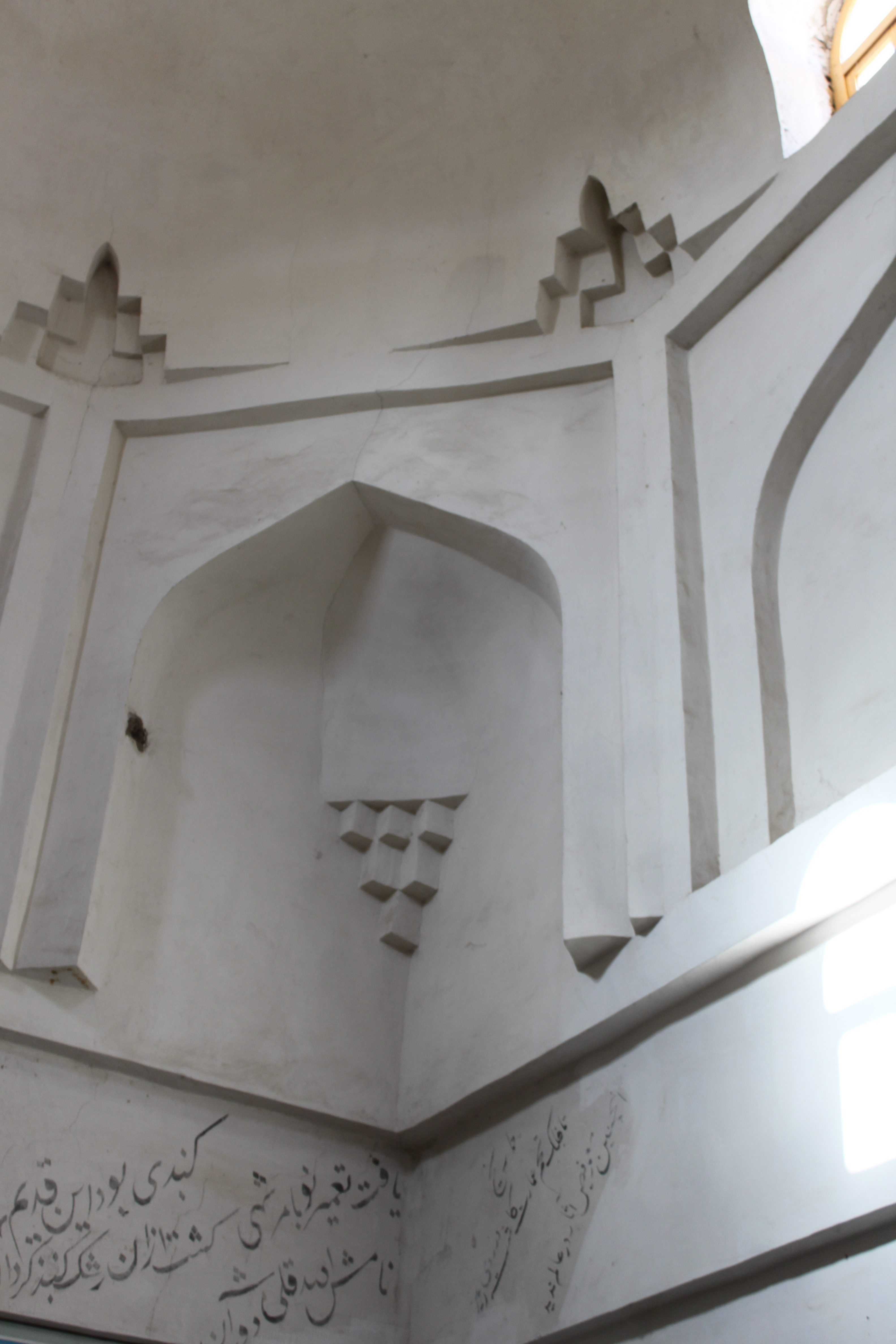
Détail de la salle de visite (ou de prière).
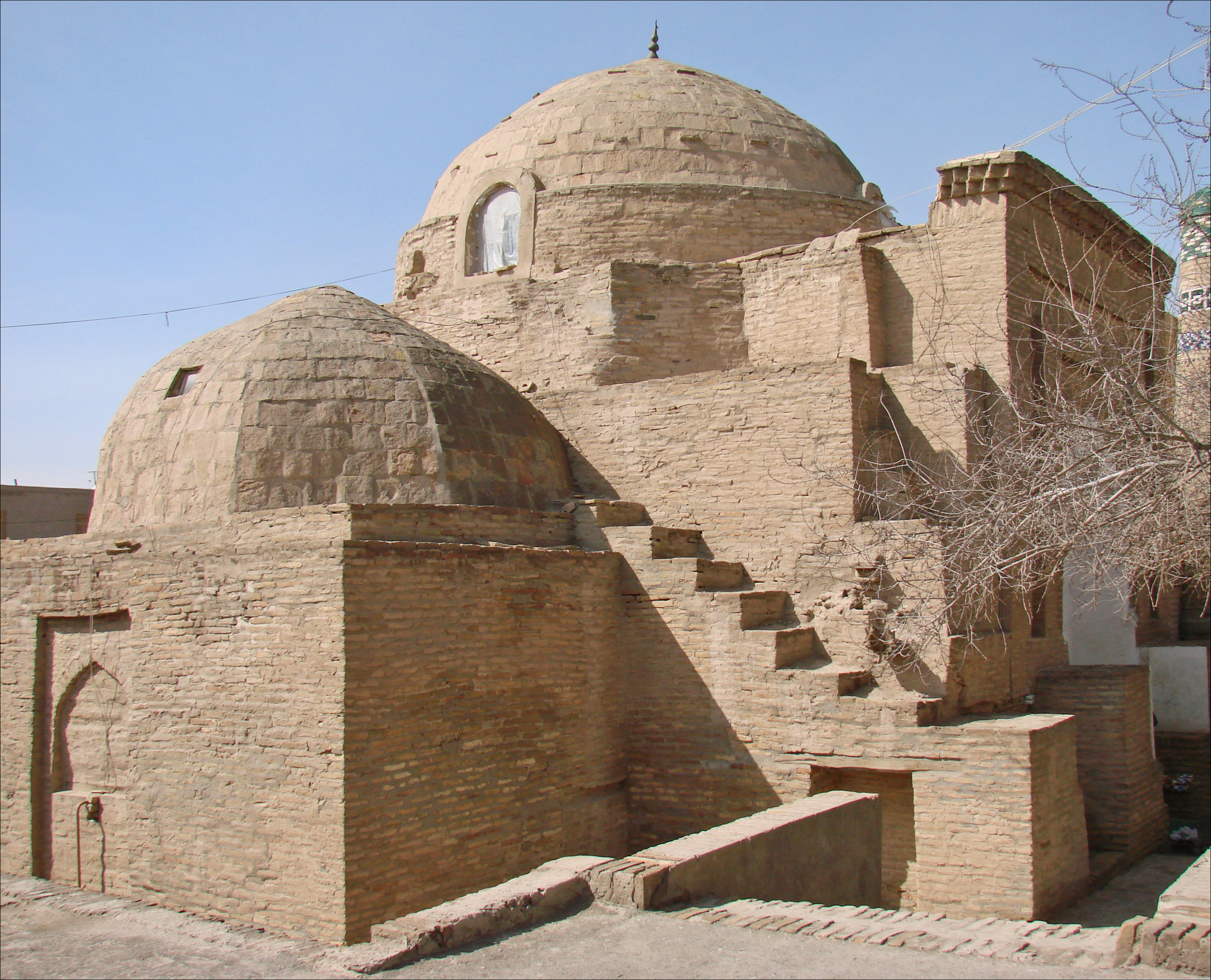
Vue extérieure.

### La médersa Koutloug Mourad Inak
La médersa Koutloug Mourad Inak tient son nom du premier des khans restaurant la dynastie de la tribu Koungrat en 1804. La médersa a été construite entre 1804 et 1812.
Il s’agit de la première médersa de Khiva à posséder deux niveaux de cellules. La façade extérieure comprend deux niveaux de cellules de chaque côté du portail. L'intérieur de la médersa a peu de décoration. Les façades sur cour ont deux étages et comportent chacune un iwan donnant pour trois d’entre elles, à chaque niveau, sur deux cellules. Les quatre coins sont biseautés et comportent chacun trois entrées de cellules à chaque niveau. Depuis la cour intérieure, on accède à une réserve souterraine d’eau (sardoba) surmontée d’un dôme visible dans la cour.
Elle est située en face de la médersa Alla Kouli Khan.

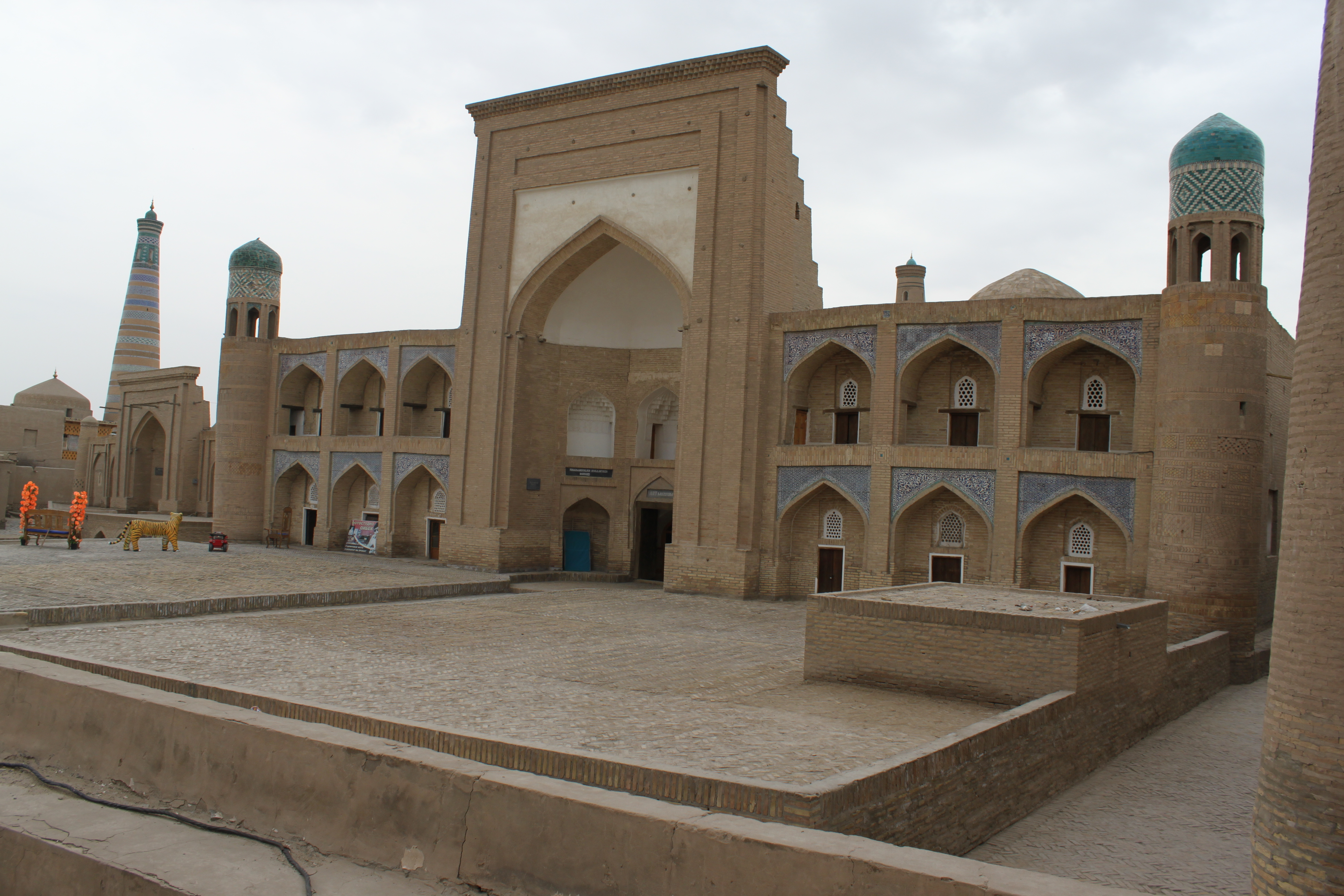
Vue générale de l'extérieur de la médersa Koutloug Mourad Inak à Khiva.
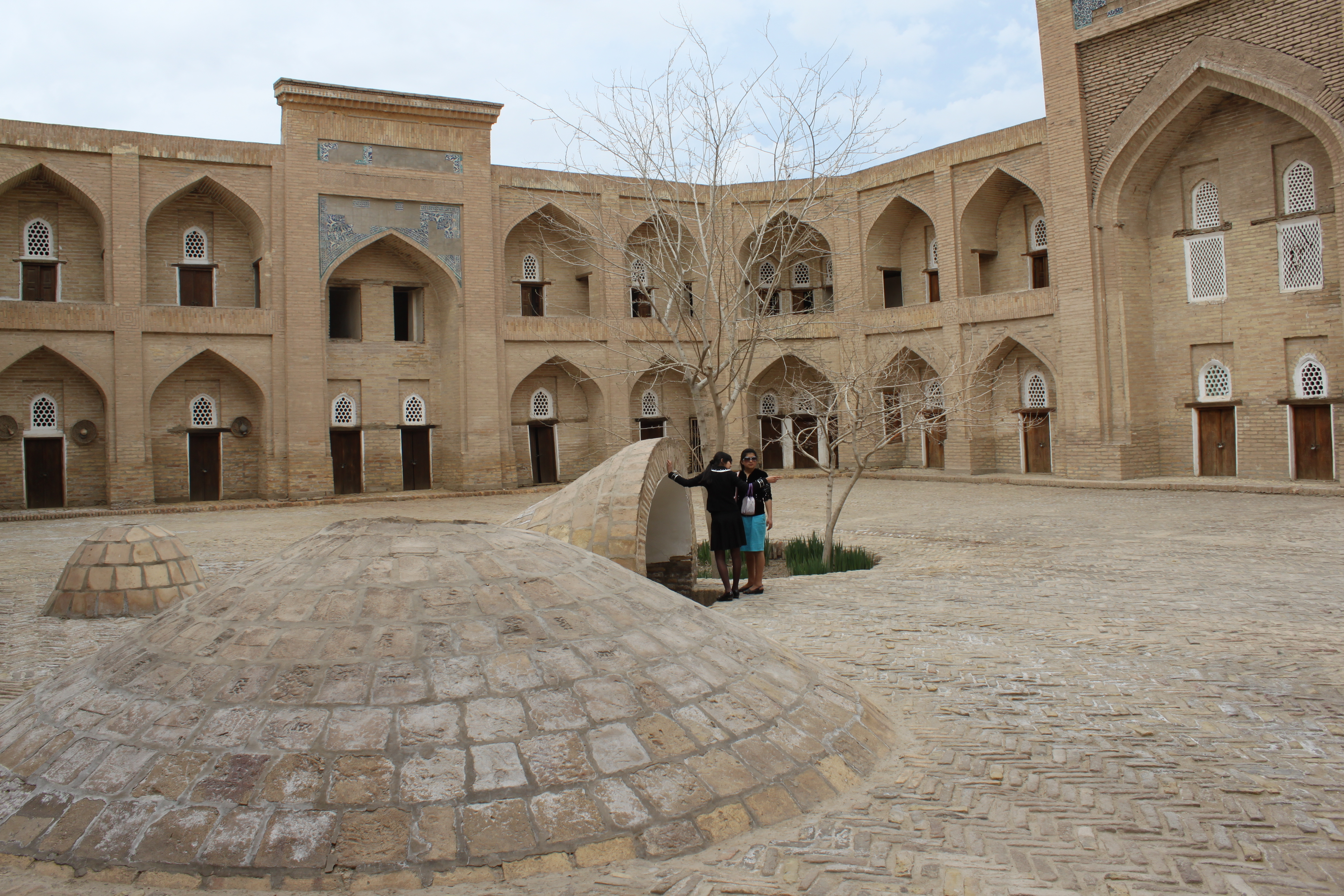
Vue générale de la cour, de l'accès au puits et du dôme au-dessus du puits dans la médersa Koutloug Mourad Inak à Khiva.
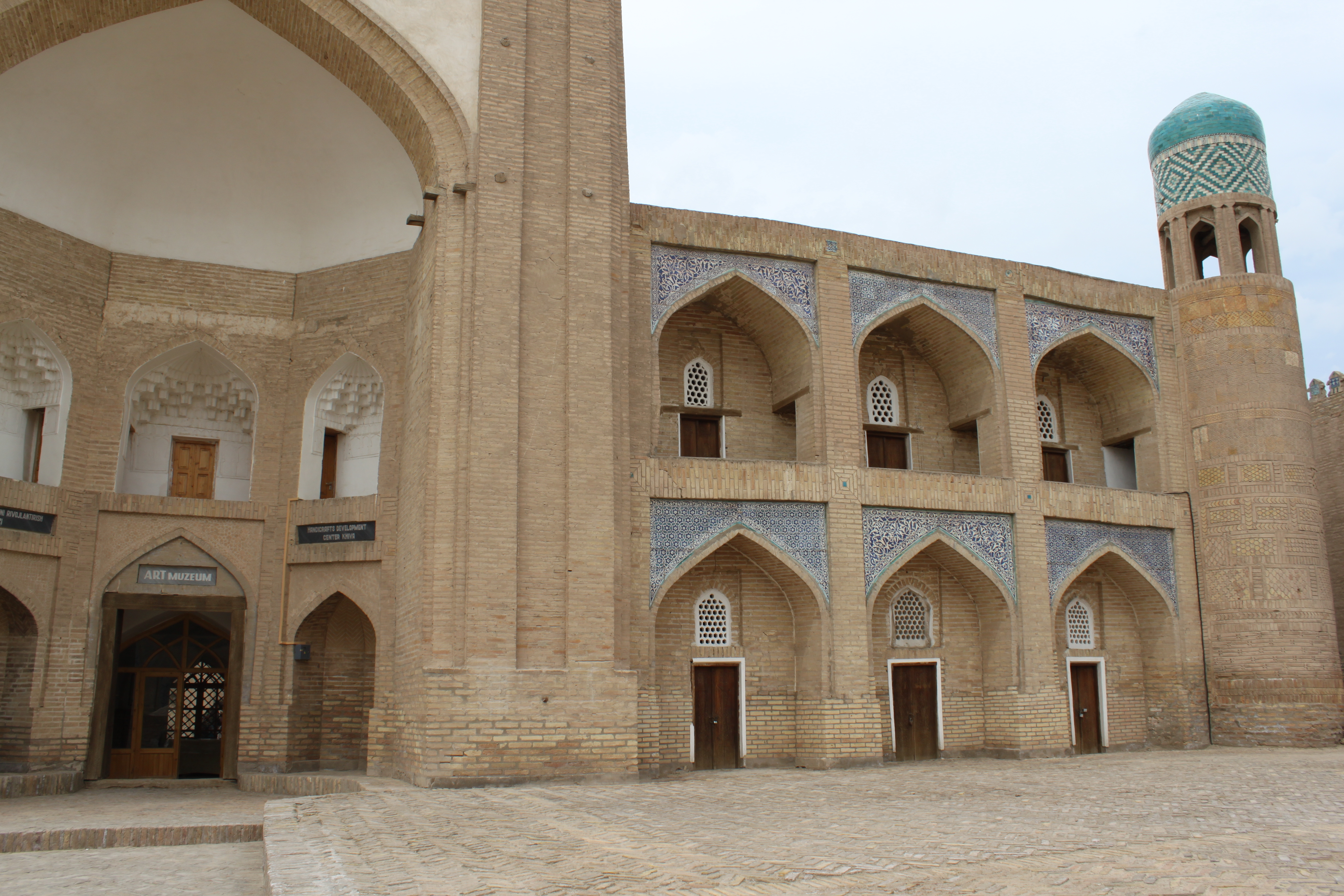
Vue générale de la cour de la médersa Koutloug Mourad Inak à Khiva.

### La médersa Alla Kouli Khan
La médersa Alla Kouli Khan (1834) s’ouvre sur un portail (pishtak) décoré de manière classique, de couleurs dominantes bleu et blanc. Il s’agirait du plus haut portail de la ville. À l’intérieur, les cellules se répartissent sur deux étages dans une cour de 30 x 34 mètres, comprenant quatre iwans. Les quatre coins intérieurs sont biseautés et permettent l’accès à trois cellules sur chacun des niveaux.
Cette médersa a été construite dans le cadre d’un vaste plan de reconstruction de cette partie de la ville sous le règne d’Alla Kouli Khan. Elle est située en face de la médersa Koutloug Mourad Inak.

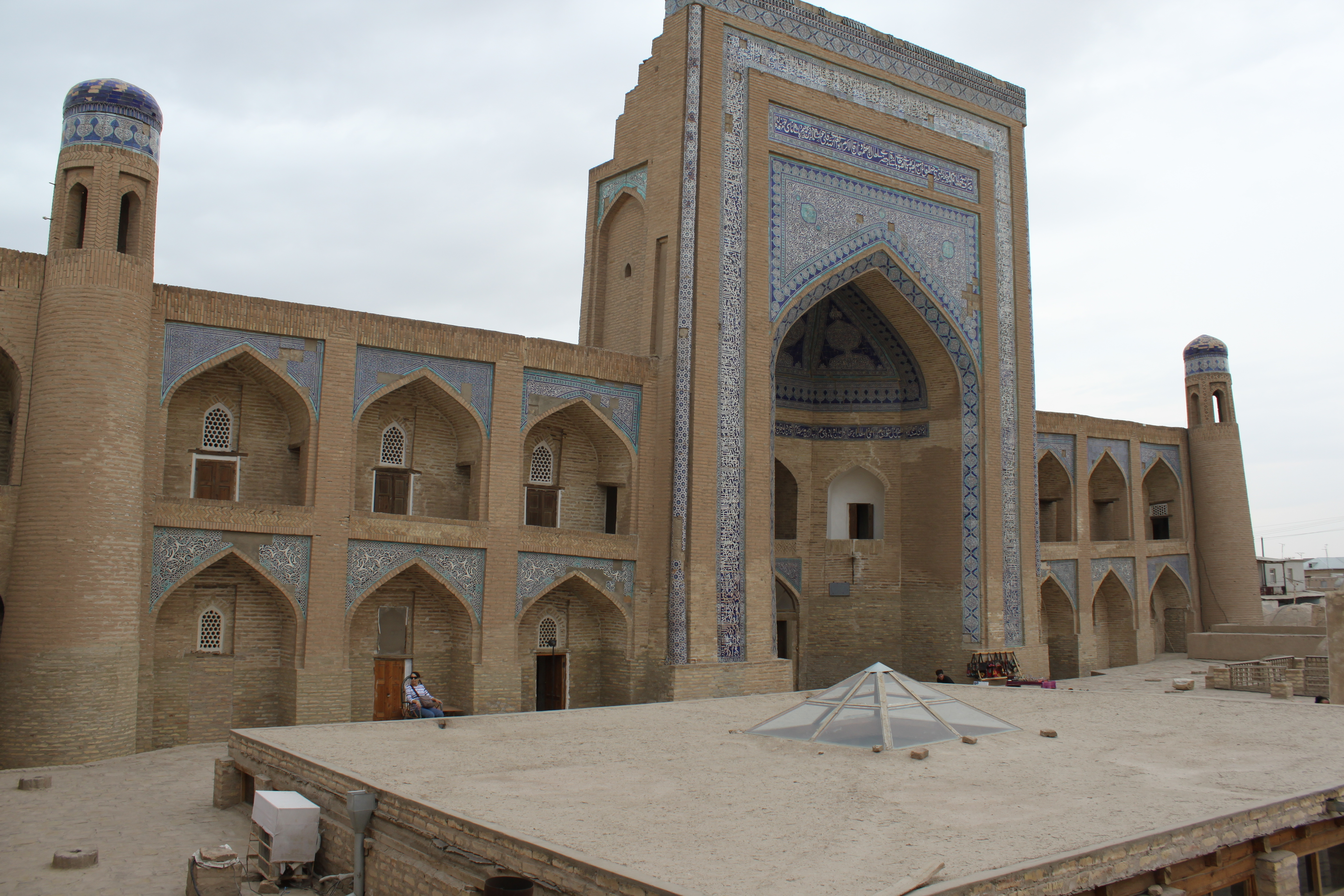
Vue générale de l'extérieur de la médersa Alla Kouli Khan.
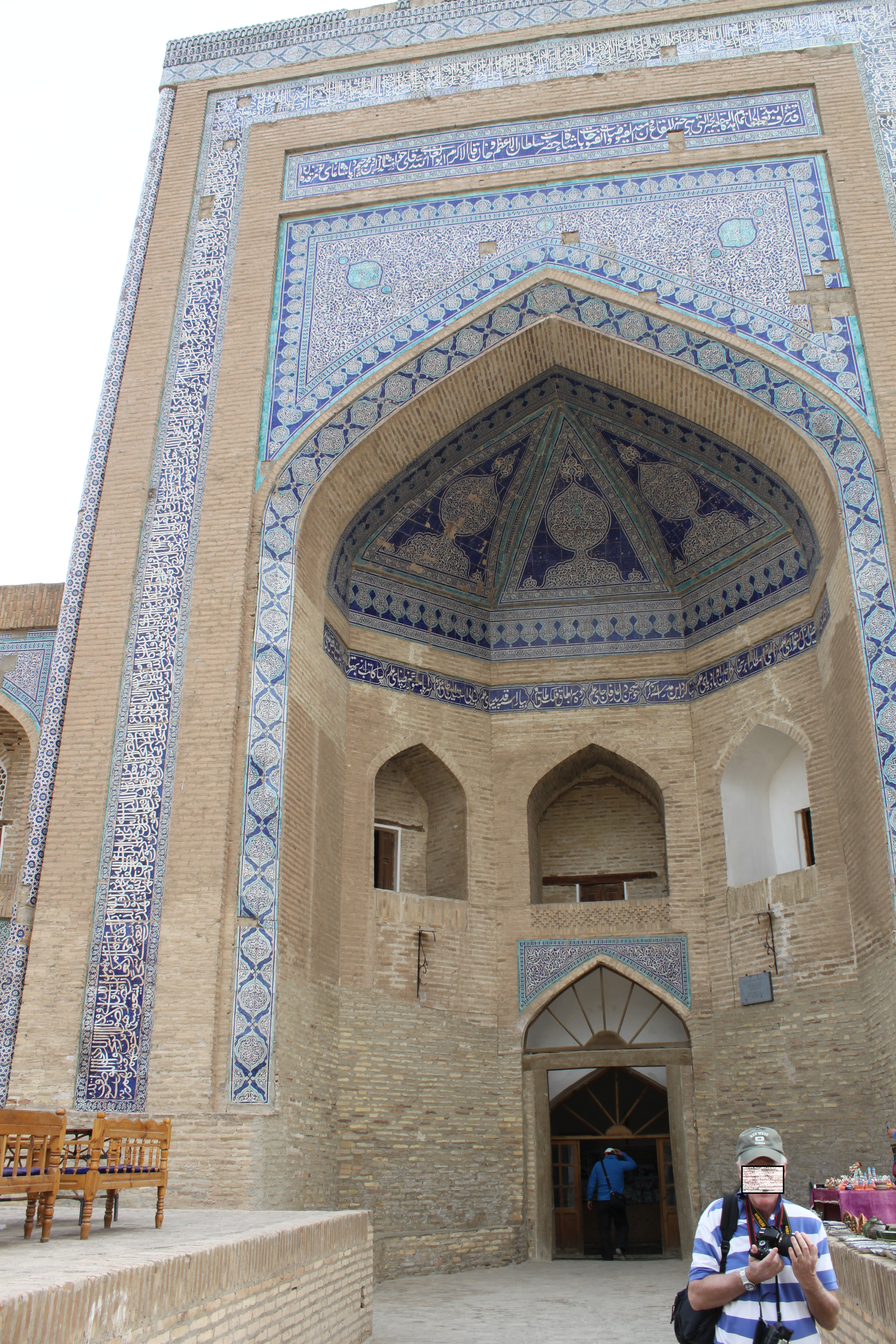
Portail de la médersa Alla Kouli Khan.
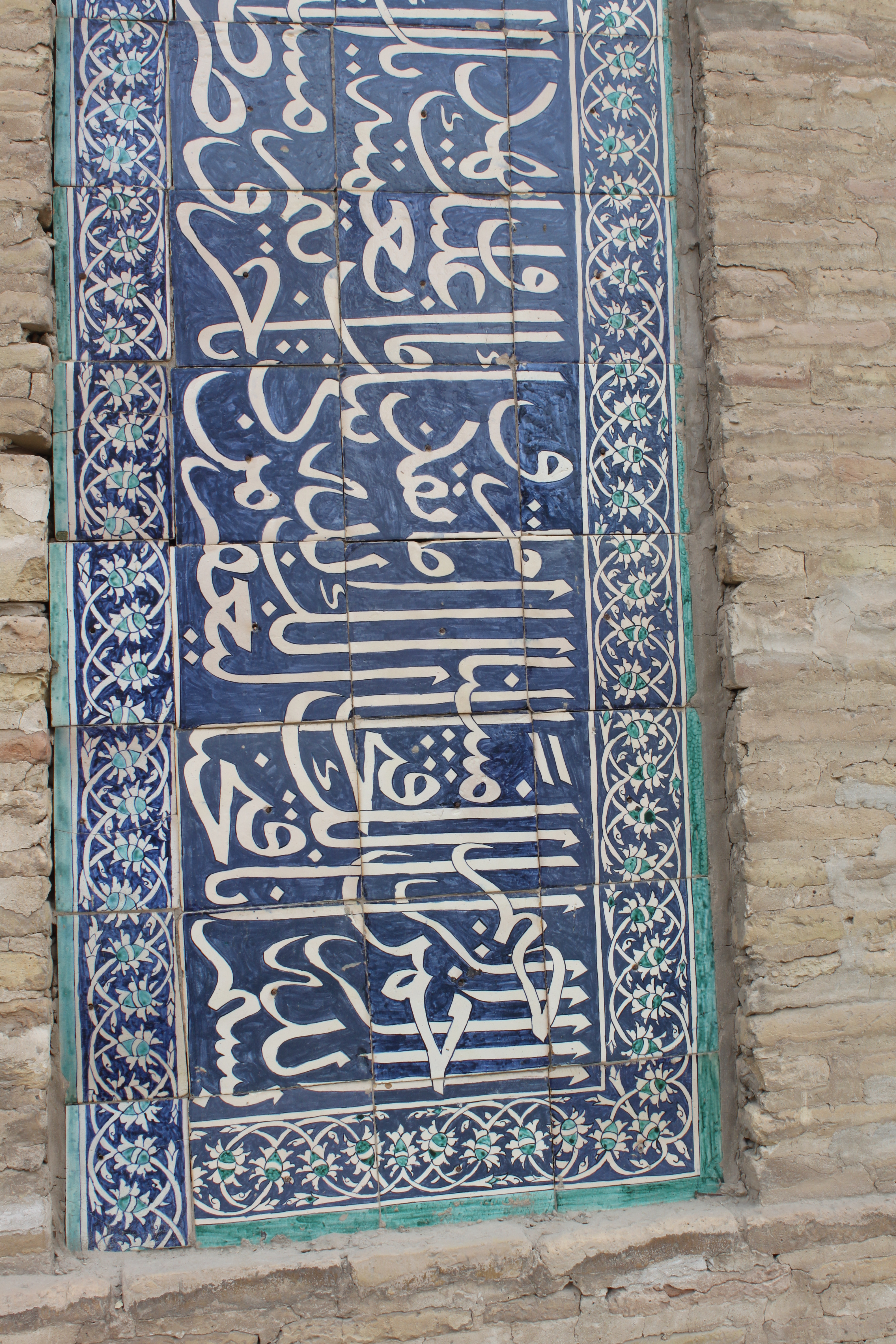
Détail du portail de la médersa Alla Kouli Khan.
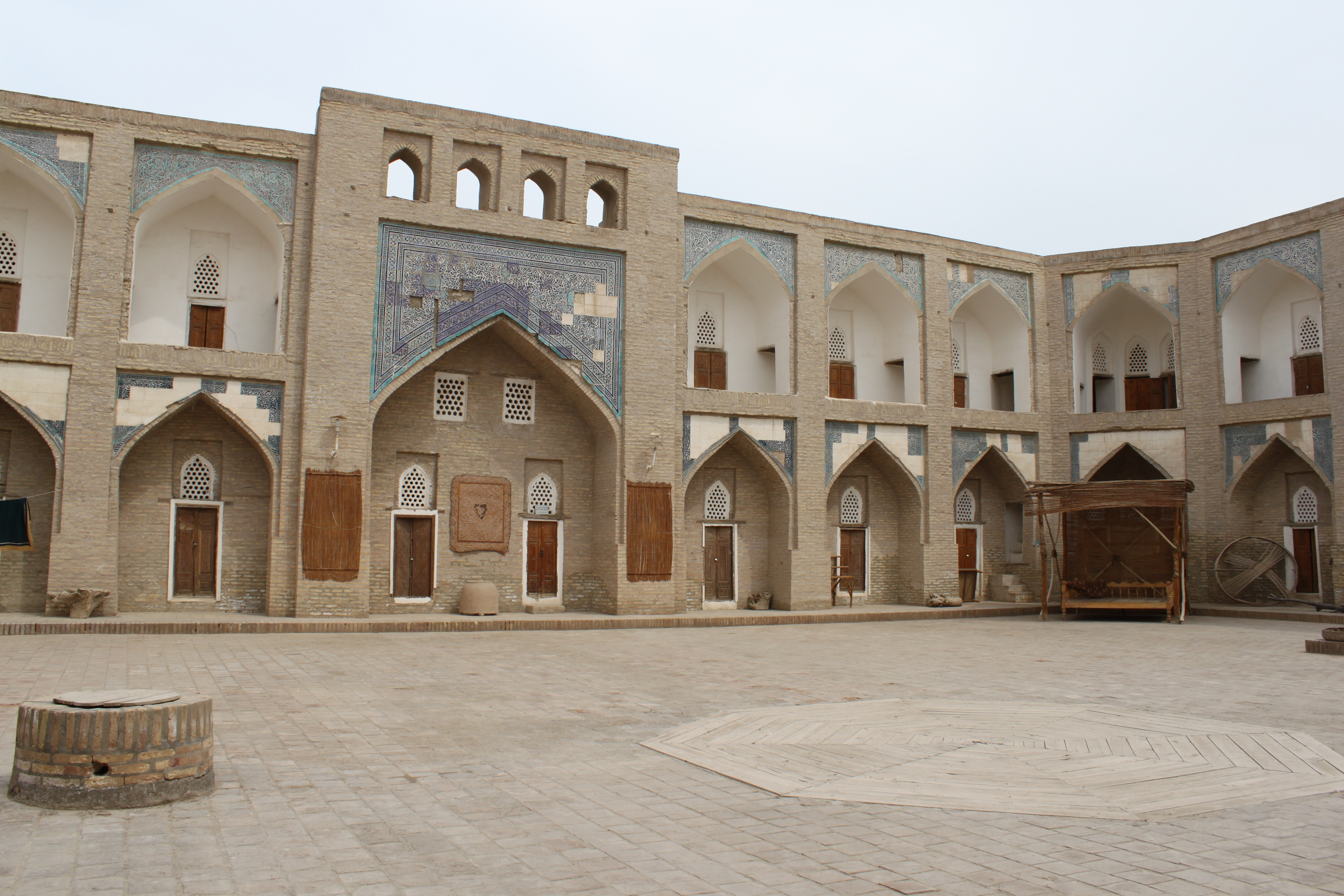
Vue sur la cour de la médersa Alla Kouli Khan.

### La mosquée Ak
La mosquée Ak (1832-1842), ou Mosquée blanche, se caractérise par ses portes finement ciselées.

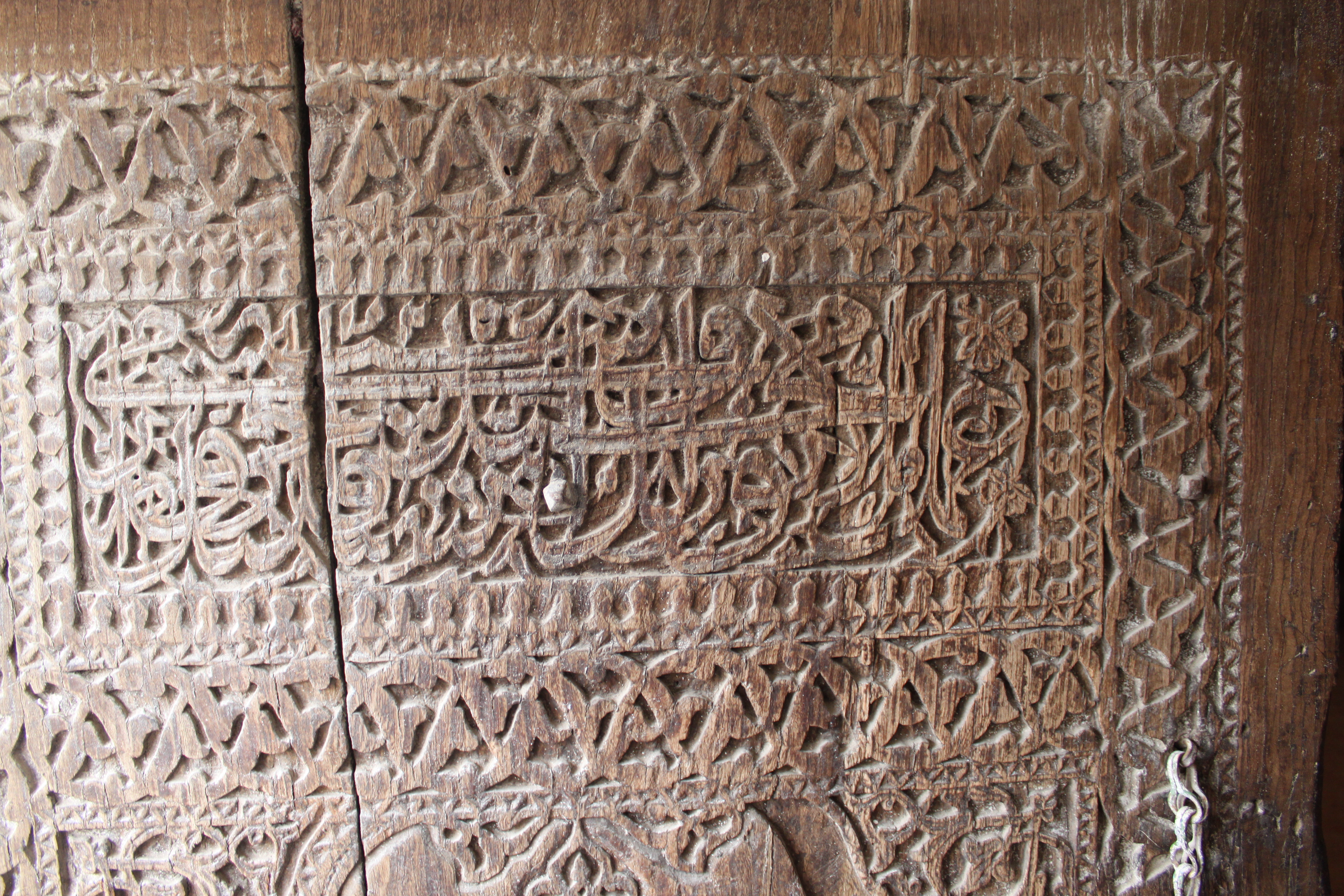
Détail de la porte d'entrée de la mosquée Ak.
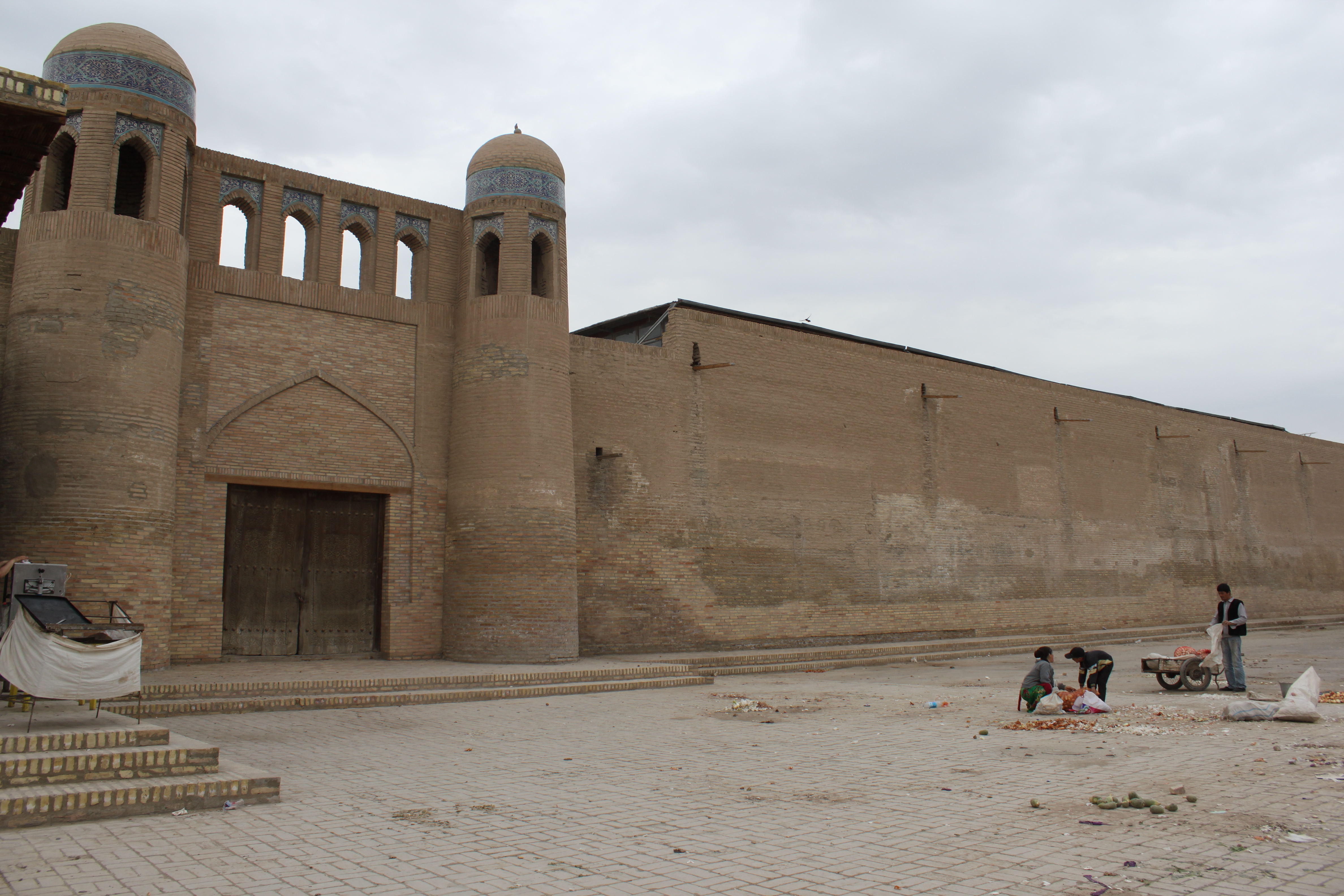
Le caravansérail Alla Kouli Khan.

### Le caravansérail Alla Kouli Khan
Le caravansérail Alla Kouli Khan (1832), construit sous le règne d'Alla Kouli Khan, est situé non loin de la Porte Est ; les remparts qui se situaient à cet endroit ont été démolis lors de sa construction.

### Le palais Nouroullah Baï
Le palais de Nouroullah Baï (1912) est situé, lui, dans la ville extérieure (Dishan Kala). C’est un mélange de style russe (avec, par exemple, les poêles décorés de porcelaine venant de Saint-Pétersbourg) et de style traditionnel local. Il comprend notamment une vaste salle de bal, une pièce de réception, une pièce de repos, une pièce réservée à la musique, etc.

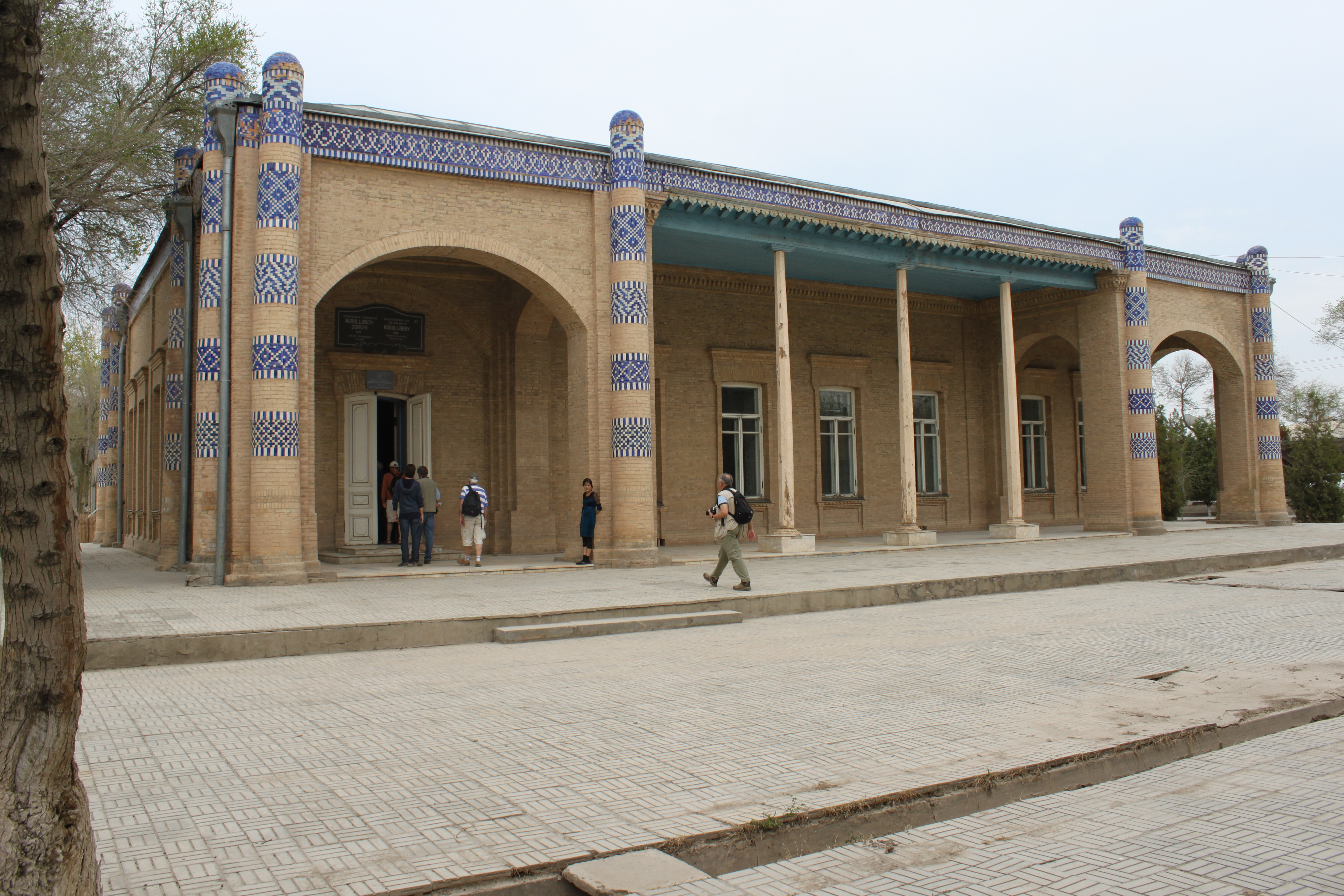
Entrée et façade du palais Nouroullah Baï.
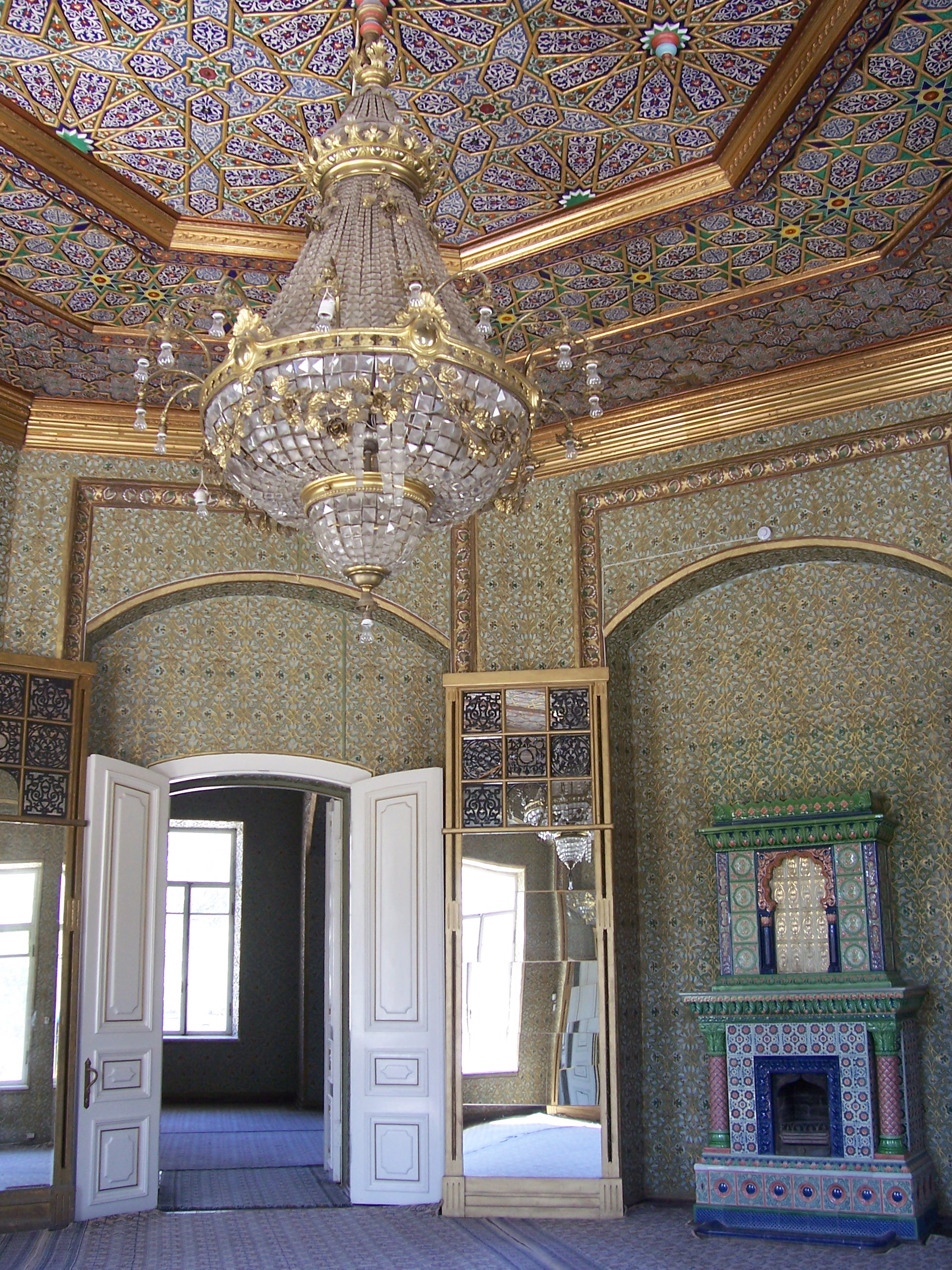
Intérieur du palais Nouroullah Baï.
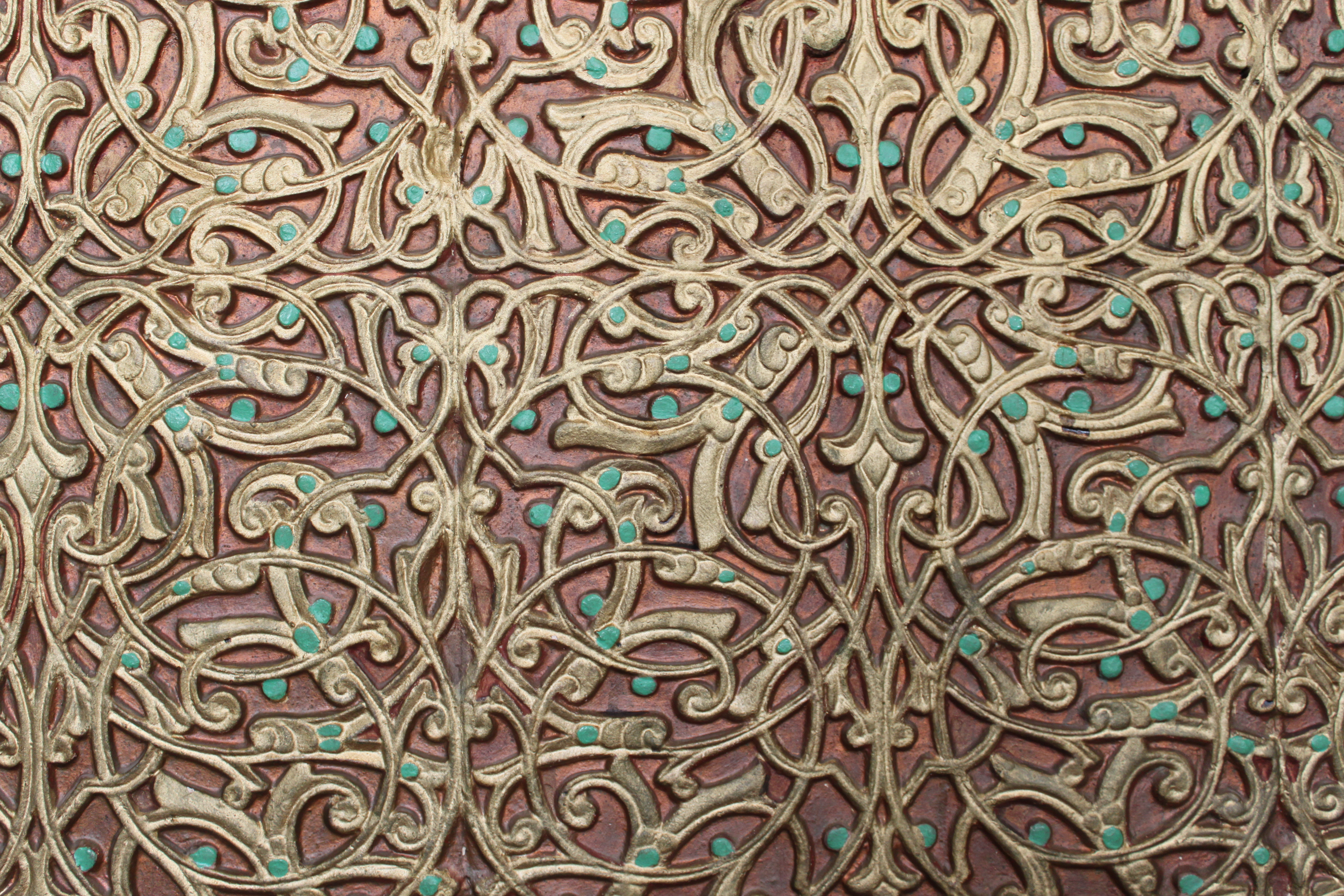
Intérieur du palais Nouroullah Baï : détail.
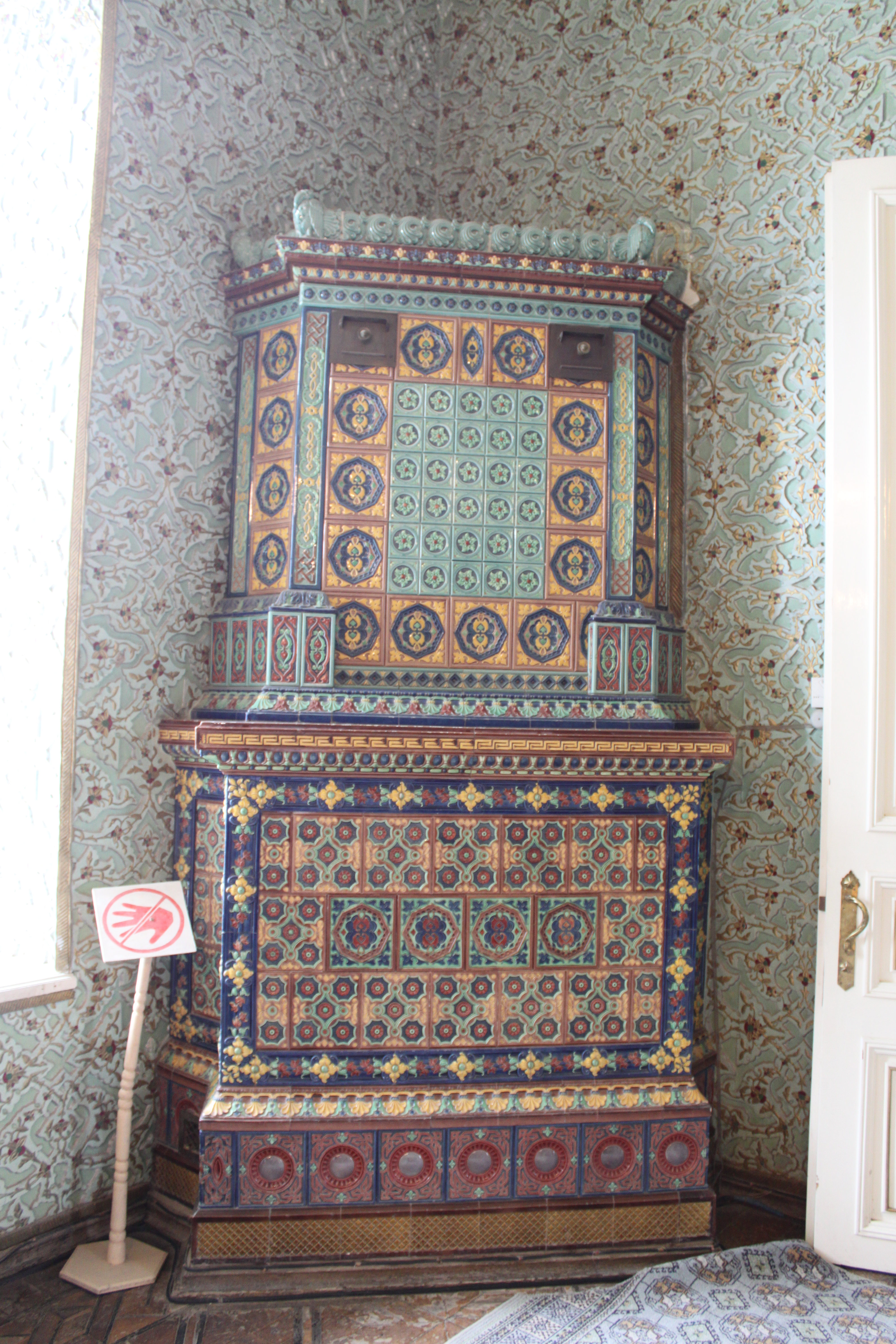
Un des poêles à l'intérieur du palais Nouroullah Baï.
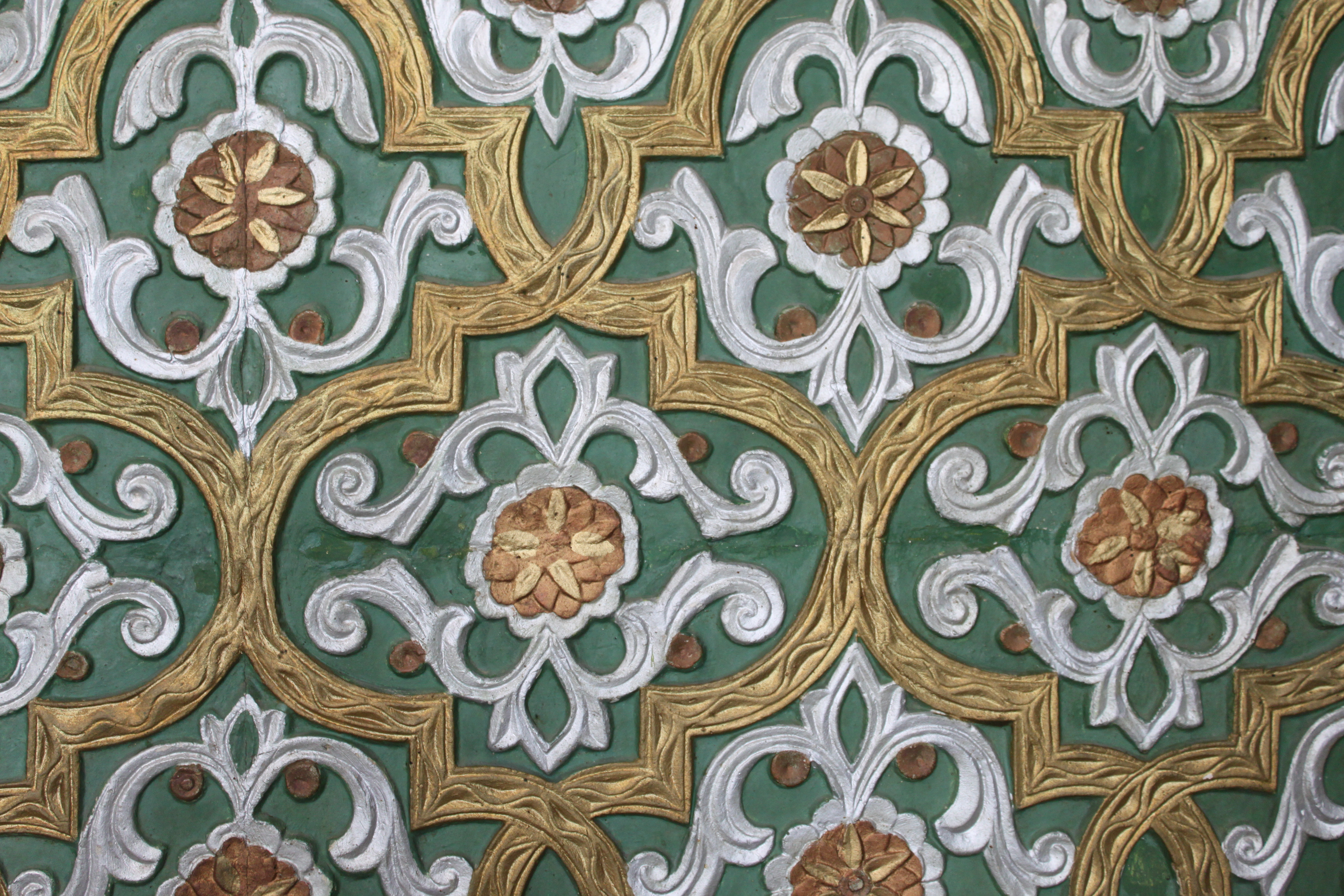
Intérieur du palais Nouroullah Baï : détail.

## Transport
Khiva est reliée à Ourguentch par une ligne de trolleybus de 31,3 kilomètres, ouverte en 1997.
Le transport aérien de passagers s'effectue par l'aéroport international d'Ourgentch.
Une gare, conçue pour accueillir jusqu'à 200 passagers, a été inaugurée en novembre 2018 par le Président Mirziyojev. Située à l'est d'Itchan Kala, elle accueille le train à grande vitesse Afrosiyab qui la relie à Boukhara, Samarcande et Tachkent.

## Personnalités liées à Khiva
Abou Abdallah Muḥammad Ben Mūsa ʾal-Khuwārizmī auss dit al-Khwarizmi, al-Khorezmi (c'est-à-dire « le Khorézmien »), mathématicien, serait né à Khiva vers 780
Al-Biruni (973-1048), savant polymathe
Avicenne ou bn Sīnā (en persan : ابن سینا) demeure 9 ans à Khiva où il aurait rédigé ses premiers livres, à l'âge de 21 ans.